# Statue de la Liberté
Vous lisez un « article de qualité » labellisé en 2007.
Pour les articles homonymes, voir Statue de la Liberté (homonymie).
La statue de la Liberté, ou La Liberté éclairant le monde, (en anglais : Liberty Enlightening the World), est une statue monumentale située à New York, sur Liberty Island, au sud de Manhattan, à l'embouchure du fleuve Hudson et à proximité d’Ellis Island. C'est l'un des monuments les plus célèbres des États-Unis.

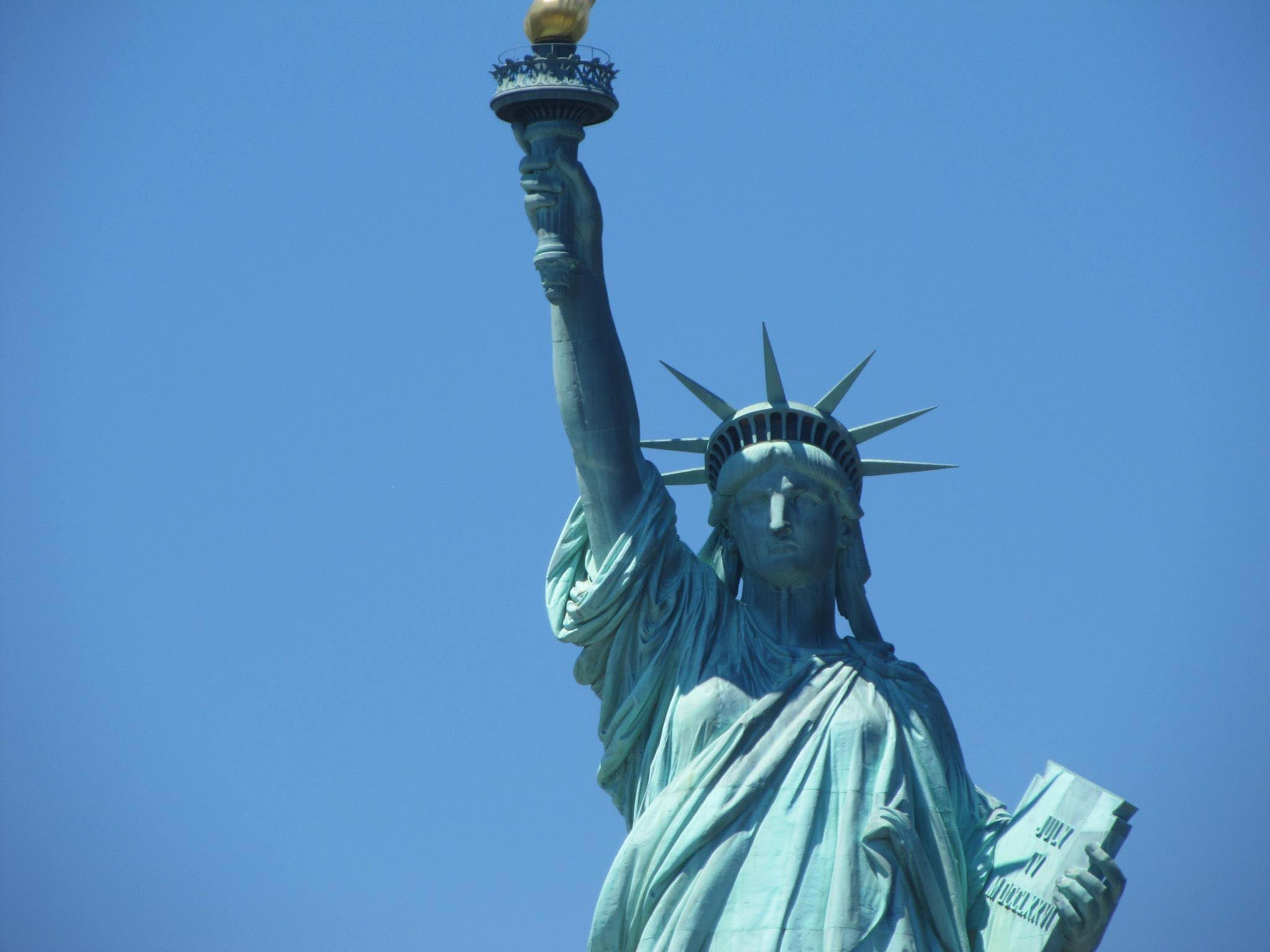
Sommet de la statue de la Liberté.

Construite et assemblée en France, sur une idée en 1865 du juriste Édouard Lefebvre de Laboulaye, au moment d'une collecte du quotidien Le Phare de la Loire pour honorer la veuve d'Abraham Lincoln, la statue est offerte en signe d'amitié par le peuple français aux Américains. L'inauguration a lieu le 28 octobre 1886 en présence du président des États-Unis, Grover Cleveland, pour commémorer, avec dix ans de retard, le centenaire de la Déclaration d'indépendance américaine.
La réalisation et la maîtrise d’œuvre en furent confiées en 1871 au Français Auguste Bartholdi qui prit Viollet le Duc comme architecte, remplacé après sa mort en 1879 par Gustave Eiffel.
L'énorme socle permettant de doubler sa hauteur de 46 à 93 mètres, pour un total de 225 tonnes, est le résultat d'une collecte de fonds américaine dirigée par le procureur général, William M. Evarts, mais les travaux s'arrêtèrent aux fondations, suscitant des critiques de la presse américaine face à un projet jugé démesuré. Le journaliste Joseph Pulitzer, « précurseur » d'une « presse d'investigation engagée » socialement accepta de mobiliser les premières pages de son quotidien New York World pour récolter plus d'argent, gagnant ainsi environ 50 000 nouveaux abonnés.
Pour le choix du cuivre, l'architecte Eugène Viollet-le-Duc eut l'idée de la technique du repoussé et à sa mort en 1879, Bartholdi fit appel à l'ingénieur Gustave Eiffel, qui imagina un pylône métallique supportant les plaques de cuivre martelées et fixées.
La statue fait partie des National Historic Landmarks depuis le 15 octobre 1924 et de la liste du patrimoine mondial de l'UNESCO depuis 1984. La statue de la Liberté, en plus d'être un monument très important de la ville de New York, est devenue l'un des symboles des États-Unis et représente de manière plus générale la liberté et l'émancipation vis-à-vis de l'oppression. De son inauguration en 1886 jusqu'à l'ère de l'aviation, la statue est ainsi la première vision des États-Unis pour des millions d'immigrants, après une longue traversée de l'océan Atlantique. Elle constitue l'élément principal du Statue of Liberty National Monument qui est géré par le service des parcs nationaux. La création de la statue de la Liberté se place dans la tradition du colosse de Rhodes, dont certaines représentations ont sans doute été une inspiration pour Bartholdi,,.
Après les attentats du 11 septembre 2001, l'accès a été interdit pour des raisons de sécurité : le piédestal a rouvert en 2004 et la statue en 2009, avec une limitation du nombre de visiteurs autorisés à accéder à la couronne. La statue (y compris le piédestal et la base) a été fermée pendant une année jusqu'au 28 octobre 2012, pour qu'un escalier secondaire et d'autres dispositifs de sécurité puissent être installés (l'accès à l'île est cependant resté ouvert). Un jour après la réouverture, l'accès a été de nouveau interdit en raison des effets dévastateurs de l'ouragan Sandy. Les accès à l'île et à la statue ont été rouverts le 4 juillet 2013. L'accès du public au balcon entourant la torche est toujours interdit, pour des raisons de sécurité, depuis 1916.

## Histoire

### Cadeau du peuple français aux États-Unis

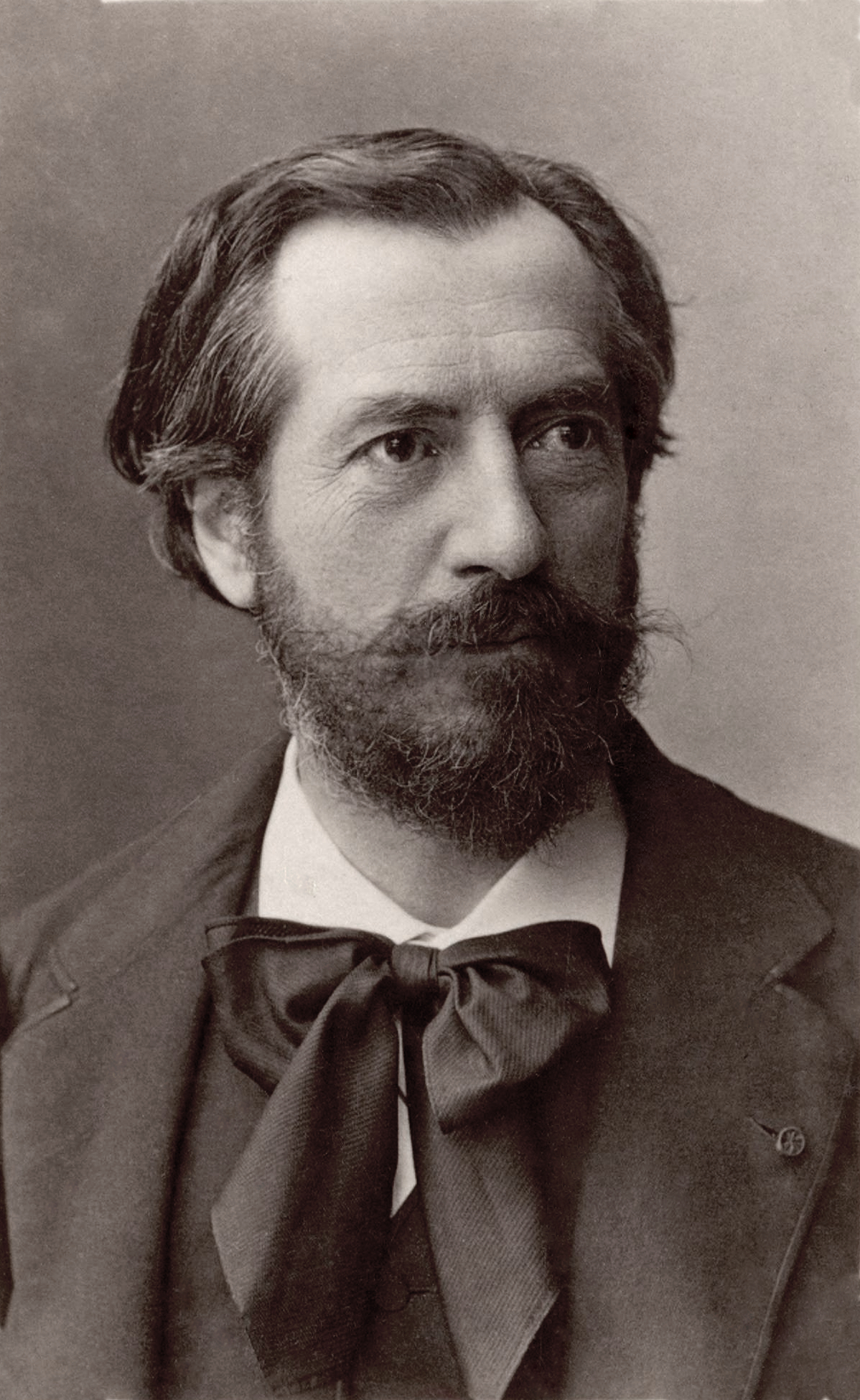
Auguste Bartholdi, concepteur de la statue de la Liberté.

L'idée d'un présent, en gage de l'amitié franco-américaine et pour célébrer le centenaire de la déclaration d'indépendance des États-Unis, est traditionnellement donnée comme ayant pour origine un dîner organisé au début de l'été 1865 à Glatigny chez le juriste français Édouard de Laboulaye qui avait réuni un groupe d'amis libéraux comme lui (Oscar du Motier de La Fayette, Charles de Rémusat, Hippolyte Clérel de Tocqueville et le sculpteur alsacien Auguste Bartholdi qui venait de sculpter le buste de Laboulaye) pour célébrer la victoire de l'Union dans la guerre de Sécession et se désoler de la mort d'Abraham Lincoln, mais en réalité aucun projet de cadeau n’était sorti du dîner.
L'idée d'une statue en relation avec Lincoln et les États-Unis ne naît pas de ce dîner mais d'une collecte de fonds organisée en 1865 par le quotidien Le Phare de la Loire pour une médaille en or dédiée à Mary Todd Lincoln, la veuve du président américain et qui portait l’inscription « Dédiée par la Démocratie française à Lincoln, honnête homme qui abolit l’esclavage, rétablit l’Union, sauva la République, sans voiler la statue de la Liberté ». Bartholdi a certainement mélangé la campagne pour la médaille et le dîner d'américanophiles pour inventer dans son journal, vingt ans après les faits, un pamphlet donné lors de ce dîner pour lever des fonds.
Ce projet, né à la fin des années 1860, en pleine vague de statuomanie, vacille en raison de la situation politique instable de la fin du Second Empire. Bartholdi, impressionné par les colosses de Memnon qu'il a découverts lors de son voyage en Égypte en 1855, se consacre alors à d'autres sculptures colossales, comme celle d'un grand phare (sous la forme d'une fellahine de 19 m de hauteur tenant une torche en l'air) à l'entrée du canal de Suez qu'il propose en 1867 à Ismaïl Pacha, khédive d'Égypte et qui s’appellerait La Liberté éclairant l'Orient. Ce projet est abandonné, faute de financement (une statue plus modeste de Ferdinand de Lesseps, sculptée par Emmanuel Frémiet, est inaugurée le 17 novembre 1899 à Port-Saïd), mais Bartholdi garde le souvenir de cette statuaire colossale égyptienne.
En 1870, Bartholdi sculpte une première ébauche en terre cuite et en modèle réduit aujourd'hui exposée au musée Bartholdi à Colmar. La même année, la France entre en guerre contre la Prusse et doit capituler. Le 10 mai 1871, elle cède l'Alsace-Lorraine à l'Empire allemand. L'opinion publique et le gouvernement français sont déçus de la sympathie des États-Unis pour les Allemands, dont le nombre était important sur le sol américain. Le projet commémoratif est temporairement écarté en raison des troubles politiques que connaît le début de la Troisième République. En effet, la plupart des Français pensent alors que cette république n'est qu'une solution temporaire qui laisserait place à la monarchie, ou à un régime semblable à celui de Napoléon Ier.[réf. nécessaire]

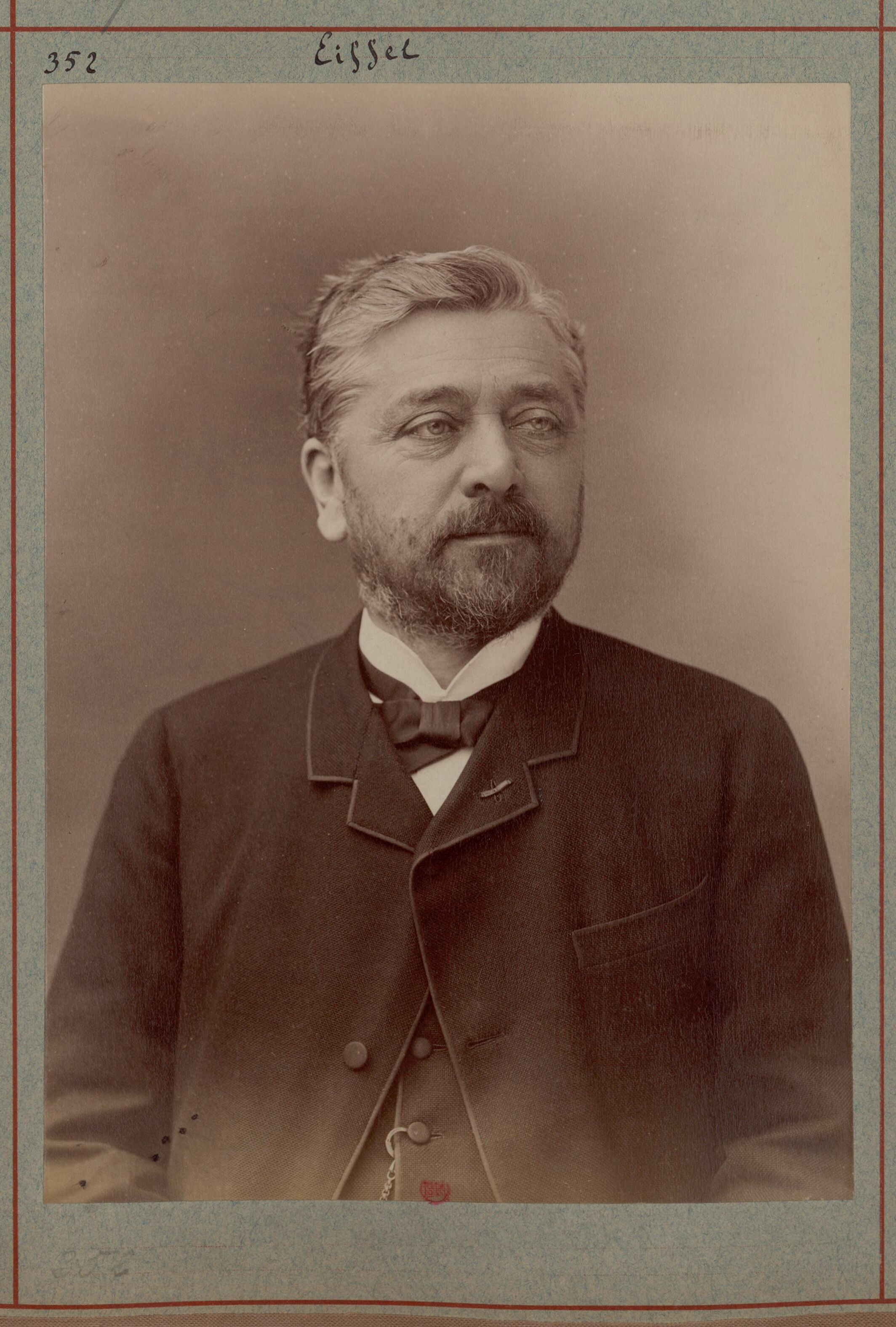
Gustave Eiffel participe également au projet de la statue de la Liberté, dont il conçoit l'armature métallique.

Le 8 juin 1871, muni de lettres d'introduction de Laboulaye, Bartholdi part pour cinq mois aux États-Unis où il repère le site de Bedloe's Island, future Liberty Island, et tente de gagner des partisans. Il rencontre le président américain Ulysses S. Grant le 18 juillet 1871 à New York. Dans un club select de la ville de New York, il organise un dîner pour collecter des fonds auprès de riches républicains, leur révélant le coût initial de la sculpture, 125 000 dollars (correspondant à 2,5 millions au début du XXIe siècle) pour le piédestal à la charge des Américains, 125 000 pour le reste de la statue à la charge des Français, mais il revient en France sans argent, les hommes d'affaires voulant apposer le nom de leur compagnie sur la statue en échange de leur participation financière.
La structure a été conçue dans les ateliers Gustave Eiffel, à Levallois-Perret, et au 25 rue de Chazelles dans le 17e arrondissement de Paris, là où se montaient les pièces de cuivre.

### Modèles de la statue

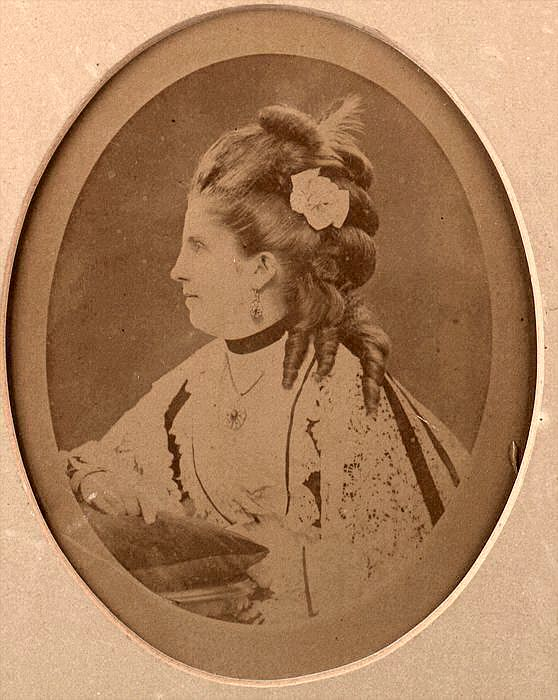
Isabella Eugénie Boyer (1841-1904) épouse de l'inventeur Isaac Merritt Singer, qui aurait servi de modèle pour la statue de la Liberté.

#### Choix du visage
Des sources diverses mettent en avant différents modèles qui auraient servi à déterminer le visage de la statue. Cependant, les historiens en sont réduits à des hypothèses et aucune proposition n'est véritablement fiable et authentique.
Parmi les modèles proposés, on trouve Isabella Eugénie Boyer, veuve de l'inventeur milliardaire Isaac Merritt Singer, fondateur de la célèbre entreprise de machines à coudre, qui avait contribué au financement du projet. Mais Bartholdi ne l'a connue qu'en 1875, alors que le visage existait déjà.
Selon certaines sources, Bartholdi se serait inspiré du visage de sa propre mère, Charlotte Bartholdi (1801-1891), dont il était très proche, pour donner à la statue son visage sévère. Le National Geographic Magazine appuie cette hypothèse, en précisant que le sculpteur n'a jamais expliqué ni démenti cette ressemblance avec sa mère.
D'autres modèles fantaisistes,, ont été avancés : Bartholdi aurait voulu reproduire le visage d'une jeune fille juchée sur une barricade et tenant une torche, au lendemain du coup d'État de Louis-Napoléon Bonaparte mais Bartholdi n'était pas présent à Paris à cette époque. Il se serait inspiré d'un modèle qui posait pour lui, une femme surnommée la « Grande Céline », prostituée du quartier Pigalle, avec l'accord de la sous-maîtresse dirigeant le grand bordel de la rue de Chazelles, près des ateliers où les feuilles de cuivre de la statue furent assemblées,.
Une étude publiée par Nathalie Salmon en août et en octobre 2013, obtient le soutien d'institutions européennes et américaines ainsi que l'apport documentaire de divers organismes. Elle met en avant une de ses ancêtres, l'Américaine Sarah Coblenzer (New York, 1844 - Paris, 1904), future épouse de son ami intime, fondé de pouvoir et promoteur de l'amitié franco-américaine Adolphe Salmon,documents à l'appui, l'auteur montre comment elle a posé pour lui à Paris pour la statue de la Liberté,,,,,,,, au printemps 1875, lors d'un voyage en Europe. Bartholdi a peut-être réalisé une synthèse de plusieurs visages féminins,,, afin de donner une image neutre et impersonnelle de la Liberté mais la ressemblance avec le visage néoclassique de Sarah Coblenzer est indéniable,.
Selon Régis Hueber, historien et conservateur honoraire du musée Bartholdi, ces hypothèses relèvent de légendes. Voulant exalter la portée universelle du message républicain de la Liberté, Bartholdi ne s'est certainement pas inspiré de cas particuliers.

#### Sources d'inspiration

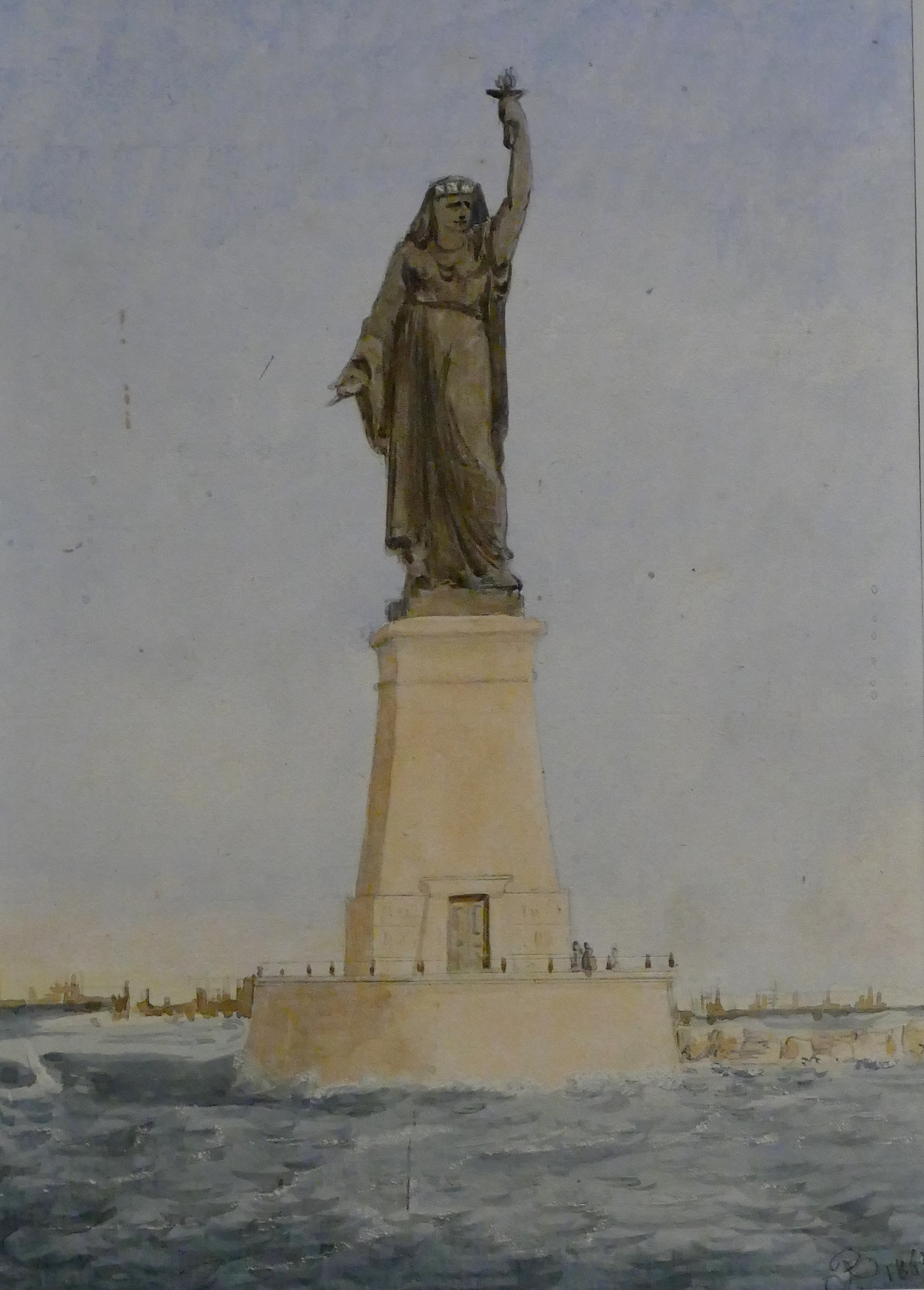
Aquarelle du projet de Bartholdi pour le canal de Suez, 1869 (musée Bartholdi).

Lors d'une visite en Égypte, Auguste Bartholdi fut inspiré par le projet du canal de Suez dont la construction allait être entamée sous la direction de l'entrepreneur et diplomate français Ferdinand de Lesseps, qui devint par la suite l'un de ses plus grands amis. Il imagina ainsi un immense phare qui serait situé à l'entrée du canal et dont il dessina les plans. Le phare serait à l'image de la déesse de la Liberté Libertas du panthéon romain, divinité de la liberté, mais sa représentation devait être modifiée afin de ressembler à une paysanne égyptienne en robe (une fallaha). La lumière du phare devait resplendir à travers un bandeau placé autour de la tête du phare, ainsi qu'au sommet d'une torche maintenue en l'air, en direction des cieux,. Bartholdi présenta ses plans au Khédive Isma'il Pasha en 1867 puis de nouveau en 1869, mais le projet ne fut jamais retenu. Les dessins de ce projet intitulé L'Égypte apportant la lumière à l'Asie ou La liberté éclairant l'Orient ressemblent fortement à la statue de la Liberté, même si Bartholdi a toujours affirmé que le monument new-yorkais n'était pas un réemploi, mais bien une œuvre originale.
Le projet de construction d'un phare à l'entrée du canal de Suez s'inspirait lui-même d'un autre monument de l'Antiquité : le colosse de Rhodes qui était l'une des Sept Merveilles du monde. Construit à effigie du dieu grec du soleil, Hélios, le colosse aurait eu une taille de l'ordre de 30 mètres, et se tenait également à l'entrée d'un port avec une torche pour guider les navires. La position du colosse, les jambes écartées autour de l'entrée, étant cependant différente de celle de la statue de la Liberté. C'est également en statue d'Apollon Hélios, coiffée d'une couronne rayonnante, que fut transformée la statue colossale de bronze, de plus de trente mètres, de l'empereur Néron, lorsqu'elle fut déplacée devant le Colisée par Hadrien.
La coiffe de la Liberté est directement inspirée du Grand sceau de France, symbole officiel de la République française depuis la Seconde République en 1848. Les deux « Libertés », française et américaine, portent chacune une couronne à sept branches symbolisant les sept mers et continents de la planète. De nombreuses autres sources d'inspiration sont évoquées, comme la statue de La Liberté de la poésie brisant ses chaînes (1883), monument à Jean-Baptiste Niccolini réalisé par Pio Fedi dans la Basilique Santa Croce de Florence et dont Bartholdi aurait pu voir l'esquisse sur place en 1870, la même année où Jules Lefebvre réalisait son tableau La Vérité et Bartholdi les premières études de sa statue ; tandis que le thème de la liberté figurait déjà avec Le Génie de la Liberté (1836) sur la colonne de Juillet ou dans le tableau de La Liberté guidant le peuple (1830) de Delacroix.

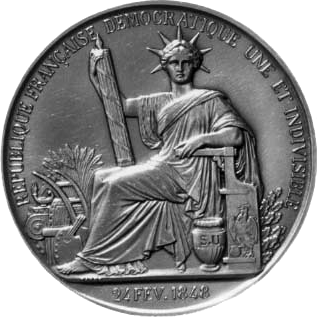
Grand sceau de la République Française (1848).
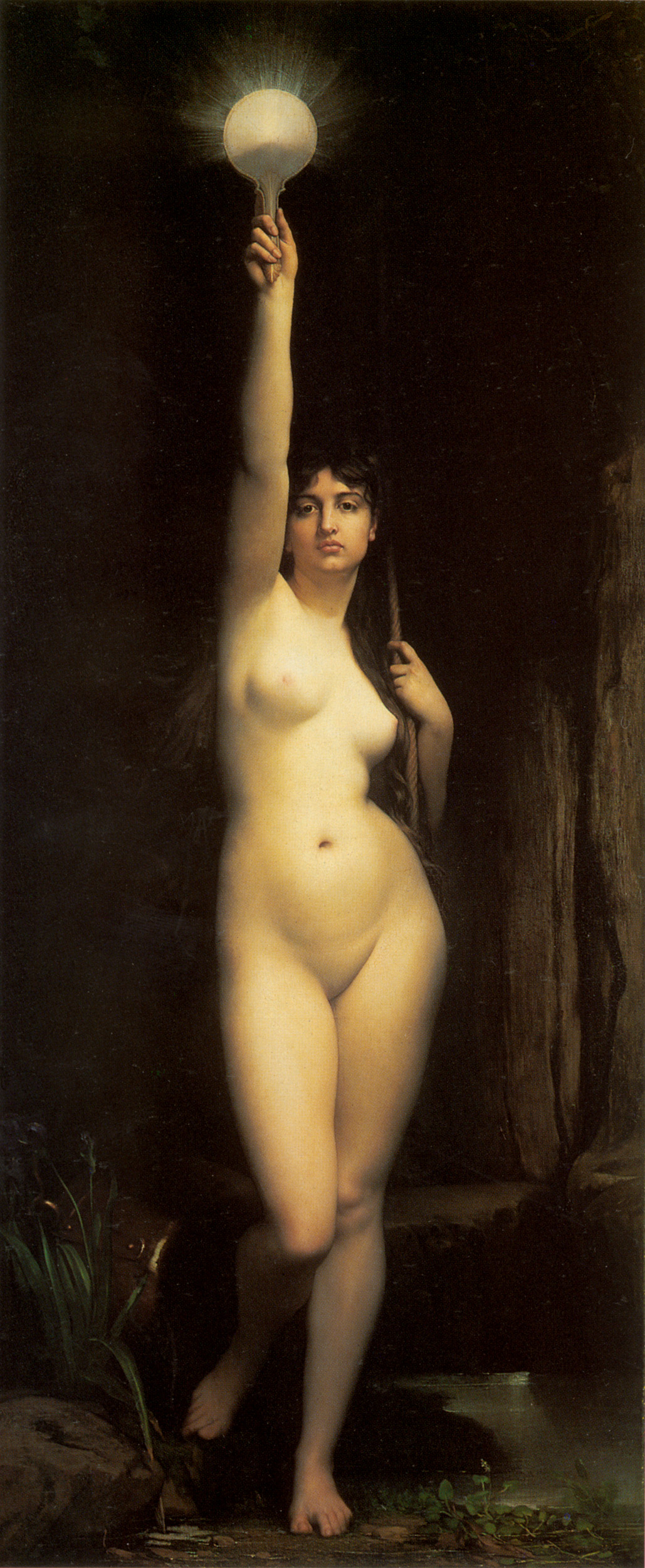
La Vérité, Jules Lefebvre, Musée d'Orsay (1870).
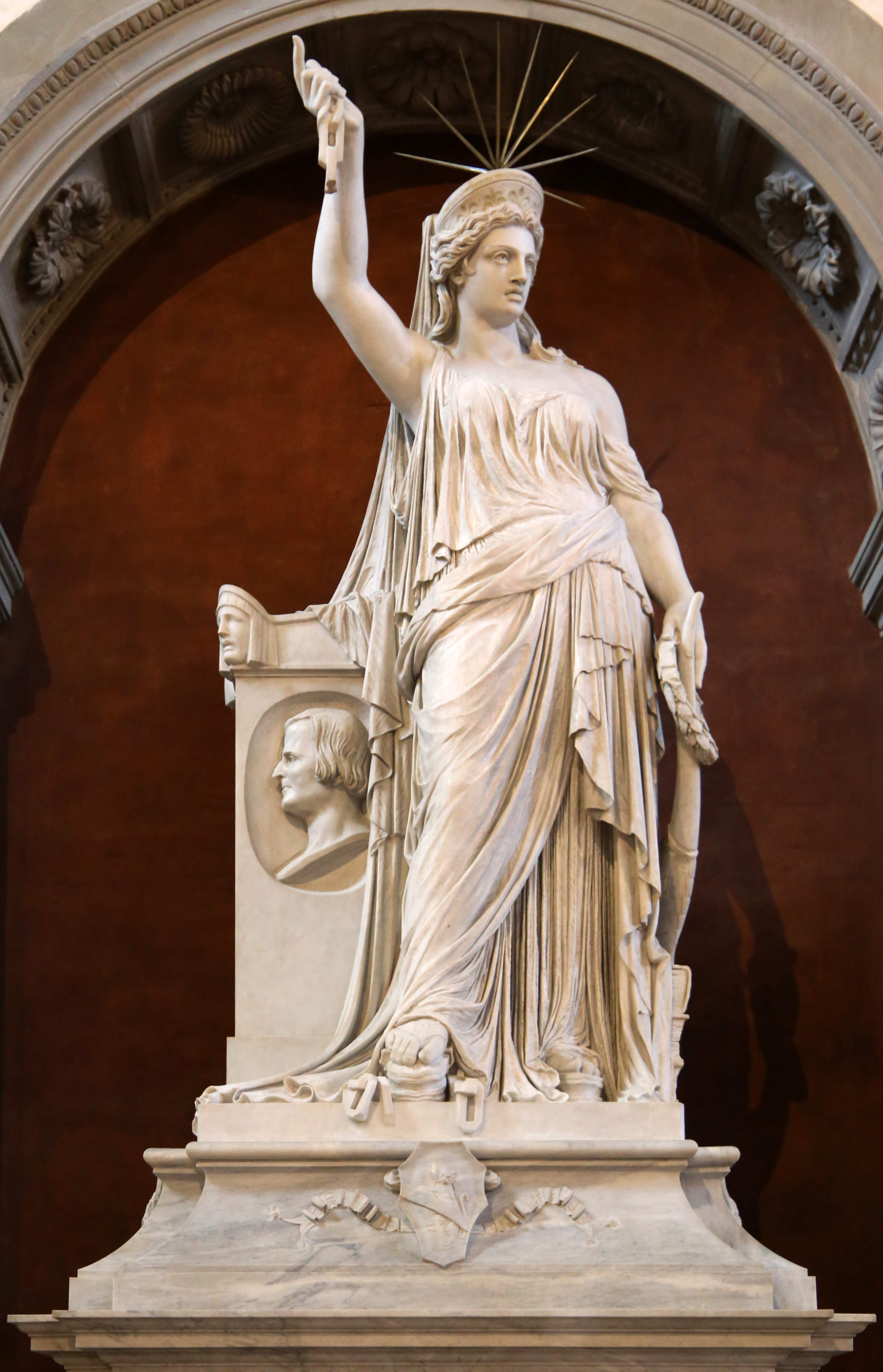
La Liberté de la poésie brisant ses chaînes, Pio Fedi (1883).
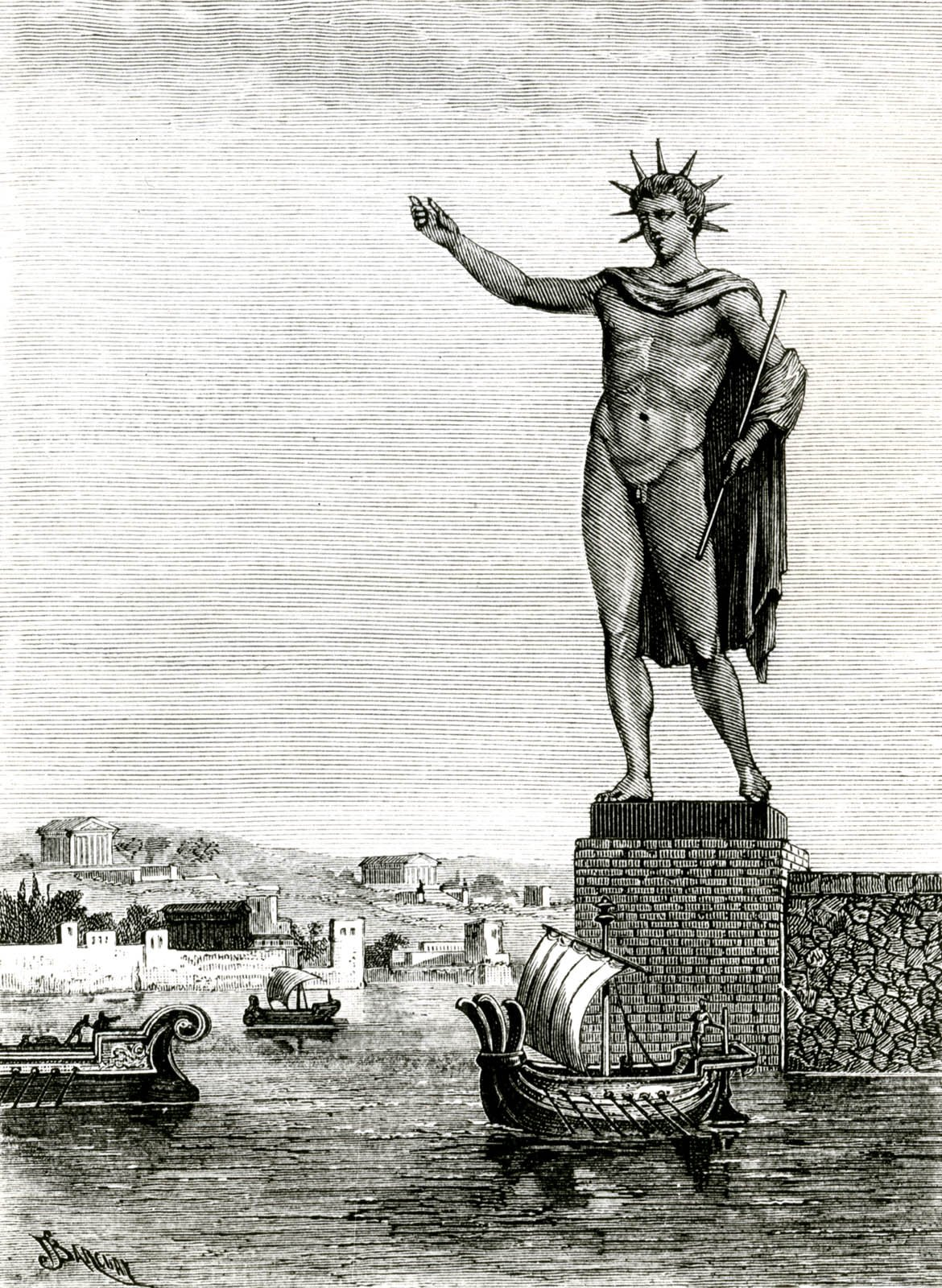
Représentation du colosse de Rhodes (1880).
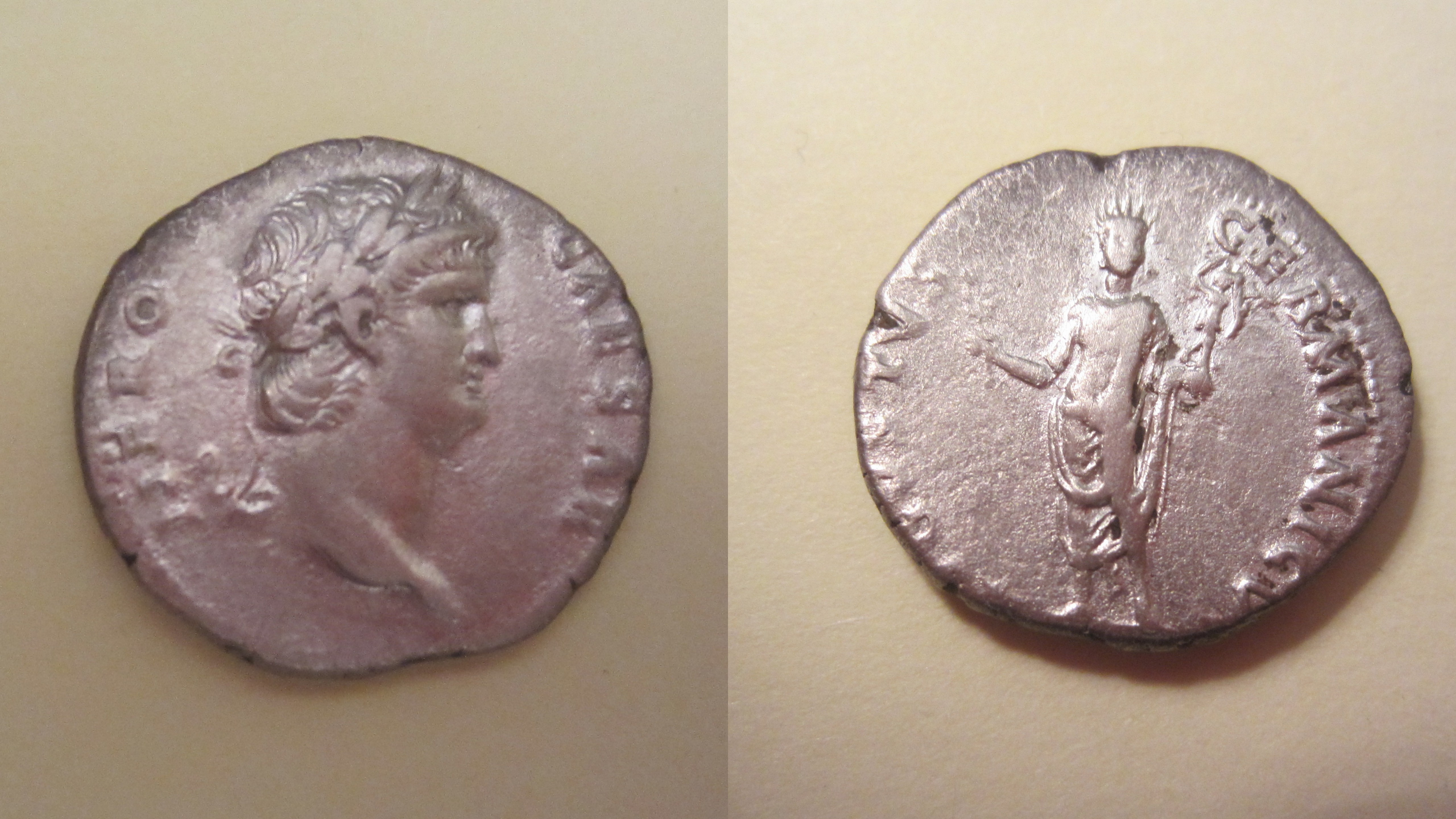
Denier de Néron au Colosse radié tenant le globe nicéphore.

### Construction de la statue en France
D'un commun accord, il est convenu que les Français seraient responsables de la conception et de la construction de la statue puis de son assemblage une fois les pièces arrivées sur le sol américain, et que les États-Unis se chargeraient de la construction du socle. Cependant, des problèmes financiers surviennent des deux côtés de l'océan Atlantique.
En France, la campagne de promotion pour la statue débute à l'automne 1875. C'est le Comité de l’Union Franco-Américaine, pour lever des fonds, fondé en 1875 par Édouard de Laboulaye, qui se charge d'organiser la collecte des fonds pour la construction de la statue. Tous les moyens de l'époque sont utilisés à cette fin : articles dans la presse, spectacles, banquets, taxations publiques, loterie, coupe-papier à l'effigie de la statue, etc. La cantate La Statue de La Liberté de Charles Gounod composée spécialement est créée à l'Opéra au profit de la souscription. Plusieurs villes françaises y participent (Le Havre offre 1 000 francs ; le conseil municipal de Paris, 10 000 francs ) ; des conseils généraux, des chambres de commerce, le Grand Orient de France mais aussi des milliers de particuliers firent des dons. Le nombre de 100 000 souscripteurs est annoncé (Chiffre invérifiable). Dès la fin de l'année 1875, les fonds rassemblés se montent à 400 000 francs, alors que le devis est passé à un million de francs de l'époque. Ce n'est qu'en 1880 que la totalité du financement est assurée en France.
Parallèlement, aux États-Unis, des spectacles de théâtre, des expositions d'art, des ventes aux enchères ainsi que des combats de boxe professionnels sont organisés pour recueillir de l'argent nécessaire à la construction du socle.
Bartholdi confie d'abord la conception de la statue à Eugène Viollet-le-Duc, architecte et théoricien du rationalisme architectural. Pour sa construction Viollet le Duc choisit l’atelier Monduit à Paris, qui avait participé au chantier de Notre Dame de Paris et de Pierrefonds.
Viollet le Duc réalise les structures de la main tenant le flambeau et de la tête. Pour la surface de la statue il préconise une « peau » en plaques de cuivre repoussé. Il s'agit d'une armature formée de cornières métalliques prolongées verticalement par des jambages en fer. Elle ne porte pas directement l'enveloppe mais soutient des bandelettes en fer épousant exactement le contour de la peau extérieure, maintenue par des cavaliers en cuivre fixés chacun par des rivets. Un joint en carton bituminé est interposé pour éviter les effets électriques qui risqueraient d'accélérer la corrosion du fer. Ce procédé permet les dilatations différentes de la structure et de l'enveloppe, et laisse une certaine souplesse aux liaisons. Utilisé pour l'ensemble de la construction de la statue, il a prouvé son efficacité. Viollet le Duc dessine aussi le plissé de la robe.
Pour la structure interne, Viollet le Duc propose un solide pylône en fer lesté par du sable afin de donner à la statue une stabilité face aux vents puissants de la baie. Viollet-le-Duc étant tombé malade (il meurt en 1879), Bartholdi engage un nouvel ingénieur, Gustave Eiffel, qui le convainc d'adopter la technique du mur-rideau avec un pylône métallique massif, stabilisé de neuf niveaux de traverses horizontales et d'entretoises posées en diagonales, qui soutient la statue.
Les 300 feuilles de cuivre d'un mètre sur trois sont fabriquées à la main dans les ateliers de la fonderie Gaget-Gauthier et Cie en 1878 (ex atelier Monduit). Les 64 tonnes de feuilles de cuivre sont offertes par un donateur, l'industriel Pierre-Eugène Secrétan, permettant au chantier de démarrer. Les travaux de précision sont ensuite confiés par Eiffel à Maurice Koechlin, l'un de ses proches avec qui il travaillera sur la tour Eiffel. Le pylône métallique servant d’armature et de support aux plaques de cuivre est construit à Levallois-Perret dans les ateliers Eiffel, d'autres éléments dans le 17e arrondissement de Paris.
La maison Gaget-Gauthier et Cie lance parallèlement la fabrication des plaques de cuivre. Elle loue un terrain de 3 000 mètres carrés rue de Chazelles, juste à côté de ses ateliers. Des formes en bois y servent à marteler des feuilles de cuivre de 2,5 mm d’épaisseur. Celles-ci sont ensuite fixées sur le squelette de fer, et boulonnées les unes aux autres. De nombreux aléas retardent la construction et l'assemblage : manque d'ouvriers et artisans (charpentiers, ferronniers, plâtriers) dû au financement incomplet. Seules neuf des 300 feuilles de cuivre sont achevées à la date du centenaire de l’indépendance, le 4 juillet 1876 et le plâtre de la main droite, celle qui porte le flambeau, se brise en mars 1876. Une fois terminée, elle est envoyée, la même année, à la « Centennial Exposition » (exposition du centenaire) de Philadelphie. Les visiteurs peuvent monter sur une échelle qui mène au balcon situé autour de la torche, moyennant 50 cents. Des photographies, des affiches et des maquettes de la statue sont vendues pendant l'Exposition afin de financer la suite des travaux. C'est ensuite la réalisation de la tête présentée, en 1878, à l’Exposition universelle de Paris (dans les jardins du Champ de Mars). Les visiteurs peuvent pénétrer à l'intérieur jusqu'au diadème au moyen d'un escalier de 43 mètres moyennant la somme de 5 centimes.
Puis la haute statue émerge peu à peu des toits de la Plaine-Monceau et la rue de Chazelles, sur le terrain acquis pour l'occasion ; elle devient l’une des promenades favorites des Parisiens. Devenue le plus haut monument de Paris, elle se visite moyennant un droit d'entrée.
Des miniatures de la statue portant sur le socle le nom de Gaget sont vendues pour financer le projet. Selon la légende, c’est de là que viendrait le mot « gadget » : Gaget avec la prononciation anglaise.
L'ensemble terminé, la statue est démontée pour être transportée en 350 pièces par bateau. Remontée en quatre mois, elle est inaugurée à New York en octobre 1886 avec dix ans de retard sur la date prévue.

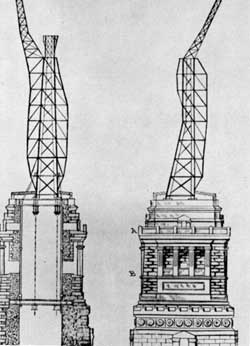
L'armature de la statue selon des plans de 1885.
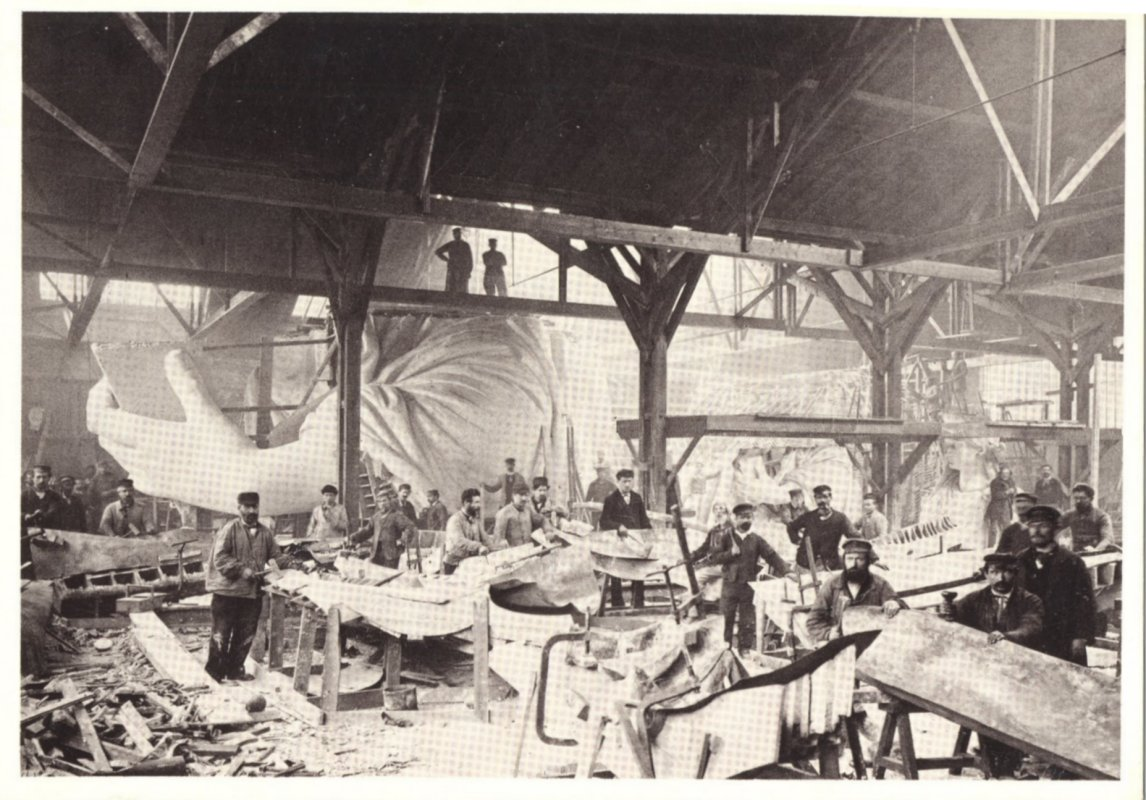
Les ateliers à Paris.
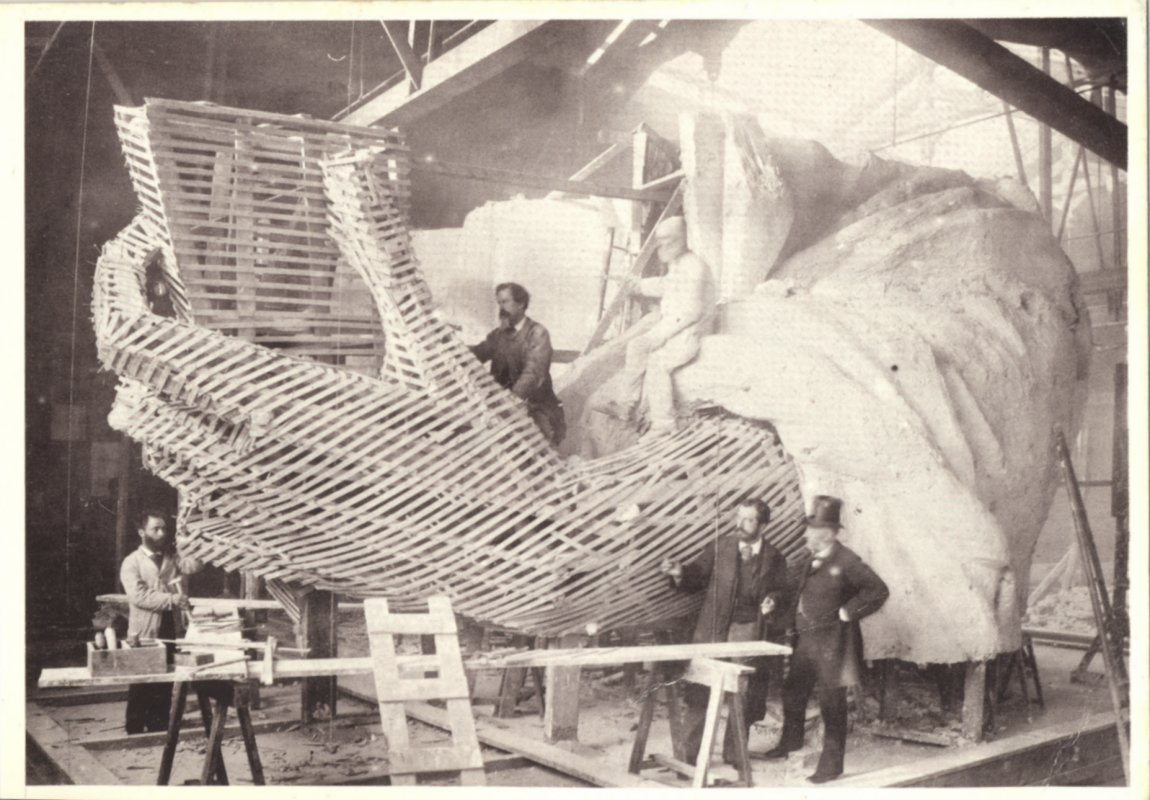
Construction d'une des mains en présence de Bartholdi.
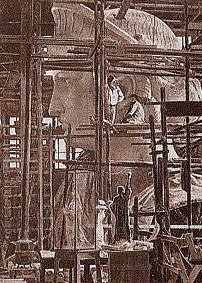
La tête de la statue à l'atelier parisien.
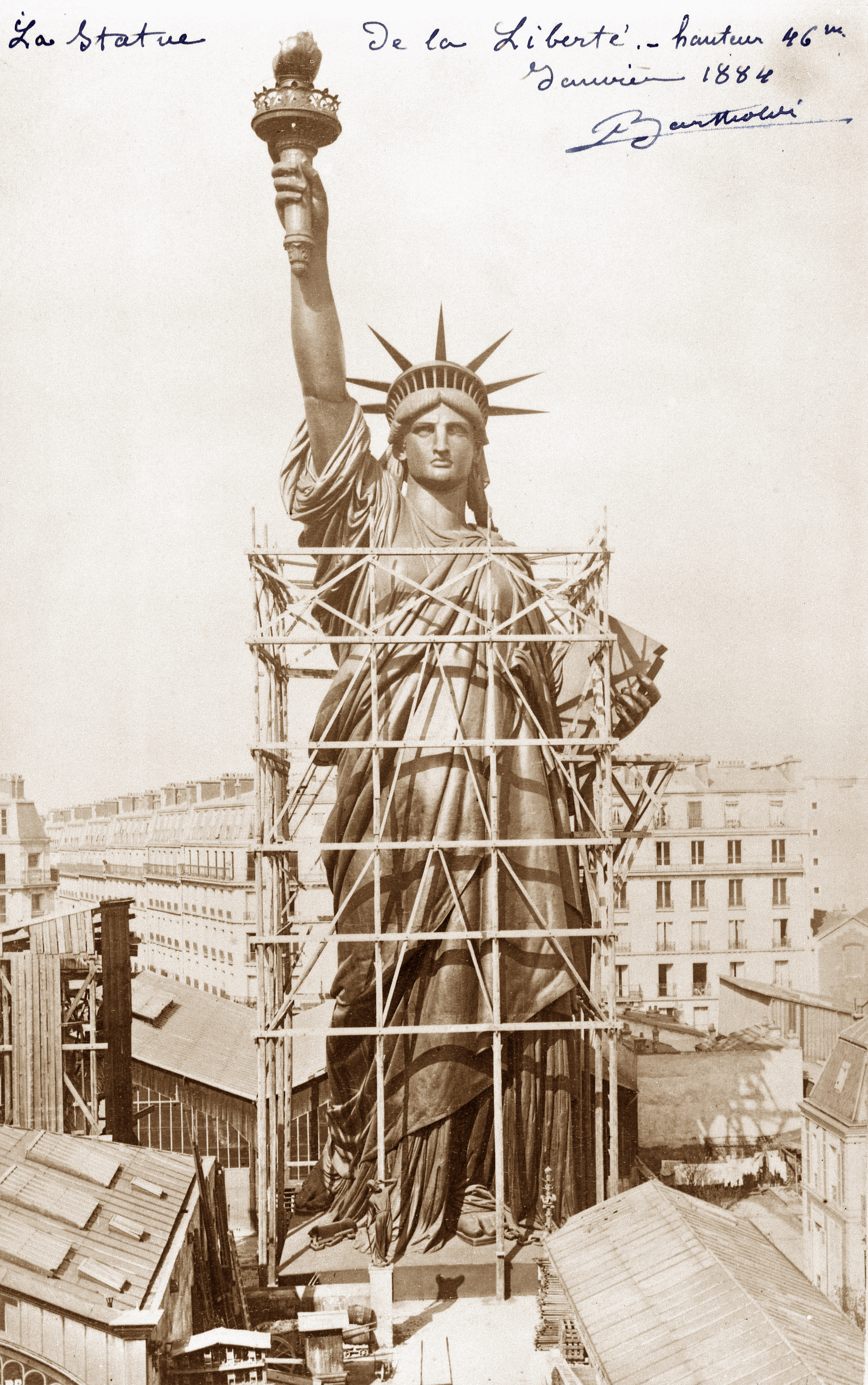
La statue de la Liberté dans les ateliers Gaget-Gauthier, à Paris.
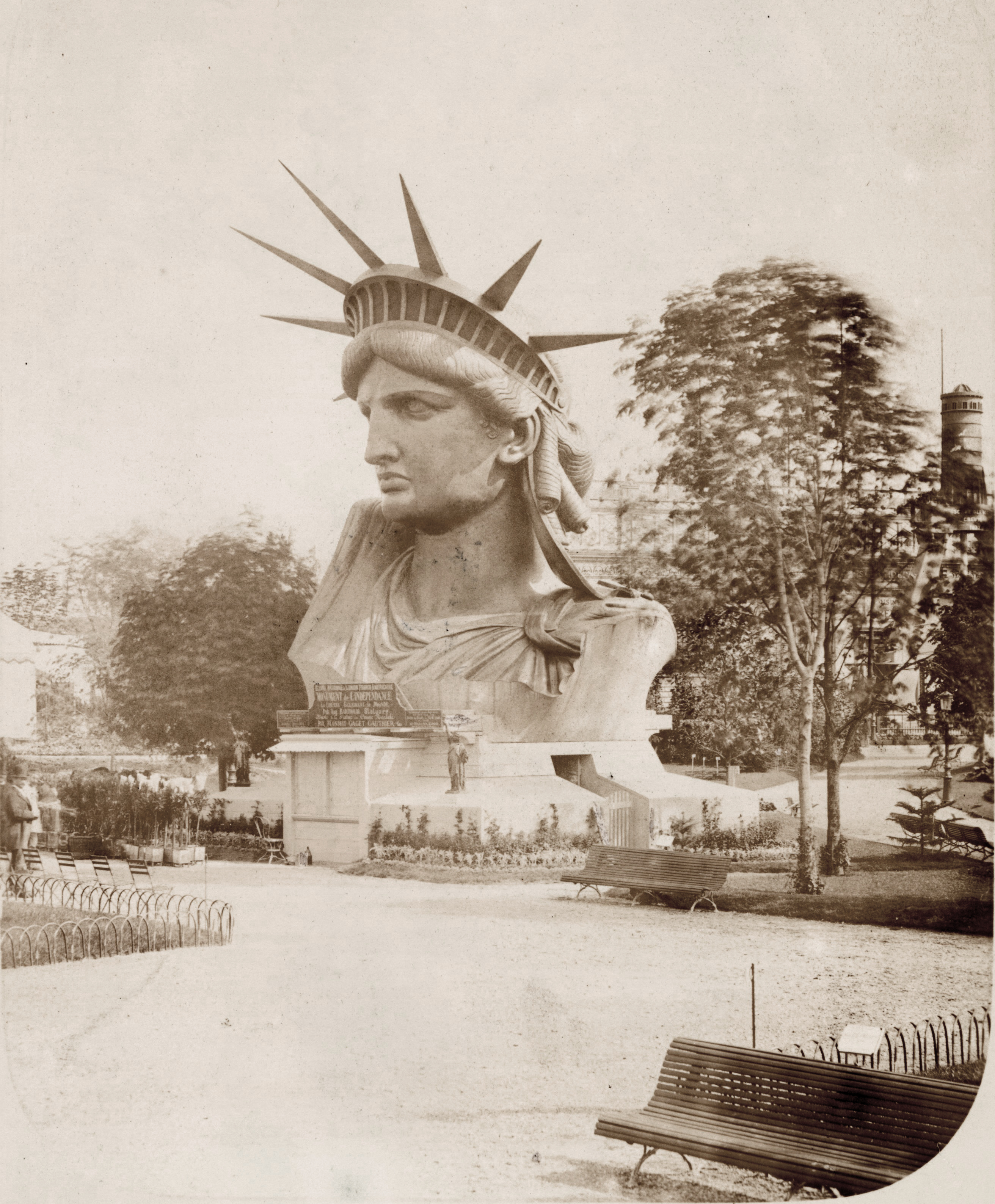
Tête de la statue exposée à l'Exposition de 1878 (parc du Champ-de-Mars).
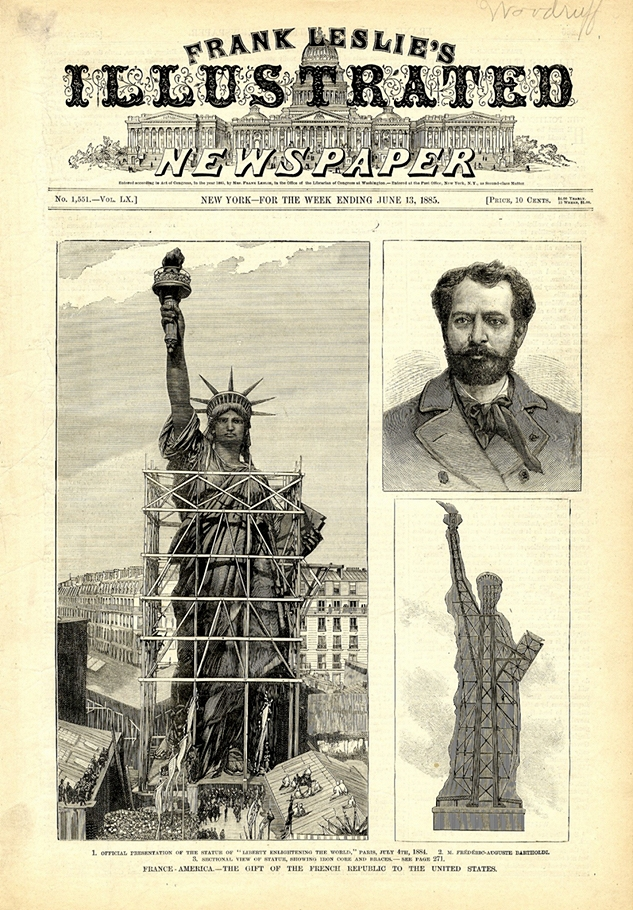
Couverture de l'Illustrated Newspaper du 13 juin 1885.

### Obtention du brevet

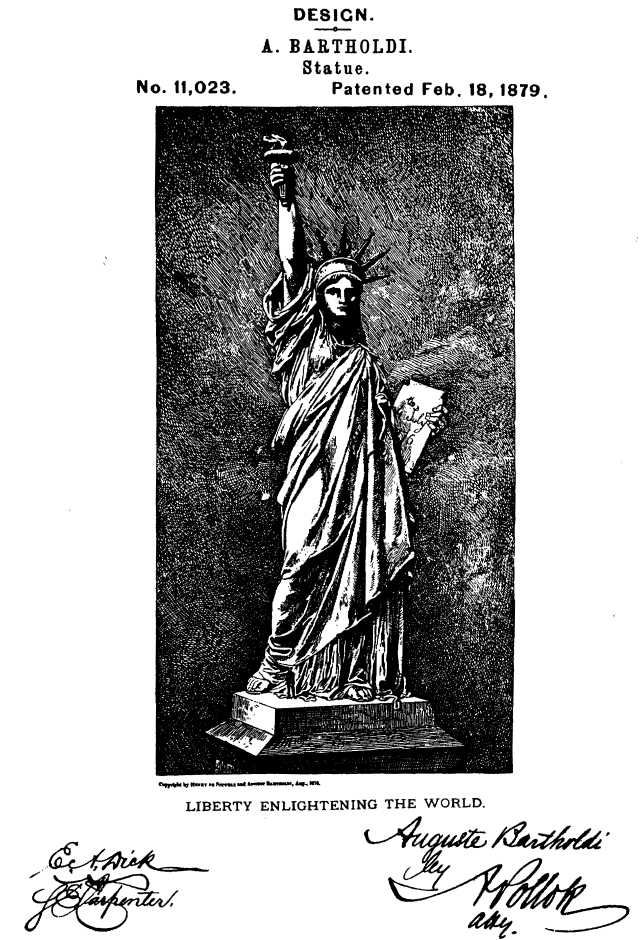
Le brevet de la statue, obtenu par Bartholdi en 1879.

Le 18 février 1879, Bartholdi obtient un brevet pour sa statue, le brevet D11,023,.
Ce dernier la décrit en ces termes : 

« Une statue représentant la Liberté éclairant le monde, qui consiste, fondamentalement en un personnage féminin drapé, avec un bras levé, portant une torche, alors que l'autre tient une tablette gravée, et avec un diadème sur la tête, en substance comme indiqué plus avant. »

 Le brevet précise aussi que le visage de la statue possède des « traits classiques mais graves et calmes », et note que le corps de la statue est légèrement penché sur la gauche afin de reposer sur la jambe gauche, de telle sorte que le monument tienne en équilibre. Il est en outre précisé que la statue est interdite de reproduction « de toute manière connue en art glyphique sous forme de statue ou statuette, ou en haut-relief ou bas-relief, en métal, pierre, terre cuite, plâtre de Paris ou autre composition plastique. »

### Acquisition de l'île

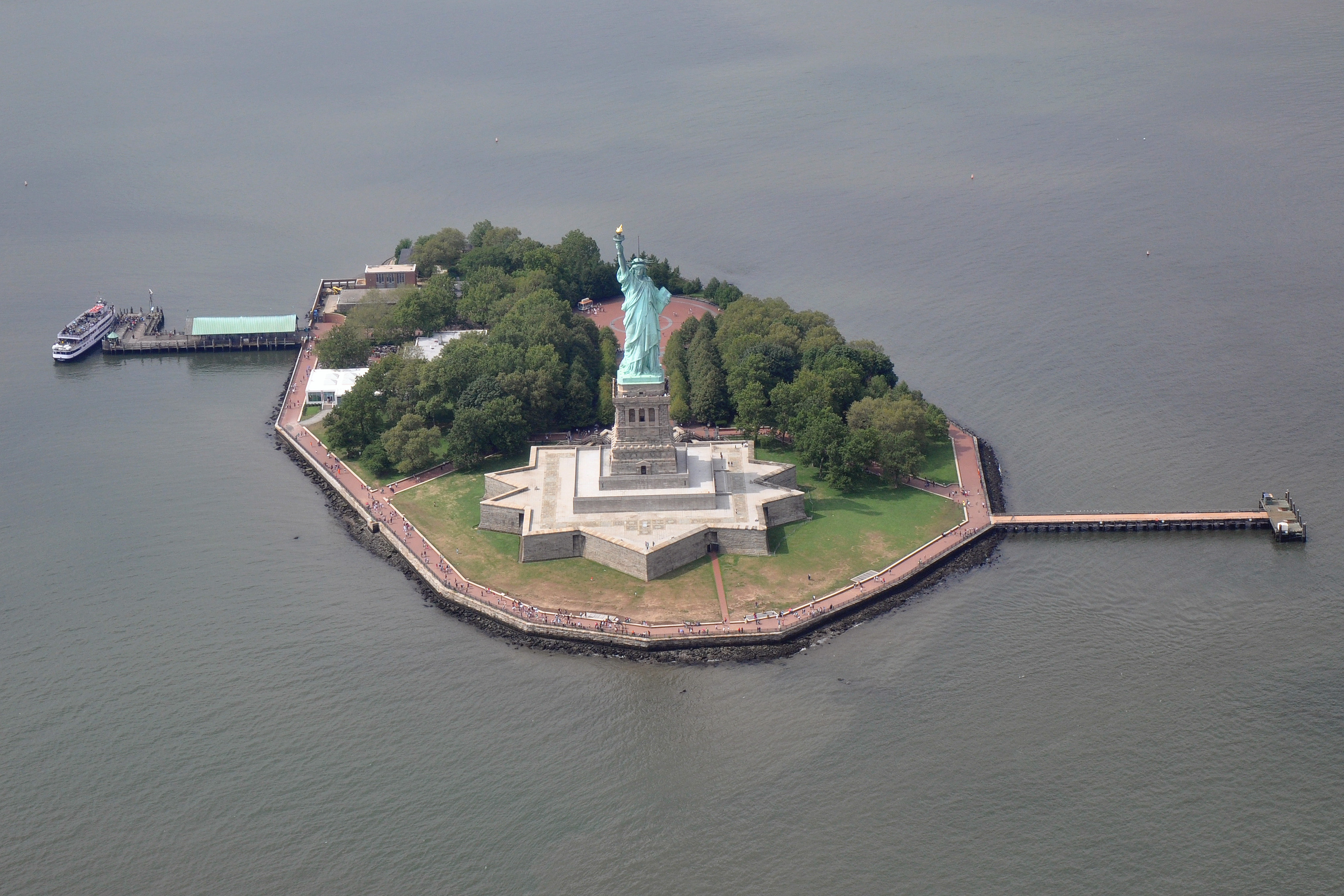
Liberty Island en 2011

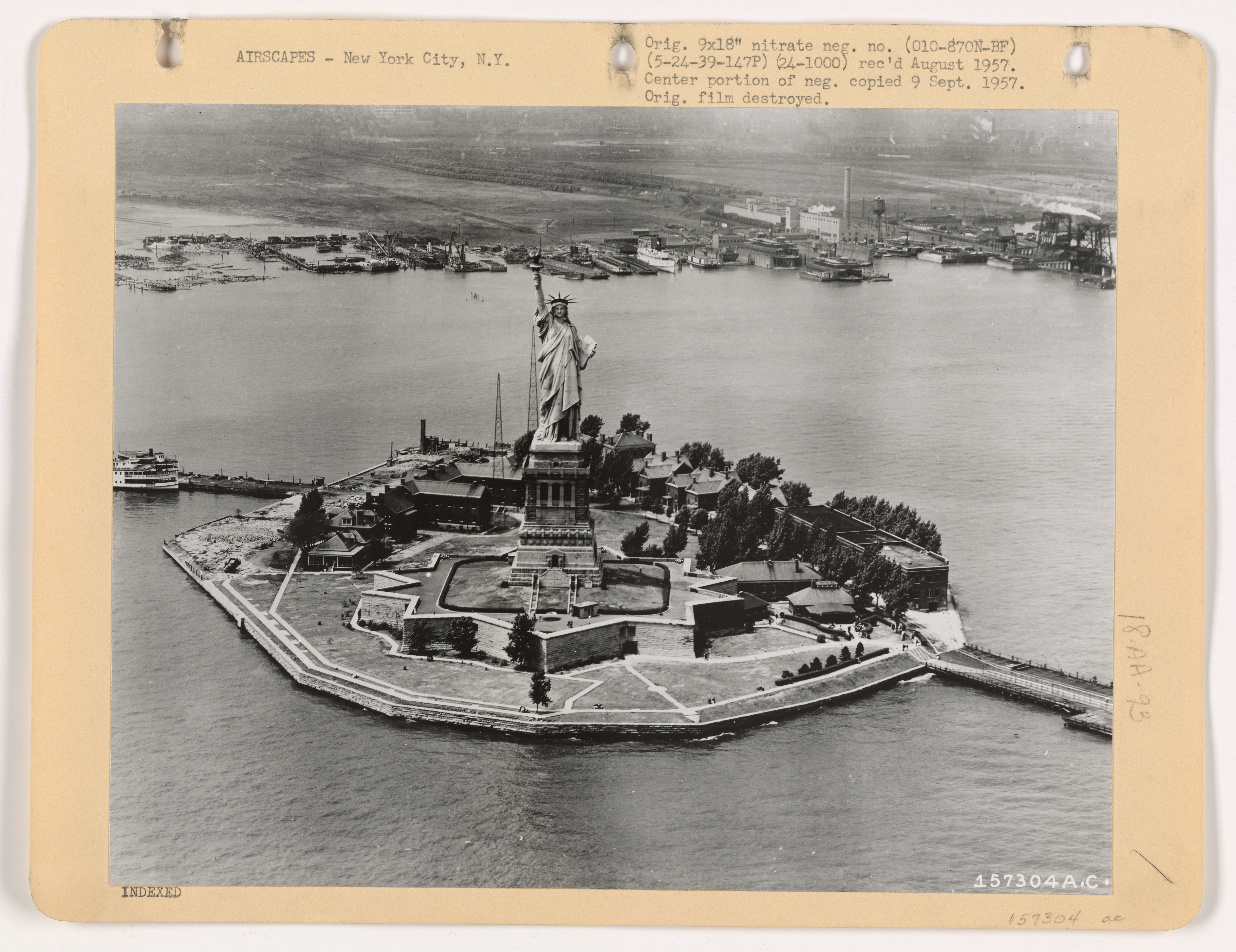
Bedloe's Island en 1917

La statue est située sur l'île de Liberty Island, dans le port de New York. À l'origine, l'île était connue sous le nom de Bedloe's Island, et servait de base militaire. Elle abritait le Fort Wood construit en granite et dont les fondations en forme d'étoile à onze branches servirent de base pour la construction du socle de la statue. Le tracé géométrique de ce fort a imposé l'orientation de la statue, qui est tournée vers le sud-est dans l'axe de l'un des principaux bastions du fort, face à l'Océan et à l'Europe.
Le choix du terrain et son obtention demandèrent plusieurs démarches. Le 3 mars 1877, un jour avant la fin de son mandat, Grant signa une résolution approuvée par le Congrès des États-Unis autorisant le président à préparer un site et accepter la statue lorsque la France la présenterait. W. T. Sherman fut nommé pour aménager le terrain où le monument serait bâti. Il choisit le site de Bedloe's Island.
Quinze ans avant l’inauguration, Bartholdi avait déjà envisagé de construire son bâtiment sur l’île de Bedloe. Dans son esprit, elle y était déjà construite et tournée vers son continent d'origine, l'Europe dont elle accueillait et allait continuer d'accueillir les immigrants.
Ce n'est qu'en 1956 que le Congrès des États-Unis décida du changement du nom de l'île en Liberty Island, c'est-à-dire « île de la liberté ».

### Dernières étapes de la construction, puis l'assemblage

#### Socle

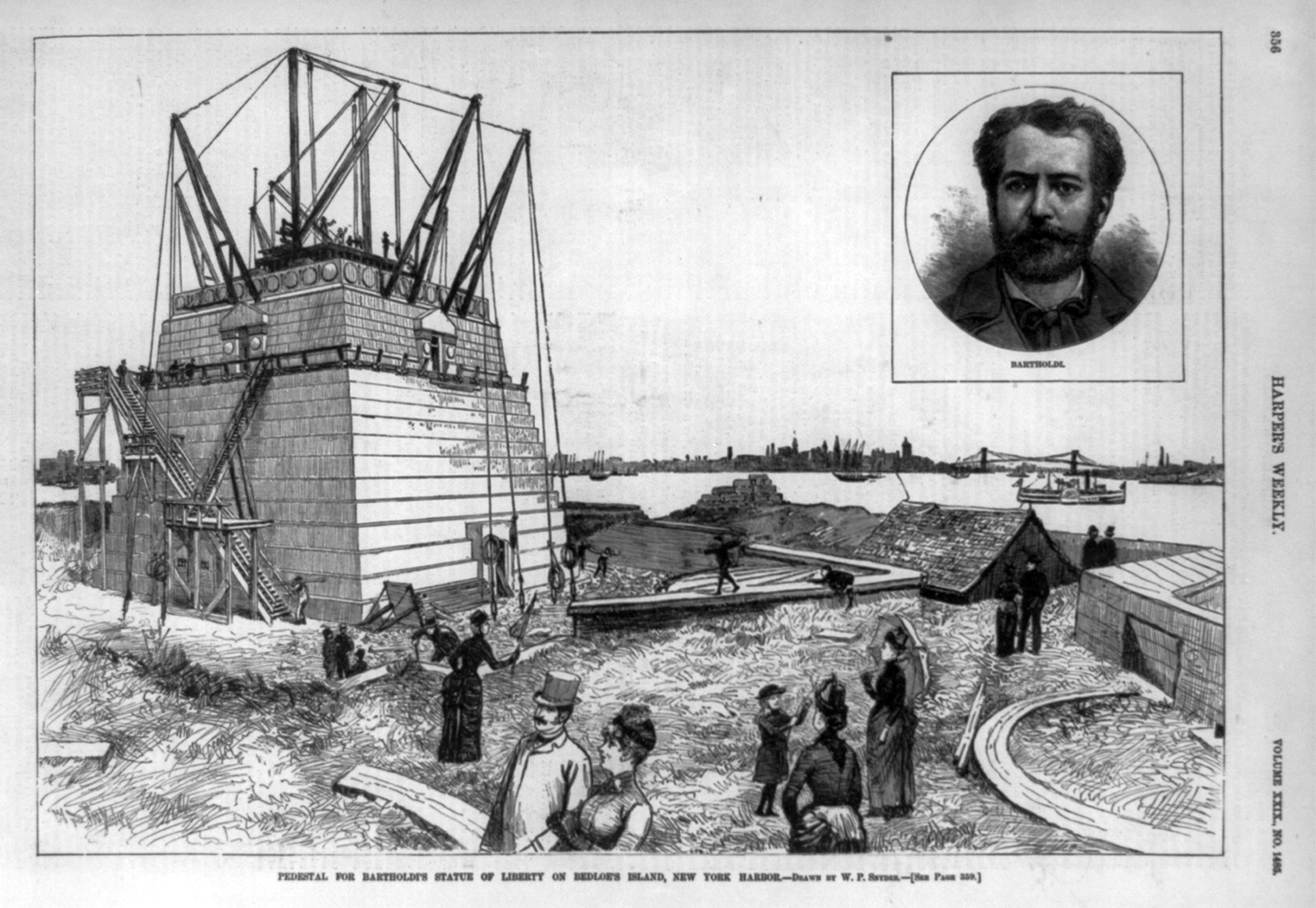
Élévation de la statue sur Liberty Island, c.1885.

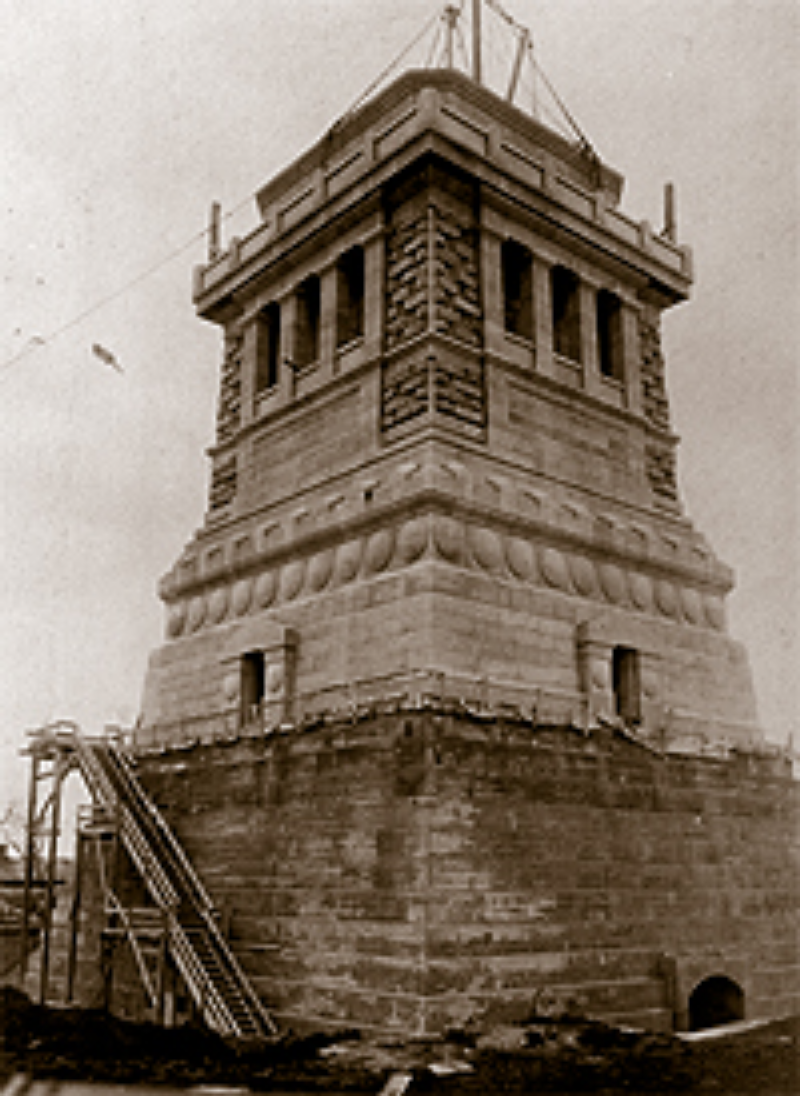
Le socle, avant d'accueillir « Miss Liberty ».

La réalisation de l'immense socle de la statue avait été confiée par Bartholdi aux Américains, alors que les Français devaient se charger de la construction de la statue puis de son assemblage. La collecte des fonds nécessaires à la réalisation de l'ouvrage fut placée sous la responsabilité du procureur général, William M. Evarts.
Mais elle manquait de financement et les travaux s'arrêtèrent aux fondations, suscitant des critiques de la presse américaine face à ce projet jugé démesuré.
Le journaliste et patron de presse Joseph Pulitzer, « précurseur » américain d'« une presse d'investigation engagée » socialement, qui donna son nom au prix Pulitzer, accepta de mettre à la disposition des responsables de la construction les premières pages du New York World afin de récolter de l'argent. Le journal fut également utilisé par son créateur pour critiquer les classes aisées, étant donné leur incapacité à trouver les fonds nécessaires, ainsi que les classes moyennes, qui comptaient sur les plus riches pour le faire. Les critiques acerbes du journal eurent alors des effets positifs, en incitant les donneurs privés à se manifester, tout en procurant au journal une publicité supplémentaire, puisque 50 000 nouveaux abonnés furent enregistrés pendant cette période.
Les fonds nécessaires à la construction du socle imaginé par l'architecte américain Richard Morris Hunt et réalisé par l'ingénieur Charles Pomeroy Stone, furent toutefois rassemblés en août 1884. La première pierre du piédestal, renfermant une copie de la Déclaration d'indépendance des États-Unis, fut posée le 5 août 1884.
Le socle est constitué de murs de béton coulé, de six mètres d'épaisseur, recouvert d'un piédestal en blocs de granite rose extrait d'une carrière du Connecticut. L'édification eut lieu entre le 9 octobre 1883 et le 22 août 1886. La partie socle était à la charge des Américains,. Lorsque la dernière pierre de l'édifice fut posée, les maçons prirent plusieurs pièces d'argent dans leur poche, et les jetèrent dans le mortier. Les participants à la cérémonie déposèrent leurs cartes de visite, des médailles et des journaux dans un coffret de bronze, déposé dans le socle.

##### Inspiration
Richard Morris Hunt s'est inspiré du socle du phare d'Alexandrie pour réaliser celui de la statue de la Liberté : assis sur une pyramide basse sur des fondations en béton de 16 m de hauteur, le piédestal a une base dorique avec des boucliers sculptés dans la pierre, un fût avec des pierres en bossage et une loggia qui lui redonne une dimension humaine, et un couronnement avec balcon. Au cœur du bloc qui compose le socle, deux séries de poutres rattachent directement la base à la structure interne imaginée par Gustave Eiffel de façon que la statue ne fasse qu'un avec son piédestal.

#### Traversée de l'Atlantique, assemblage et inauguration

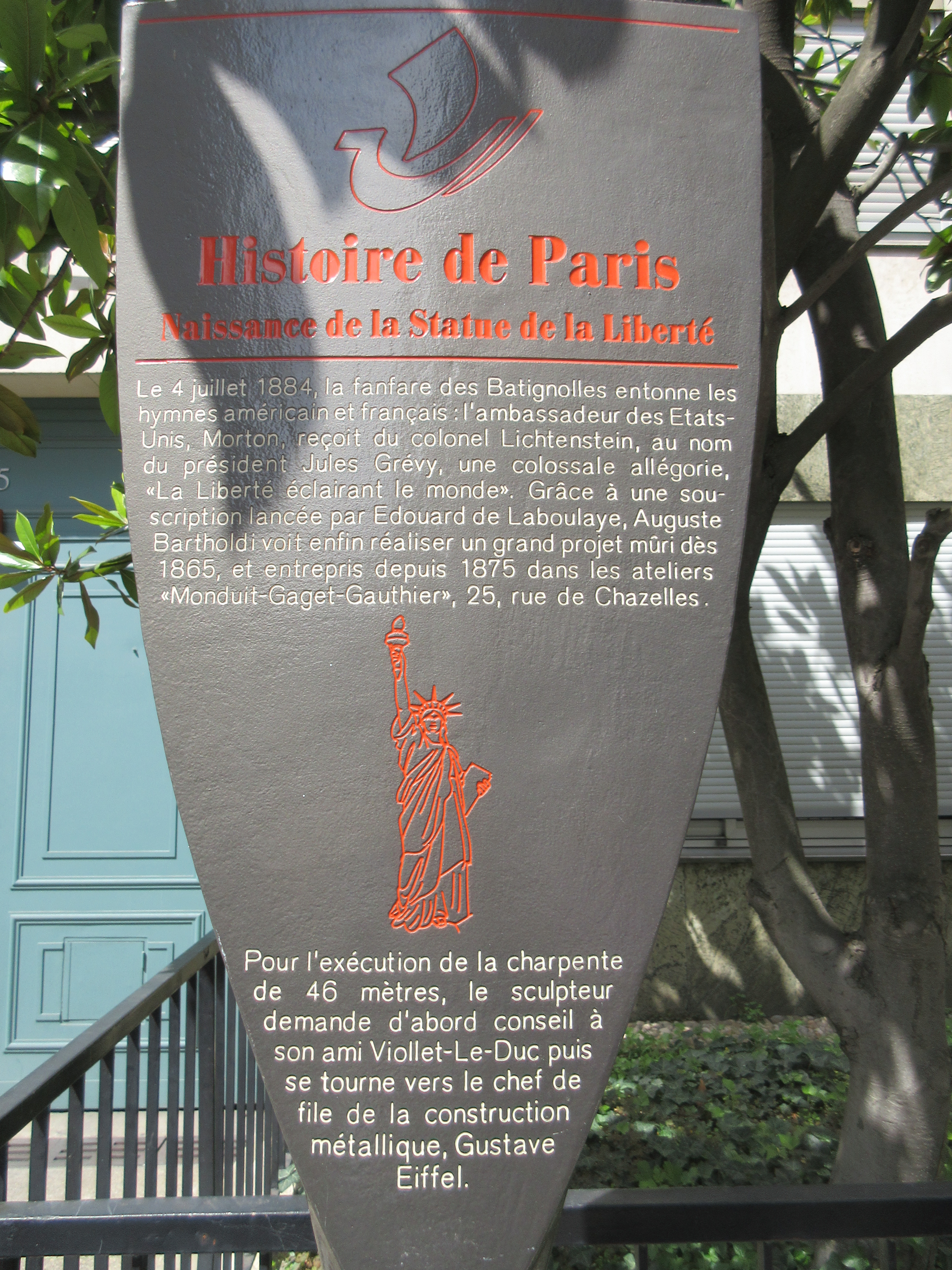
Panneau Histoire de Paris 25, rue de Chazelles.

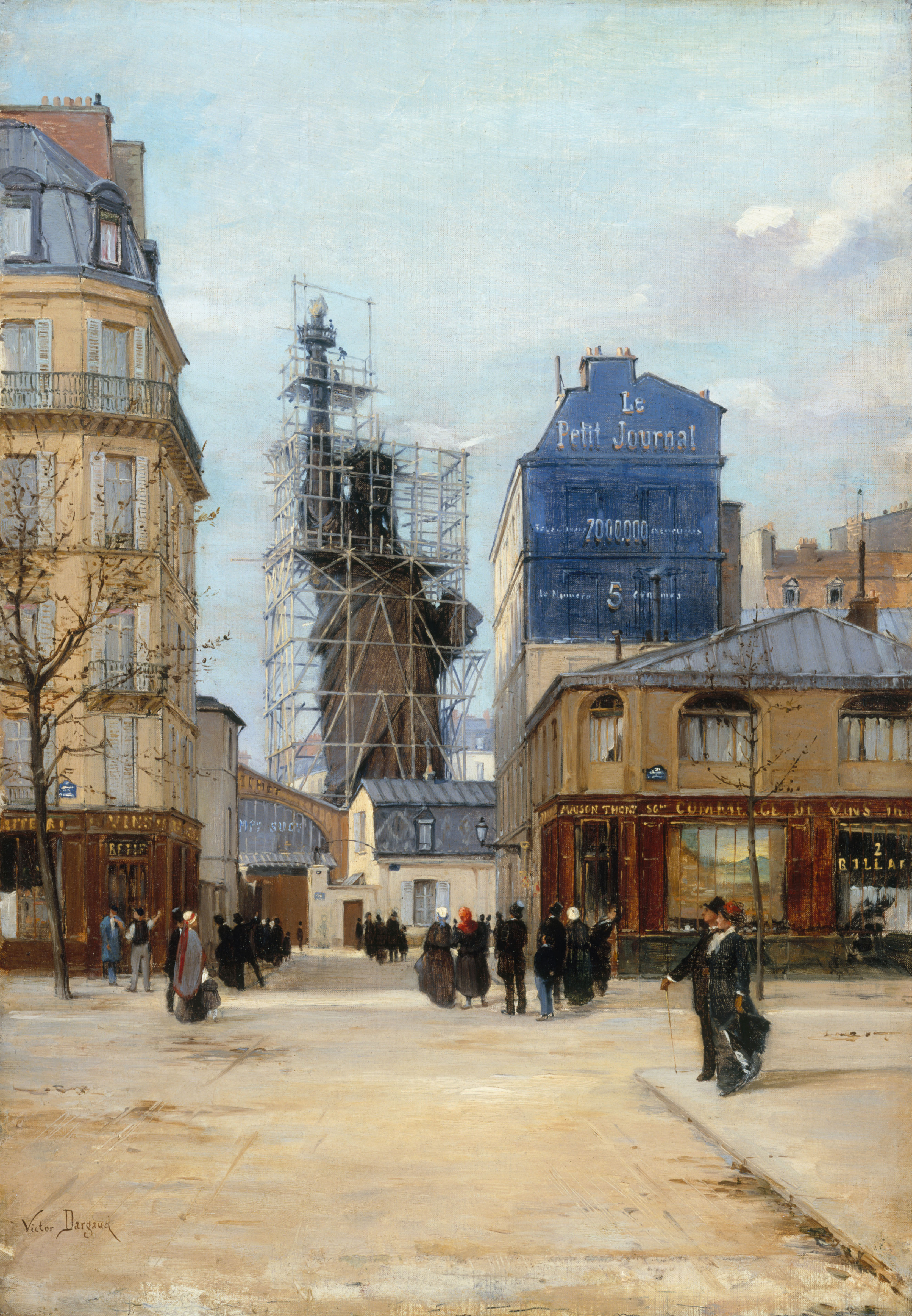
Statue de la Liberté rue de Chazelles par Paul-Joseph-Victor Dargaud, v. 1885.

Les différentes pièces de la statue furent assemblées à Paris, dans les ateliers Gaget-Gauthier rue de Chazelles, tout près du Parc Monceau, de 1881 à 1884,. La statue ainsi montée pour la première fois reçut alors plusieurs visiteurs de marque tels que le président de la République Jules Grévy et l'écrivain Victor Hugo. Le 4 juillet 1884, jour de la fête nationale américaine, eut lieu la cérémonie du don puis le démontage commença en février 1885.
La statue est envoyée à Rouen sur deux convois ferroviaires, le premier train de 40 wagons et un second de 30 puis chargée en 16 jours à bord du transport l'Isère commandé par le lieutenant de vaisseau Gabriel Lespinasse de Saune. Le 21 mai, elle descend la Seine, débarque à Caudebec-en-Caux ses 5 passagers provisoires puis appareille pour sa traversée transatlantique. Retardée par une tempête ainsi que par une escale à Horta aux Açores pour manque de charbon, elle entre dans le port de New York le 17 juin 1885,. L'Isère, escortée par La Flore, vaisseau amiral du contre amiral Henri Lacombe chargé de représenter la France, remonte l'Hudson et jette l'ancre devant Bedloe island le vendredi 19 où elle reçoit un accueil triomphal de la part des New-Yorkais. Afin de rendre la traversée possible à bord d'un tel navire, la statue fut démontée en 350 pièces, réparties dans 214 caisses, en sachant que le bras droit et sa flamme étaient déjà présents sur le sol américain, où ils avaient été exposés une première fois lors de la Centennial Exposition, puis à New York. 36 caisses furent réservées aux rondelles, rivets et boulons nécessaires à l'assemblage.

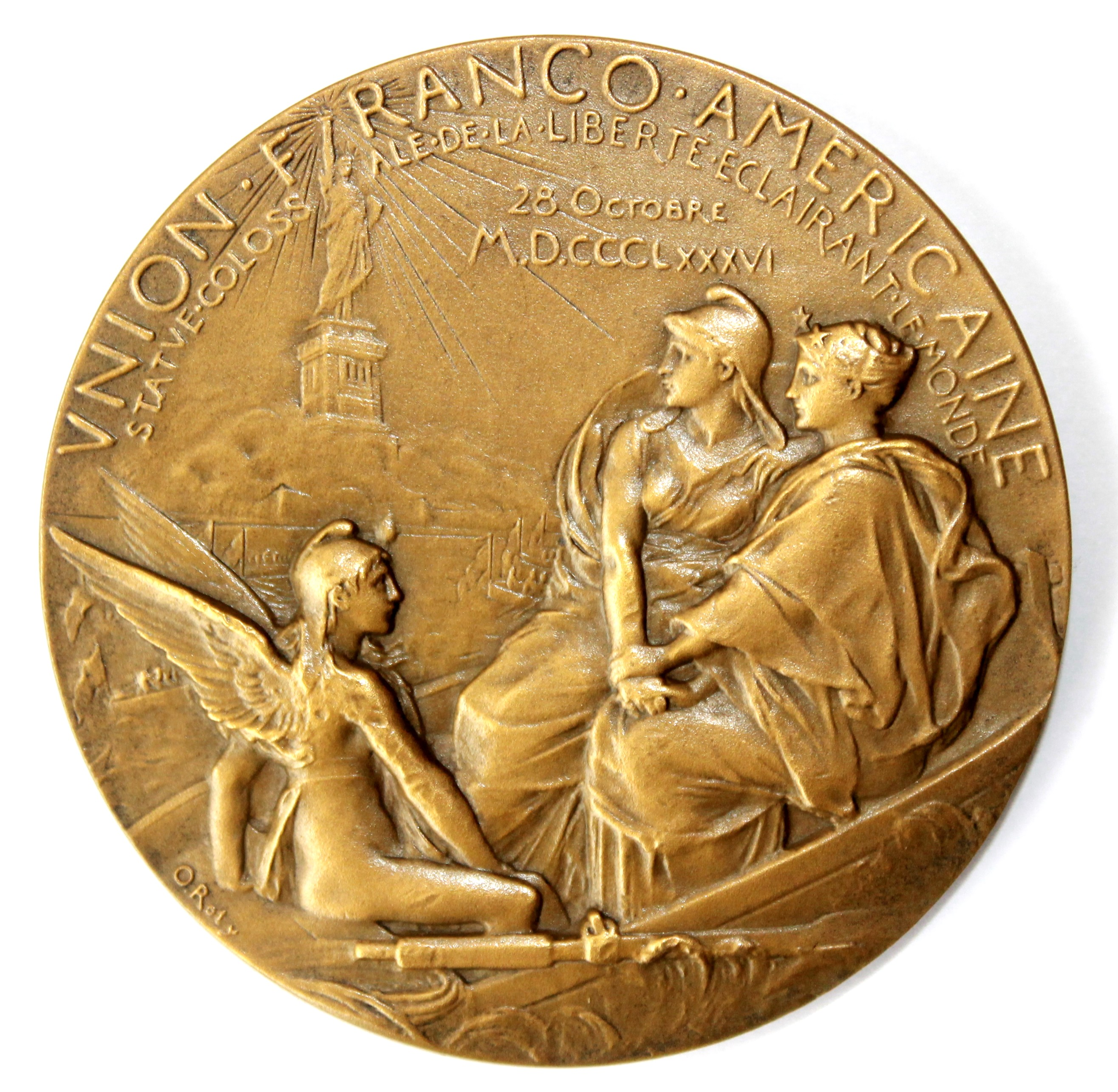
Médaille pour l'inauguration de la statue par Oscar Roty.

Une fois arrivée à destination et déchargée du 22 au 24 juin, la chambre de commerce de New york donna un banquet le soir du 24 au « Delmonico's » célèbre restaurant de l'époque. Le 30 juin, le contre-amiral Lacombe rend la politesse à ses hôtes lors d'un banquet à bord de la Flore. La statue doit attendre la fin de la construction de son piédestal et est réassemblée en sept mois à partir du printemps 1886, sur son socle enfin achevé et dont le financement s'était accéléré grâce aux dons de nombreux Américains enthousiastes. Les différentes pièces furent jointes par des rivets en cuivre et le drapé permit de résoudre les problèmes de dilatation.
Le 28 octobre 1886, la statue de la Liberté fut inaugurée en présence du président de l'époque, Grover Cleveland, ancien gouverneur de New York, devant 600 invités et des milliers de spectateurs. Aucun Noir n'était invité à l'inauguration de ce monument censé aussi inspirer la fin de l'esclavage, pas plus que Joseph Pulitzer, juif et étranger, ou les femmes, d'où la manifestation de suffragettes,. C'est Frédéric Desmons, alors vice-président du Sénat, qui représenta la France lors de l'inauguration. Outre Desmons, plusieurs francs-maçons faisaient partie de la délégation française, à laquelle appartenaient également Ferdinand de Lesseps, Eugène Spuller, l'amiral Jaurès, le général Pellissier, le colonel Laussedat et Napoléon Ney accompagnés de journalistes français. Le monument représentait ainsi un cadeau célébrant le centenaire de l'indépendance américaine, livré avec dix années de retard.
Le succès du monument grandit rapidement : dans les deux semaines qui suivirent l'inauguration, près de 20 000 personnes s'étaient pressées pour l'admirer. La fréquentation du site passa de 88 000 visiteurs par an, à 1 million en 1964 et 3 millions en 1987.

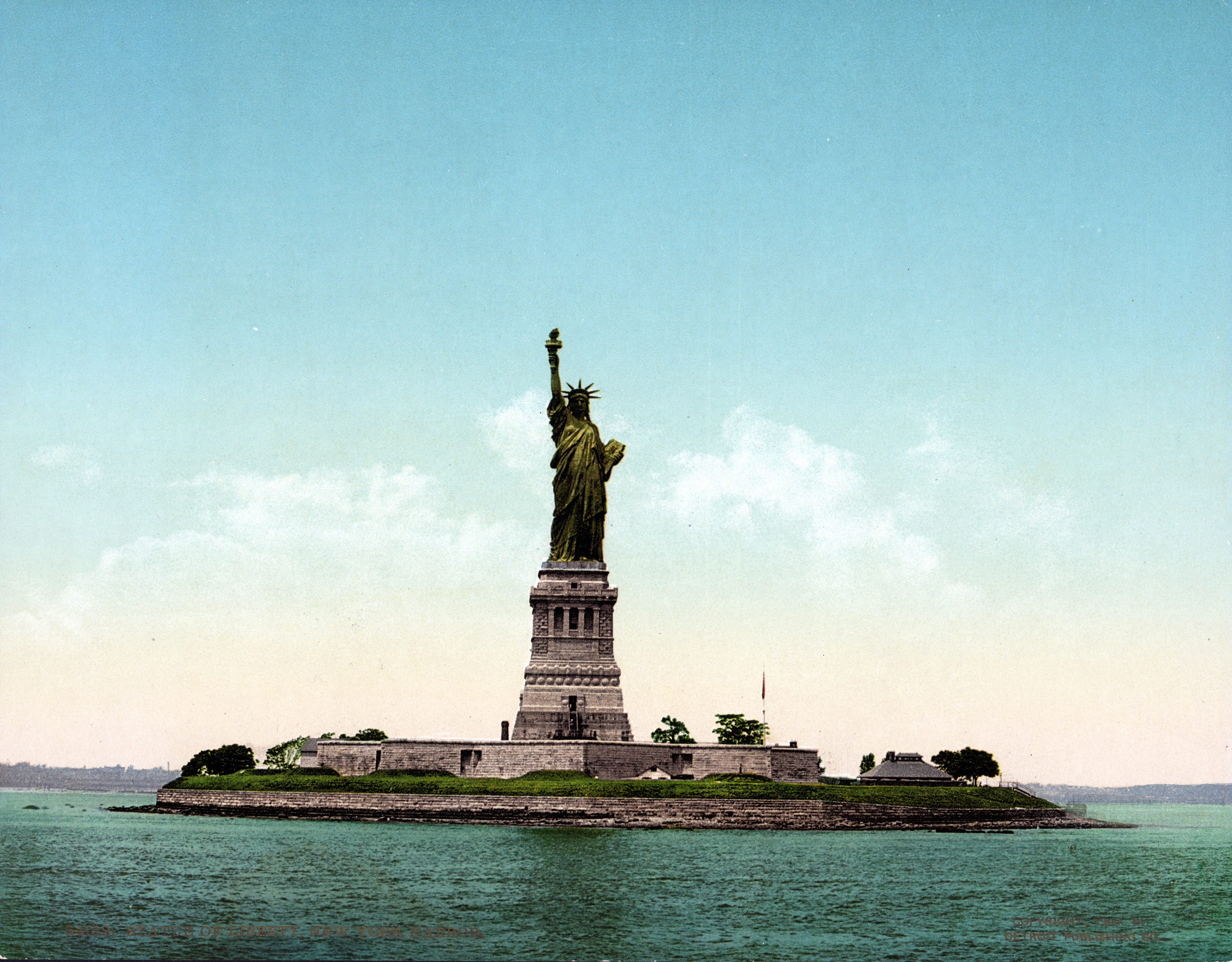
La statue de la Liberté sur Liberty Island, autochrome, c.1905.

### Phare du port de New York
La statue fonctionna comme phare entre la date de son montage, en 1886, et 1902. À cette époque, c'est l'U.S. Lighthouse board qui était chargé d'assurer son fonctionnement. Un gardien de phare avait même été assigné à la statue et la puissance du faisceau lumineux était telle qu'il était visible à une distance de 39 kilomètres. Un générateur d'électricité avait alors été installé sur l'île afin de faire fonctionner la structure.

## Évolution

### Dégâts en 1916
La statue fut endommagée lorsque, le 30 juillet 1916, le réseau d'espionnage de l'Empire allemand, dirigé par Franz von Rintelen, fit sauter le dépôt de munitions de Black Tom Island à Jersey City pour empêcher la livraison de celles-ci à l'Entente.
La déflagration fut suffisante pour briser les vitres sur une distance de 40 kilomètres ; on estime généralement sa force à 5,5 sur l’échelle de Richter et l’explosion endommagea la statue de la Liberté. Une centaine de rivets cédèrent, entre autres dégâts. Depuis, la visite du bras et de la torche de la statue est interdite. Les réparations coûtèrent 100 000 dollars de l'époque (environ 2 millions en dollars 2010).
L'accès de l'île fut interdit au cours des dix jours suivant l'explosion et, pour réparer le flambeau, le gouvernement engagea le sculpteur Gutzon Borglum, qui conçut plus tard le mont Rushmore.

### Rénovations

#### Financement
La statue de la Liberté a été l'un des premiers monuments à bénéficier de ce que l'on appelle en Amérique une campagne de cause marketing. En effet, en 1983, le monument fut placé au cœur d'une opération promotionnelle menée par American Express, visant à récolter des fonds pour entretenir et rénover l'édifice. Il fut convenu que chaque achat fait avec une carte American Express entraînerait un don d'un cent par l'entreprise bancaire. La campagne permit ainsi de réunir 1,7 million de dollars. En 1984, la statue fut fermée afin que des travaux, d'un montant total de 62 millions de dollars, puissent être menés à l'occasion de son centenaire. Le président de Chrysler, Lee Iacocca, fut nommé par le président Ronald Reagan à la tête de la commission responsable de la supervision des œuvres, mais il fut plus tard destitué pour « éviter tout conflit d'intérêts ».
En plus du remplacement de la plus grosse partie du fer de la charpente par de l'acier inoxydable et du renforcement de la structure même de la statue, la restauration du milieu des années 1980 concernait aussi le remplacement de la torche originale par une réplique, la rénovation des escaliers internes, l'installation d'un ascenseur dans le socle et l'amélioration du système de climatisation.
La statue est rouverte au public le 5 juillet 1986, le lendemain du Liberty Weekend.

#### Travaux de restauration

Le 4 juillet 1986, Nancy Reagan (en rouge) célébra la réouverture de la statue au public.

Les ouvriers chargés des travaux érigèrent un échafaudage autour de l'édifice, dont la vue fut occultée jusqu'à la cérémonie du centenaire le 4 juillet 1986. La statue, entourée de son échafaudage, apparaît d'ailleurs dans les films Remo sans arme et dangereux et Le Retour du Chinois, sortis en 1985. Le travail à l'intérieur de la structure débuta par l'emploi d'azote liquide afin d'enlever les différentes couches de peinture appliquées à l'intérieur de la carcasse en cuivre pendant plusieurs décennies. Une fois ces couches de peinture éliminées, il ne resta plus que les deux couches de goudron d'origine qui servaient à prévenir les fuites et éviter la corrosion. Le goudron fut ensuite à son tour éliminé grâce à du bicarbonate de soude, sans que la structure en cuivre subisse de quelconques dommages. Les plus gros trous présents dans le cuivre furent quant à eux lissés, avant d'être obstrués par de nouvelles plaquettes.

#### Structure
Chacune des 1 350 pièces métalliques soutenant la « peau » dut être ôtée puis remplacée. Le fer avait subi une forte corrosion galvanique, partout où il était en contact avec le cuivre, avec pour effet une diminution de moitié de son épaisseur. Bartholdi avait pourtant anticipé ce phénomène et prévu une combinaison d'amiante et de poix pour séparer les deux métaux, mais l'isolation s'était détériorée plusieurs décennies auparavant. De nouvelles barres en acier inoxydable modelées remplacèrent les barres de fer, avec un film de Téflon les séparant du cuivre pour protéger de la corrosion, pour une meilleure isolation et une réduction des frottements. Puis de l'hydrogène liquide fut à nouveau introduit par un processus cryogénique confié à l'entreprise du Michigan CryoTech, afin de s'assurer que certaines parties de la statue soient renforcées, et résistent longtemps après les travaux.
La structure interne du bras droit fut elle aussi retravaillée. Lors de la construction de la statue, le membre avait été décalé de 46 centimètres sur la droite, et en avant par rapport à la structure centrale d'Eiffel. La tête avait été décalée de 61 cm sur la gauche, ce qui faussait la charpente. Bartholdi aurait pris cette décision sans le consentement d'Eiffel en se rendant compte que le bras et le visage étaient trop proches. Les ingénieurs considérèrent les travaux de renforcement de 1932 comme insuffisants, et ajoutèrent une écharpe diagonale en 1984 et 1986 pour rendre la structure plus solide.

#### Torche

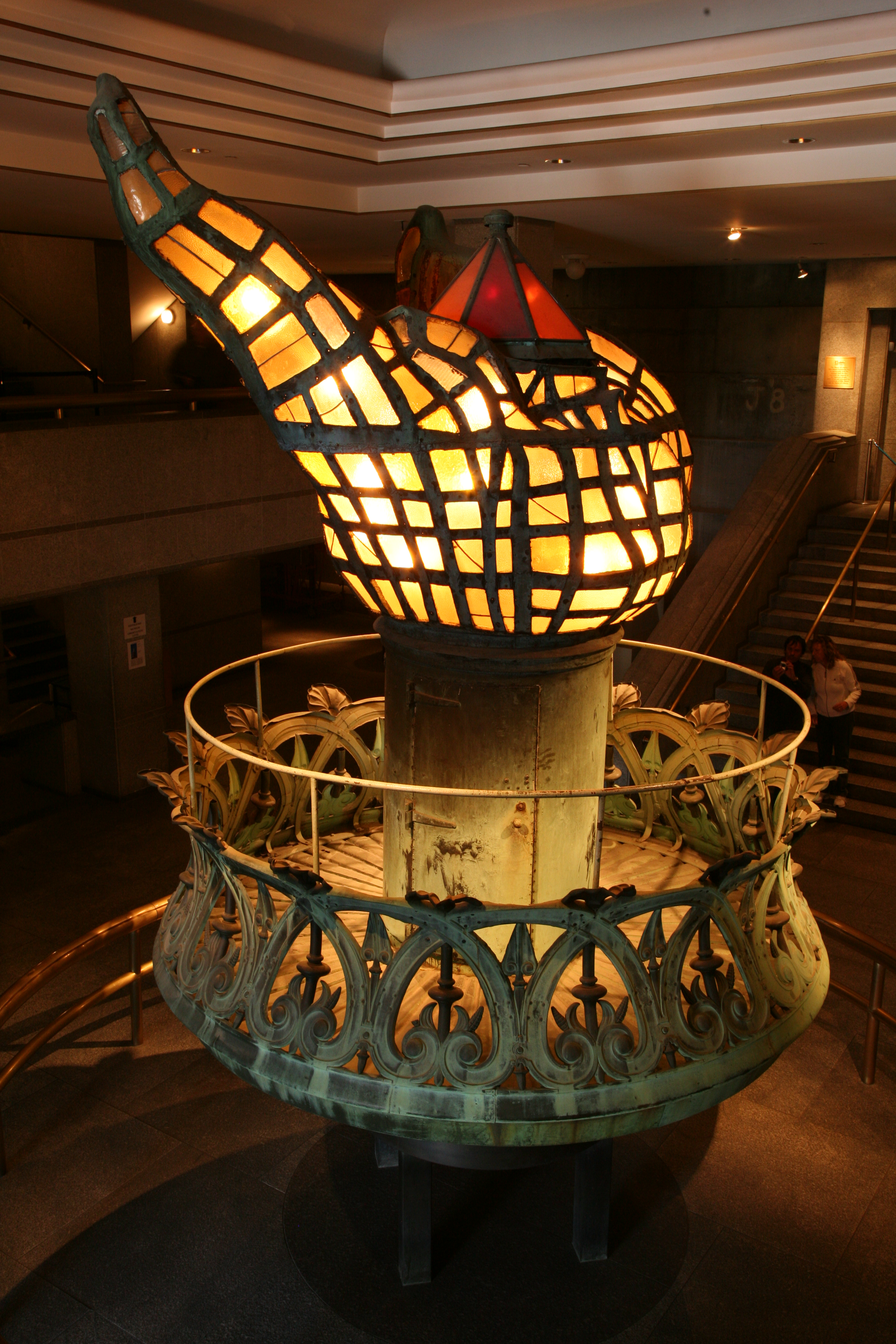
La torche originale, remplacée en 1986.

La flamme actuelle est dorée selon le souhait original de Bartholdi. En effet dès l'inauguration, la torche avait été modifiée pour faire office de phare, dont la lumière n'a pas fonctionné longtemps (1886-1891). Le flambeau a été entièrement restauré et la flamme en métal recouverte de feuilles d'or, éclairée par des lampes placées sur le balcon qui l'entoure. En 1985, pour rénover le flambeau de la statue, les États-Unis, à l'initiative de Jacques Graindorge directeur de l'artisanat français et de sa chargée de mission pour les métiers d'art Catherine de Logères, ont fait appel à une entreprise de Bezannes, près de Reims, où travaillent des artisans experts en ferronnerie d'art : les Métalliers champenois. La dorure de la flamme a été réalisée par une autre entreprise rémoise, les Ateliers Gohard. L'ancienne torche est aujourd'hui exposée dans le musée érigé à la pointe nord de l’île (ouvert en 2019).

#### Statue of Liberty Museum
En 2016, la construction du musée de la statue de la Liberté sur Liberty Island est annoncée. Il est achevé en 2019 mais l'espace de 2 500 m2 qui retrace notamment l'histoire de la statue, sa naissance à Paris et qui accueille la torche originale n'est inauguré qu'en 2020 en raison de la pandémie de Covid.

### Festivités duLiberty Weekend

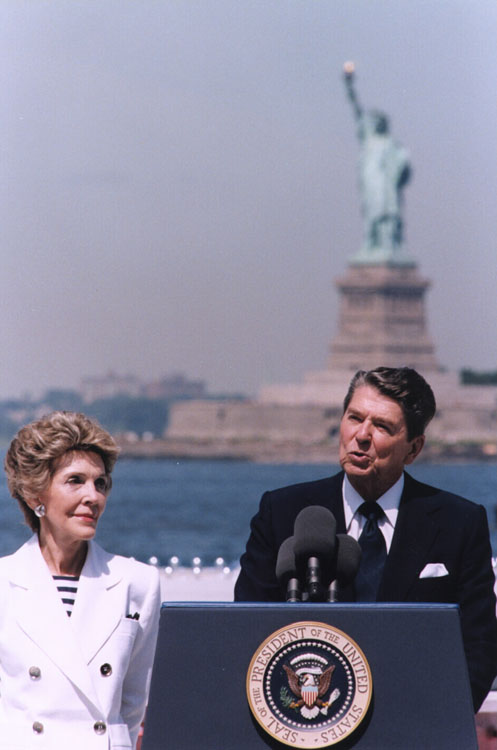
Ronald Reagan prononçant un discours lors du Liberty Weekend, le 4 juillet 1986.

La statue fut déclarée monument national le 15 octobre 1924 et fut confiée au National Park Service le 10 juin 1933. En 1986, le centenaire de la statue de la Liberté fut marqué par quatre jours de festivités appelés « Liberty Weekend ». Celles-ci commencèrent le 3 juillet par une cérémonie d'ouverture sur Governors Island, et s'achevèrent le 6 juillet dans le Giants Stadium de New York. Ces quatre jours de fête marquèrent la fin des restaurations de l'édifice menées depuis le début des années 1980, sous la tutelle de la fondation Statue of Liberty-Ellis Island. Ces restaurations, dans lesquelles Chrysler fut partie prenante, furent terminées juste à temps pour la cérémonie du centenaire du monument, c'est pourquoi les différents acteurs des travaux rendirent hommage à la statue lors de ce Liberty Weekend.
La cérémonie d'ouverture, qui se tint le jeudi 3 juillet dans le port de New York et sur Governors Island, attira de nombreuses célébrités, comme Gene Kelly, Gregory Peck et Steven Spielberg. Le président de la République française de l'époque, François Mitterrand, fut quant à lui l'invité d'honneur de la cérémonie. Après plusieurs chansons interprétées par Debbie Allen, Neil Diamond et Frank Sinatra, le président de l'époque, Ronald Reagan prononça deux discours : le premier au milieu de la cérémonie pour dévoiler les travaux sur la statue, et le second à la fin, au moment d'allumer la torche de la statue, puis de déclencher les feux d'artifice. Le 4 juillet, jour de fête nationale fut quant à lui célébré, toujours en présence du président américain, par un déploiement naval de navires de ligne et de grands voiliers dans le port de New York. Reagan aurait alors dit que le cortège auquel le public allait assister était aussi coloré que des feux d'artifice, et que Lady Liberty elle-même. Un concert fut donné plus tard dans la soirée, avec notamment la participation du compositeur John Williams. Le lendemain matin, l'épouse du président, Nancy Reagan prononça un discours marquant la réouverture de la statue au public, et le soir, un opéra fut joué à Central Park. Le 6 juillet, les cérémonies de clôture eurent lieu dans le Giants Stadium situé dans le New Jersey, mais géographiquement proche de la statue.
En prélude à ces festivités, le 6 février 1986, jour de l'anniversaire de Ronald Reagan pour ses 75 ans, l'ambassadeur de France à Washington, Emmanuel de Margerie, accompagné de Catherine Deneuve, avait remis au Président américain une statuette de cristal de 35,5 cm de haut et pesant près de 3 kg, réplique de la statue.

### Période récente et après 11 septembre 2001

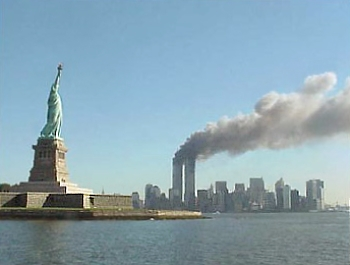
La statue de la Liberté et, au second plan, les tours jumelles du World Trade Center sur le point de s'écrouler.

La visite de l'intérieur de la statue est possible depuis son inauguration, même si l'accès au public a été plusieurs fois fermé pour des raisons de sécurité ou des travaux. Les visiteurs arrivaient par ferry, le plus souvent en provenance de Battery Park, et avaient la possibilité de grimper l'unique escalier en colimaçon au cœur de la structure métallique. La statue étant très exposée au soleil, il n'était pas rare que la température à l'intérieur du monument soit très élevée. Environ trente personnes à la fois pouvaient grimper les 354 marches conduisant à la tête de la statue et à sa couronne. De là, il était possible d'apercevoir le port de New York, mais pas la skyline de Manhattan contrairement à une croyance répandue. Cela s'explique par le fait que le visage de la statue est orienté en direction de l'océan Atlantique et de la France, vers l'est. Elle fait d'ailleurs face à sa réplique parisienne « officielle » la plus célèbre du pont de Grenelle. En outre, ce même panorama était relativement restreint étant donné que les 25 fenêtres de la couronne sont plutôt petites, la plus grande d'entre elles atteignant 46 centimètres de hauteur. Toutefois, cela ne décourageait pas les touristes, qui devaient en moyenne attendre trois heures pour pénétrer dans l'enceinte de la statue, sans compter l'attente au ferry et au guichet pour les billets.
Après les attentats du 11 septembre 2001, Liberty Island fut interdite d’accès, avant d'être à nouveau ouverte au public en décembre de la même année, sans toutefois que l'accès au piédestal et à l'intérieur de la statue ne soit possible. Le piédestal fut de nouveau accessible le 3 août 2004. Seuls le socle de dix étages et le musée qu'il abrite étaient ouverts aux touristes, à condition d'avoir réservé un Monument Access Pass deux jours au moins avant la visite. Bien que l'intérieur de la statue soit inaccessible, une baie vitrée située à l'intérieur du socle permettait de voir la structure interne réalisée par Gustave Eiffel. Tous les visiteurs qui désirent se rendre sur Liberty Island sont contrôlés de la même manière que dans les aéroports.

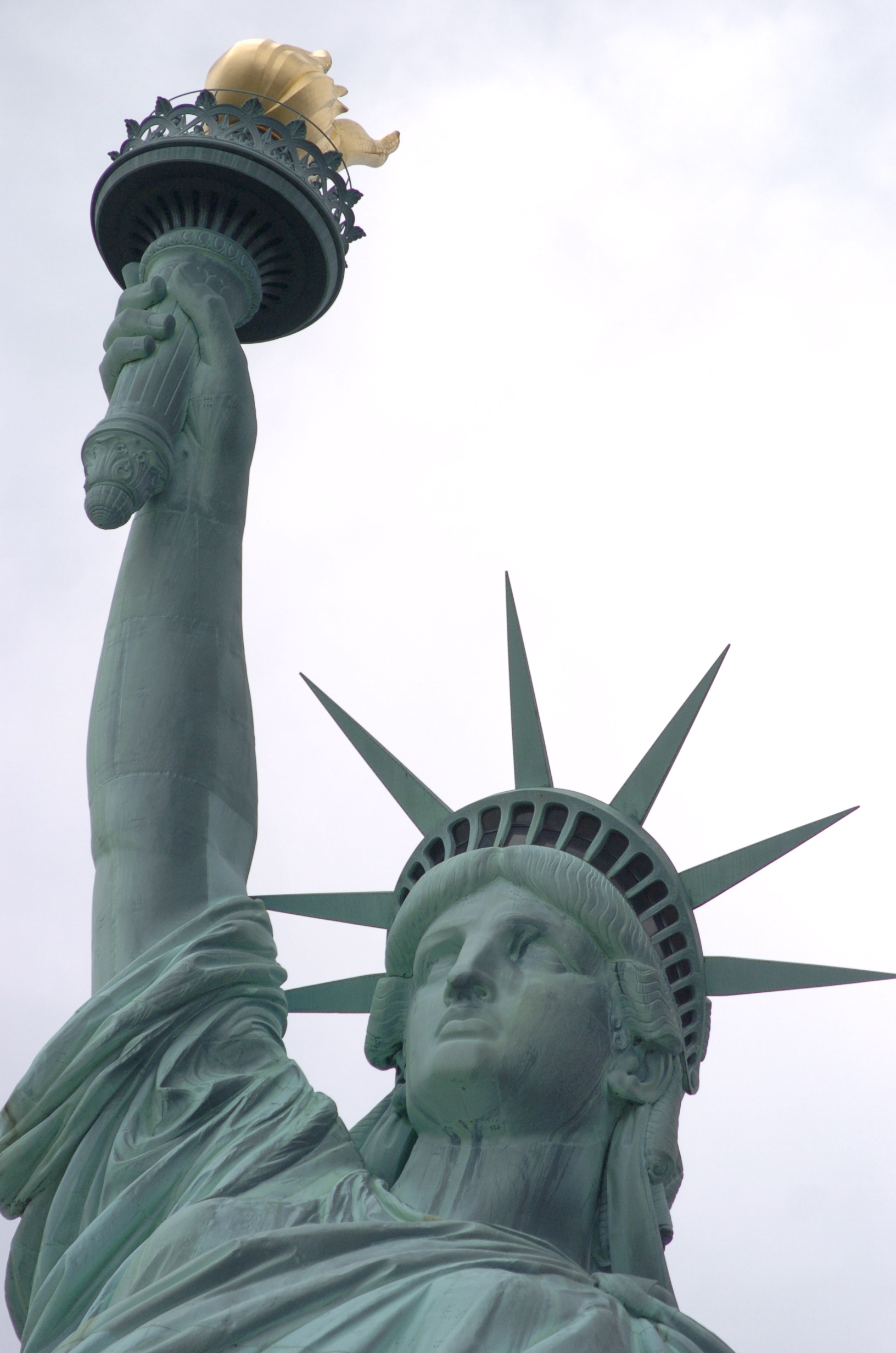
La Statue de la Liberté, le 13 avril 2008.

Le 6 août 2006, la directrice du National Park Service, Fran Mainella annonça dans une lettre adressée à Anthony Weiner, représentant de l'État de New York, que l'intérieur de la statue resterait fermé indéfiniment. Mainella déclara dans sa lettre que « l'actuelle réglementation des accès reflétait une stratégie de gestion responsable dans l'intérêt de tous nos visiteurs ». Malgré cela, le 4 juillet 2009, l'accès du public à l'intérieur de la tête de la statue de la Liberté fut rétabli pendant une durée de deux ans avant une nouvelle fermeture devant permettre une rénovation totale avant réouverture au public.
Le 17 mai 2009, le Secrétaire à l'Intérieur du président Obama, Ken Salazar annonça un « cadeau spécial » pour les États-Unis, en promettant une réouverture de la statue au public le jour de la fête nationale, le 4 juillet. En revanche, seul un nombre limité de personnes pouvait accéder à la couronne de la statue chaque jour.

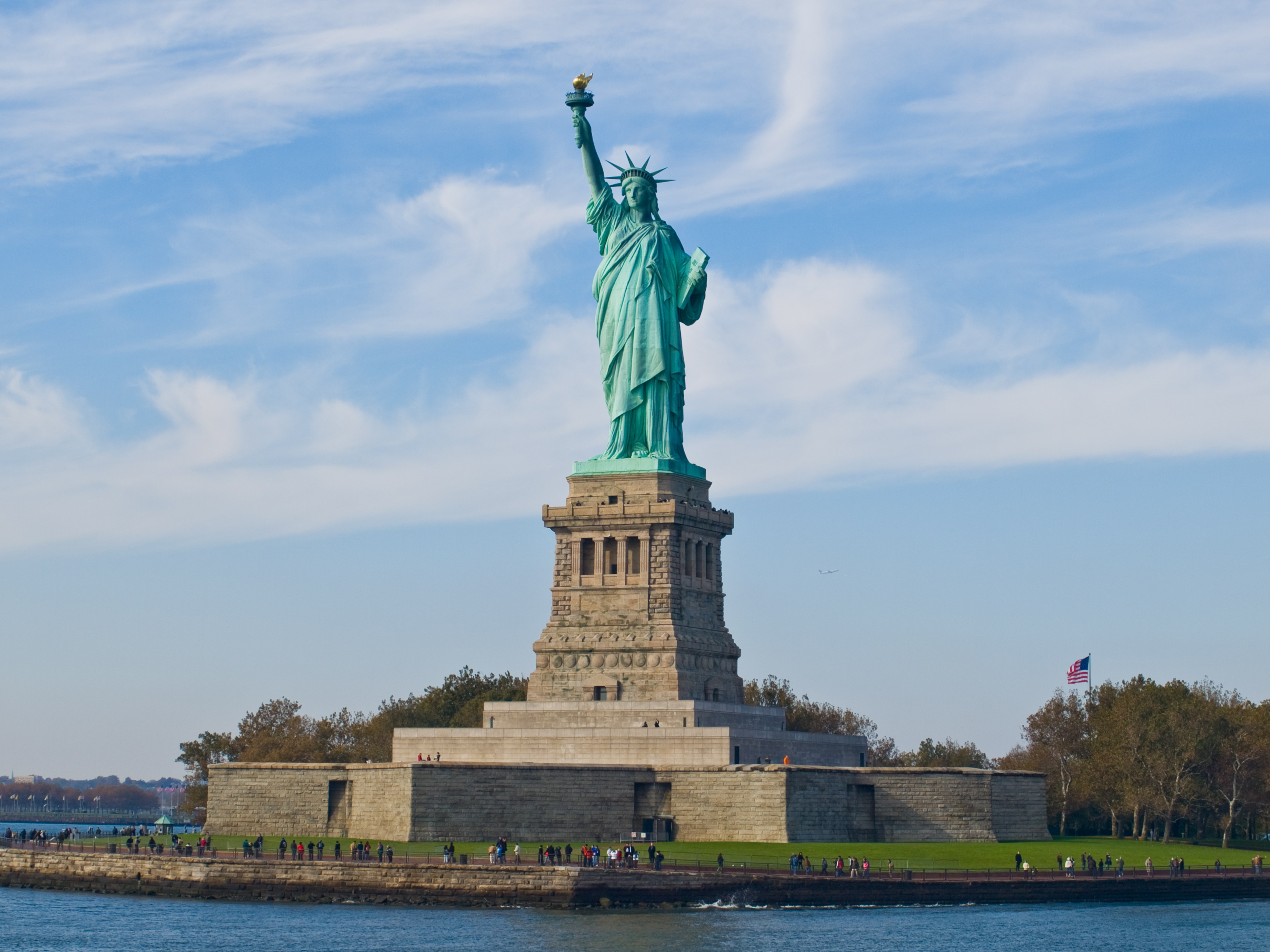
La statue de la Liberté à New York, en 2009.

La statue et le piédestal furent de nouveau fermés le 29 octobre 2011 pour permettre l'installation de nouveaux ascenseurs, et la rénovation de plusieurs équipements comme les toilettes. La fermeture dura un an, jusqu'au 28 octobre 2012,,. Une journée seulement après la réouverture, la statue fut de nouveau fermée en raison de l'Ouragan Sandy. Bien que la tempête n'ait pas endommagé la statue, elle causa des dégâts sur une partie des équipements de Liberty Island et Ellis Island, comme le quai d'amarrage des ferrys acheminant les passagers sur les deux îles. Le 8 novembre 2012, un porte-parole des Park Services annonça que les deux îles resteraient fermées au public pour une durée indéterminée, le temps que les travaux de réparation puissent être effectués. En raison du manque d’électricité sur Liberty Island, un générateur fut installé pour alimenter temporairement les projecteurs servant à éclairer la statue. La statue rouvrit finalement au public le 4 juillet 2013. Ellis Island resta cependant fermée pendant plusieurs autres mois avant de rouvrir en octobre 2013. Liberty Island fut de nouveau fermée temporairement lors de l'arrêt des activités gouvernementales fédérales de 2013 en compagnie de plusieurs autres musées, parcs et monuments publics.

## Caractéristiques

### Description et symbolique

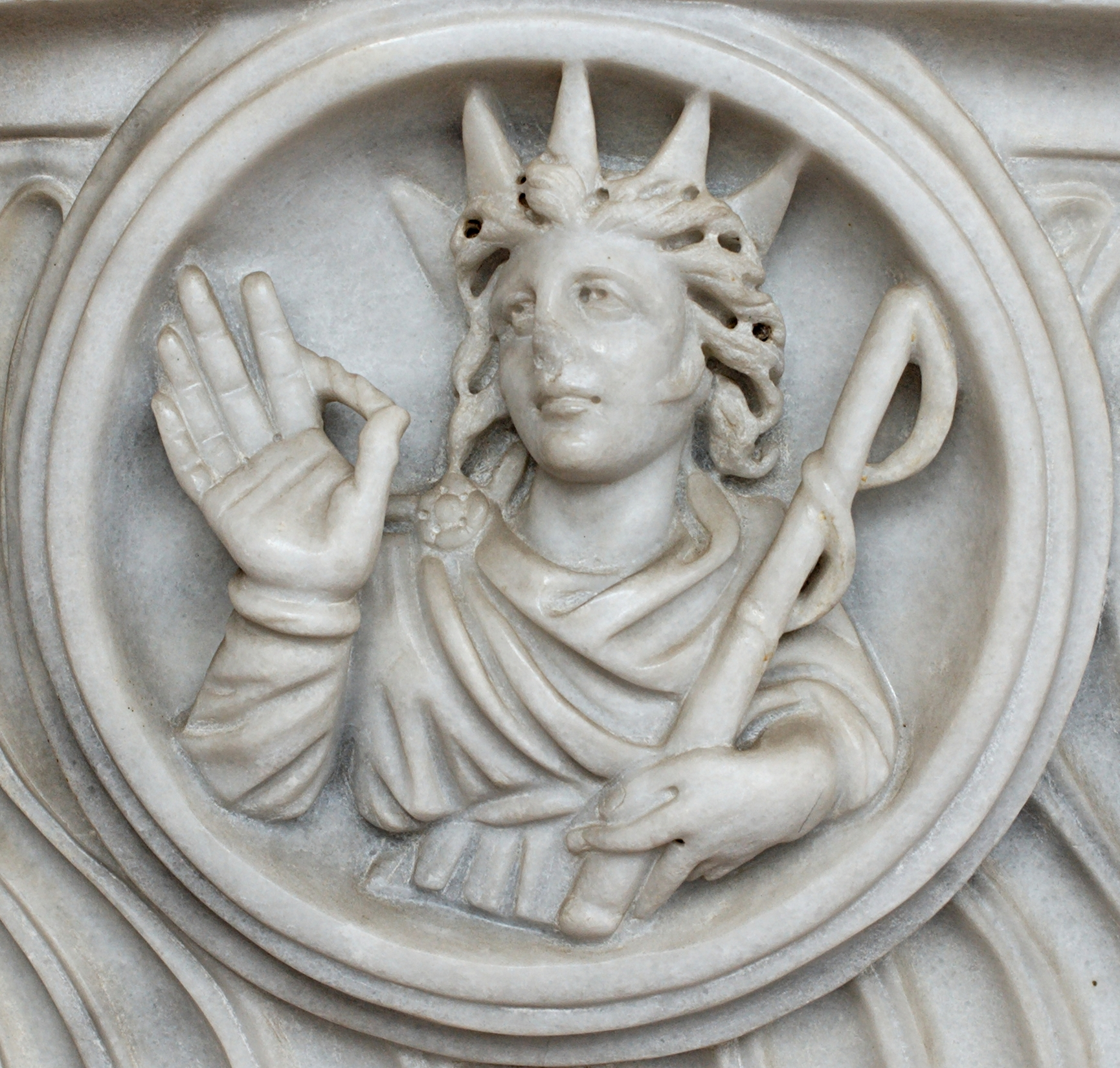
Buste d'Hélios, divinité solaire de l'Antiquité. Détail d'un sarcophage romain du IIIe siècle. Les rayons de son diadème rappellent ceux de la statue de la Liberté.

La statue représente une femme en station verticale, les épaules tournées de trois quarts et le pied gauche en avant, le talon arrière droit soulevé. Portant des sandales, elle est vêtue d'une robe drapée recouverte d'une stola à la romaine, et coiffée d'une couronne comportant sept pointes, symbolisant les « Sept Continents » (Amérique du Nord, Amérique du Sud, Europe, Asie, Afrique, Océanie et Antarctique). Cependant, les sept pointes pourraient également évoquer les sept océans (Arctique, Antarctique, Atlantique nord et sud, Pacifique nord et sud et Indien). Le diadème fait aussi penser à celui que portait le dieu du soleil Hélios. En tout cas, Bartholdi n'a pas retenu l'idée du bonnet phrygien, symbole de liberté depuis l'Antiquité. La statue tient dans sa main gauche une tablette, qu'elle garde près de son corps, alors que sa main droite brandit une torche enflammée, maintenue en hauteur. La tablette évoque la loi ou le droit, alors que la torche renvoie aux Lumières. Certains y ont vu un symbole maçonnique. La structure est recouverte d'une fine couche de cuivre, qui repose sur une énorme structure en acier (à l'origine en fer puddlé), à l'exception de la flamme qui est recouverte de feuillets d'or. La structure repose sur un premier socle de forme carrée, lui-même posé sur un autre socle en forme d'étoile irrégulière à onze pointes. La hauteur de la statue de la Liberté est de 46,05 mètres, hauteur qui est portée à 92,9 mètres entre la base du piédestal et la torche. Le piédestal fait 27,2 m de hauteur, la torche 6,4 m, le bras droit tenant la torche 14 m, la tête (du menton au sommet) 5,26 m.
La tablette de 7,18 m de hauteur, tenue dans la main gauche, est gravée de la date d'indépendance des États-Unis, écrite en chiffres romains : JULY IV MDCCLXXVI. Les vingt-cinq fenêtres symbolisent quant à elles vingt-cinq pierres gemmes trouvées sur la terre et les rayons du ciel qui brillent sur le monde. Au pied de la structure se trouvent des chaînes brisées qui symbolisent l'affranchissement du joug de l'oppression, i. e. la liberté. La statue est tournée vers l'est, c'est-à-dire vers l'Europe, avec laquelle les États-Unis partagent un passé et des valeurs.

### The New Colossus, poème d'Emma Lazarus

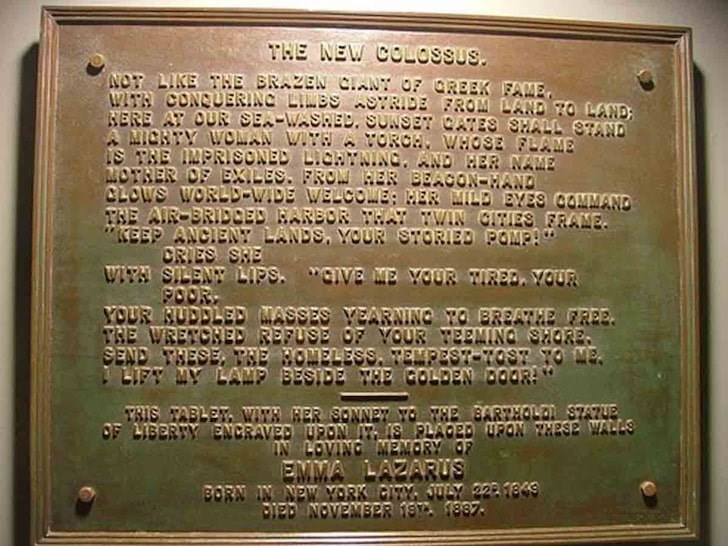
Plaque de bronze avec le poème d'Emma Lazarus, intitulé « Le Nouveau Colosse.

Sur sa base, une plaque de bronze porte gravée, une partie (la fin) du poème de la poétesse américaine Emma Lazarus, intitulé « The New Colossus » (« le nouveau colosse »). La plaque de bronze n'est pas d'origine, elle a été ajoutée en 1903,. Voici les derniers vers du poème, tel qu'écrit sur le socle, dans sa version originale puis traduit en français :
| “Keep, ancient lands, your storied pomp!” cries she Give me your tired, your poor, Your huddled masses yearning to breathe free, The wretched refuse of your teeming shore. Send these, the homeless, tempest-tost, to me, I lift my lamp beside the golden door ! |  | Garde, Vieux Monde, tes fastes d'un autre âge, crie-t-elle Donne-moi tes pauvres, tes exténués, Qui en rangs pressés aspirent à vivre libres, Le rebut de tes rivages surpeuplés, Envoie-les moi, les déshérités, que la tempête m'apporte J'élève ma lumière et j'éclaire la porte d'or ! |

## Répliques et produits dérivés

### Miniatures
En raison de son statut de monument universel, la statue de la Liberté a été copiée et reproduite à différentes échelles et en divers endroits du globe. Ces reproductions vont des simples miniatures souvenirs vendues dans la boutique du musée aux reproductions à grande échelle qui siègent à l'entrée de certaines villes, soit parce qu'elles sont liées à l'histoire du monument ou de l'un de ses créateurs, soit parce que l'original constitue un symbole majeur de la Liberté à travers le monde.

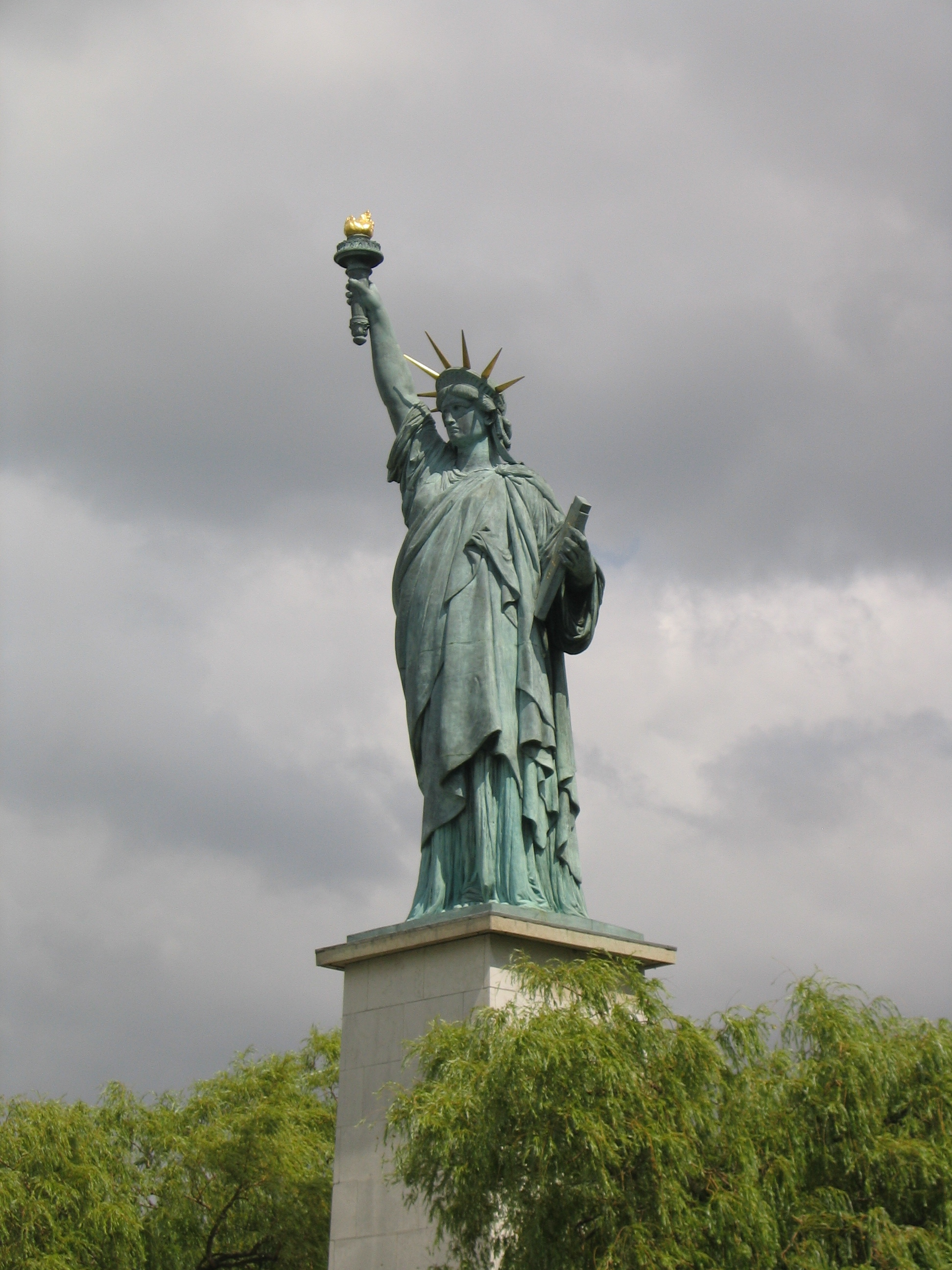
Statue de la Liberté du pont de Grenelle, à Paris (France).

Les premières miniatures de la statue, réalisées par l'entreprise Gaget-Gauthier, commercialisées et distribuées aux nombreuses personnalités présentes lors de la cérémonie d'inauguration du 28 octobre 1886, ont servi de modèles aux diverses répliques construites par la suite. On en trouve surtout en France ou aux États-Unis, mais aussi en Autriche, en Allemagne, au Brésil, en Chine, en Italie, au Japon, au Viêt Nam, ancienne colonie française.

### Répliques en France
- Paris :

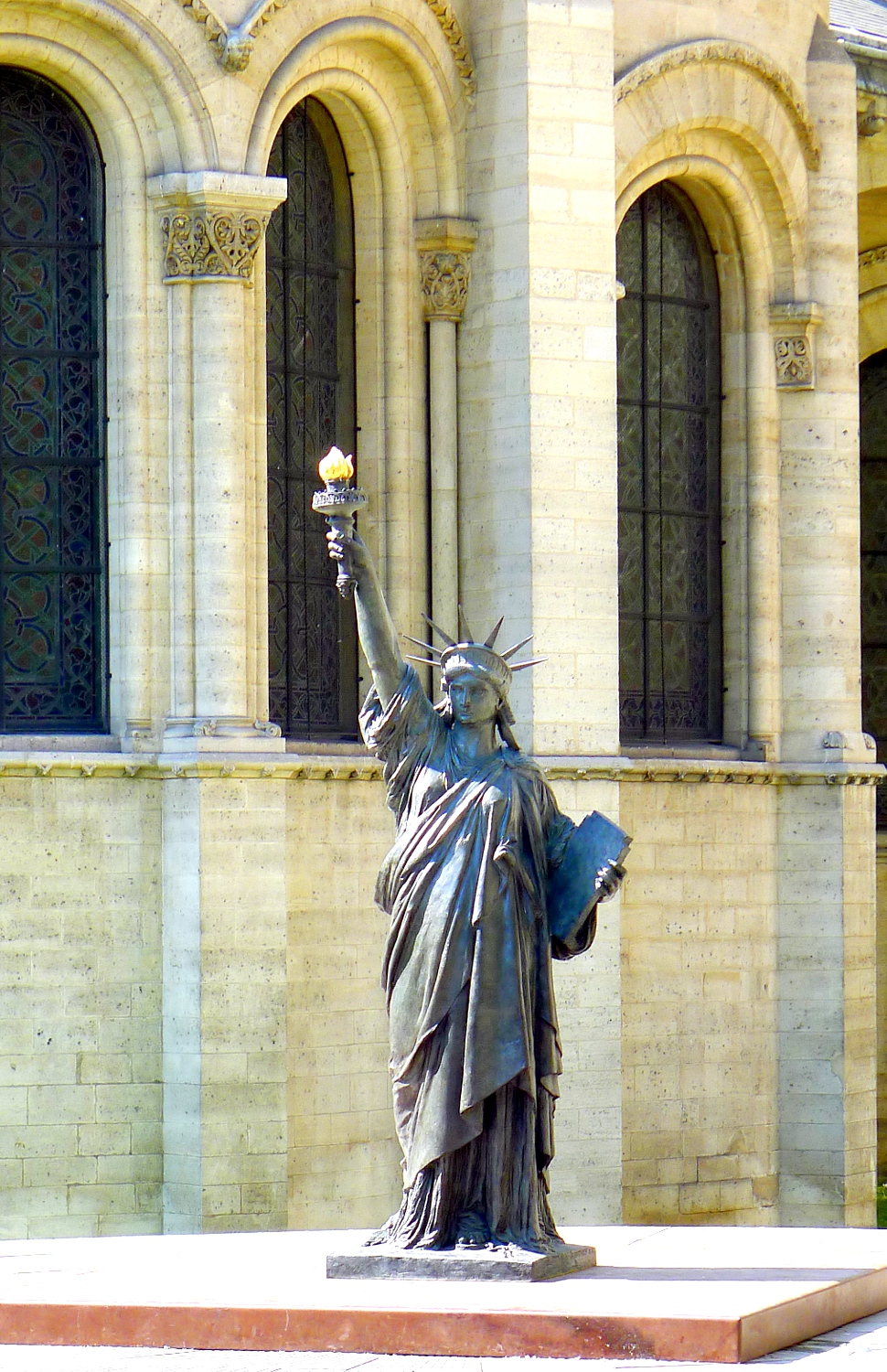
La statue du Square du Général Morin, Paris

  - 48° 51′ 00″ N, 2° 16′ 47″ E : à l'extrémité aval de l'île aux Cygnes, à la hauteur du pont de Grenelle, près de l'ancien atelier de Bartholdi, haute de 11,50 m. Elle fait face à la statue de New York.
  - 48° 50′ 47″ N, 2° 19′ 59″ E : une version de 2,85 m en bronze fondue par Bartholdi en 1889, qui se trouvait depuis 1906 dans le jardin du Luxembourg, a été déplacée en 2012, à la suite du vol de sa torche, à l'entrée de la nef des sculptures du musée d'Orsay et remplacée par une copie.
  - La maquette originale en plâtre par Bartholdi de 1878 : haute de 2,83 m et utilisée pour l'agrandissement de la vraie statue, se trouve dans l'église du musée des Arts et Métiers[141].
  - 48° 51′ 57″ N, 2° 21′ 20″ E : depuis 2010, une copie en bronze de 2,83 m de haut se trouve dans le jardin d'entrée du musée des Arts et Métiers, square du Général-Morin. La France envoie le 7 juin 2021 cette statue de la Liberté aux États-Unis pour renforcer l’amitié franco-américaine. Embarquée au port du Havre à bord du porte-conteneurs français Tosca, son arrivée est prévue pour le 4 juillet 2021, Jour de l'Indépendance. La statue sera ensuite exposée pendant dix ans dans les jardins de l'ambassade française à Washington[142],[143].
  - En 1989, une réplique de la flamme, la Flamme de la Liberté, réalisée par deux entreprises françaises ayant participé à la restauration à New York en 1985-1986, « offerte par les États-Unis » grâce à une souscription lancée par l'International Herald Tribune, a été installée à Paris place de l'Alma. Elle est devenue depuis 1997 un monument commémoratif « spontané » de l'accident mortel de la princesse Diana, survenu juste au-dessous.

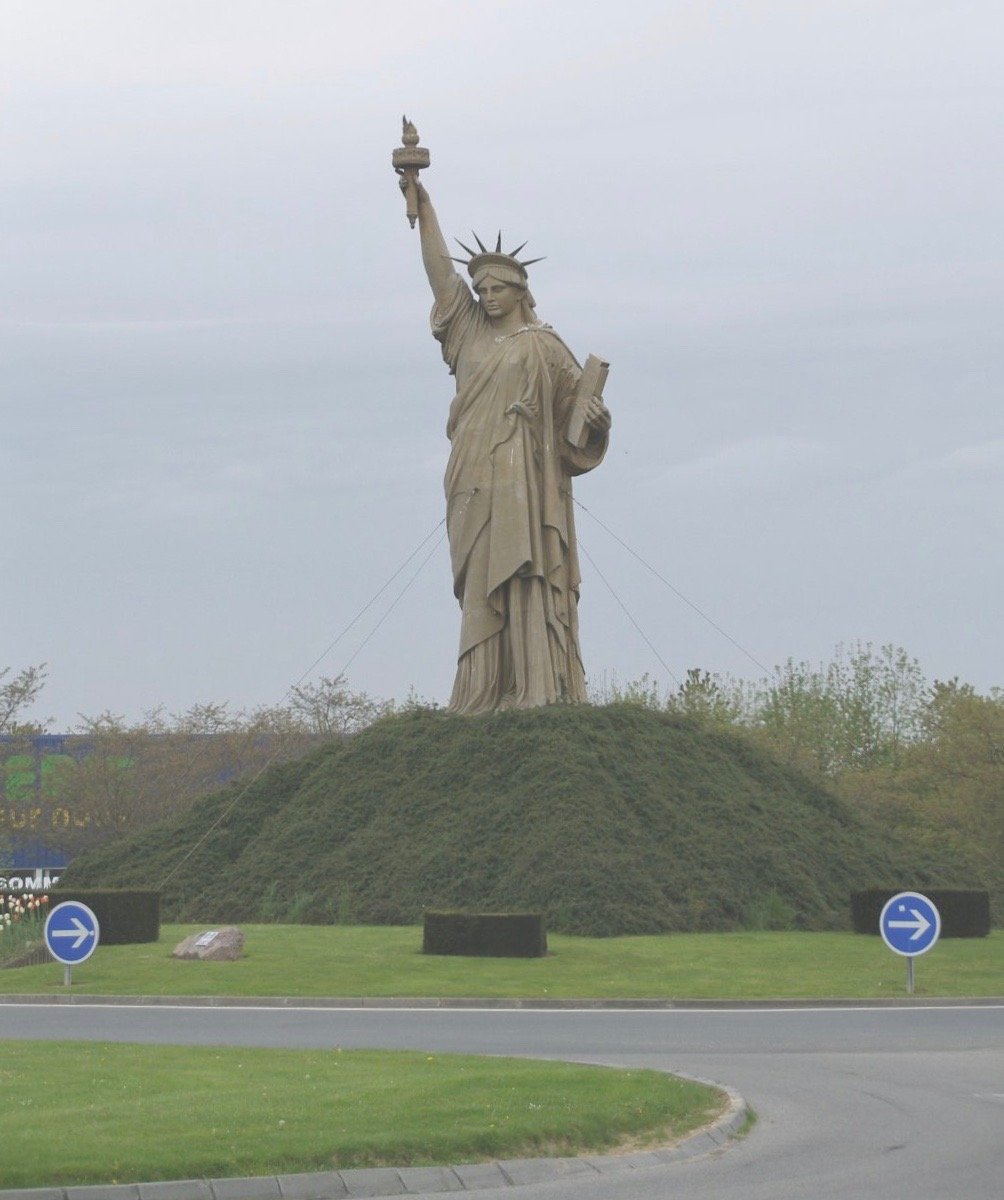
La statue de Barentin.

- Barentin (Seine-Maritime) 49° 32′ 06″ N, 0° 57′ 51″ E : une copie en polyester de 13,5 m et d'un poids de 3,5 tonnes, utilisée dans le film Le Cerveau de Gérard Oury (1969), qui devait être détruite, faute de dédouanement, après avoir séjourné dans les locaux de la douane de Saint-Maurice, a été conservée grâce à l'action de Paul Belmondo (le père de Jean-Paul Belmondo), du maire André Marie et de Gérard Oury.
- Bordeaux (Gironde) 44° 51′ 19″ N, 0° 34′ 17″ O : place Picard, à l'intersection du cours Saint-Louis et du cours Balguerie Stuttenberg[144],[145].
- Cambrin (Pas-de-Calais) 50° 30′ 39″ N, 2° 44′ 29″ E : elle dominait depuis 1926 le monument aux morts de la ville, mais la statue a été déplacée pour un nettoyage et une rénovation. Début mars 2014 elle a été installée place Marcel-Cabiddu. La statue mesure 2,90 m et pèse 630 kg. Elle repose sur un socle en pierre de Soignies d’une vingtaine de tonnes[146].
- Cessenon (Hérault) 43° 28′ 14″ N, 3° 01′ 42″ E : sur la place du hameau de Lugné. Découpée de la proue du paquebot Maxim’s des mers.
- Châteauneuf-la-Forêt (Haute-Vienne) 45° 42′ 50″ N, 1° 36′ 26″ E : sur la place de la mairie.
- Chaumont (Haute-Marne) : base aérienne de Chaumont-Semoutiers.
- Cléguérec (Morbihan) 48° 07′ 28″ N, 3° 04′ 12″ O : sur la place centrale, coulée en 1875 en l'honneur du maréchal des logis Pobéguin dans le cadre de l'opération de financement du cadeau de la France aux États-Unis.
- Colmar (Haut-Rhin) 48° 06′ 30″ N, 7° 21′ 49″ E : sur un rond-point situé à l'entrée de la ville, en venant de Strasbourg. La statue de la Liberté « colmarienne », d’une hauteur de 12 mètres au flambeau, a été réalisée en 2004 en matériau composite teinté dans la masse pour lui donner l’aspect du cuivre patiné[147]. Elle fut réalisée pour marquer l'année du centenaire de la mort d'Auguste Bartholdi. Avec ses trois tonnes pour douze mètres de haut, elle dépasse de cinquante centimètres son aînée parisienne du pont de Grenelle, jusque-là la plus grande en France.
- Gourin (nord-ouest du Morbihan) 48° 08′ 23″ N, 3° 36′ 22″ O : sur la place de la victoire à Gourin (à côté de la mairie). Cette statue en bronze mesure 2,90 m de haut et elle est une copie conforme de la statue de 1889 au Jardin du Luxembourg (à Paris). Le moule de la statue a été réalisé par les Musées nationaux de Paris et la fonte de la statue a été réalisée à la fonderie Chapon de Bobigny. Elle a été installée le 24 juin 2020[148],[149],[150] après des retards dus aux confinements de la pandémie de covid19[151],[152]. Cette statue a été payée pour la plus grande part par souscription publique[153]. Elle remplace une première statue offerte en 1985[154] par l'agence Air France de Roudoualec au moment de sa fermeture, en remerciement des charters organisés chaque année pour la population locale voulant retrouver sa famille émigrée aux États-Unis.
- Lunel (Hérault) 43° 40′ 33″ N, 4° 07′ 55″ E : à l'entrée Sud du centre-ville, place de la République, elle trône au milieu d'un rond-point. Elle mesure 2,80 m de haut. Henri Canitrot, maire, l'a inaugurée le 25 février 1989 (bicentenaire de la Révolution). La statue de la Liberté originelle installée en 1889 avait été fondue par les Allemands en 1943.
- Narbonne (Aude) : 43° 10′ 13″ N, 3° 02′ 09″ E.
- Nice (Alpes-Maritimes) 43° 41′ 42″ N, 7° 16′ 21″ E : sur le quai des États-Unis, 2014.
- Poitiers (Vienne) 46° 35′ 09″ N, 0° 20′ 34″ E : une réplique en fonte, élevée par souscriptions sur l'initiative des loges maçonniques de Poitiers et Neuville, trône au milieu de la place de la Liberté. Inaugurée le 14 juillet 1903, elle présente une torche singulière, différente de l'originale[155].
- Roybon (Isère) 45° 15′ 31″ N, 5° 14′ 37″ E : statue en fonte, datée de 1906, sur un monument dédié à François Henri Saint-Romme (portrait de celui-ci sur le piédestal de la statue dans un bas-relief d'Auguste Davin) sur la place centrale du village.

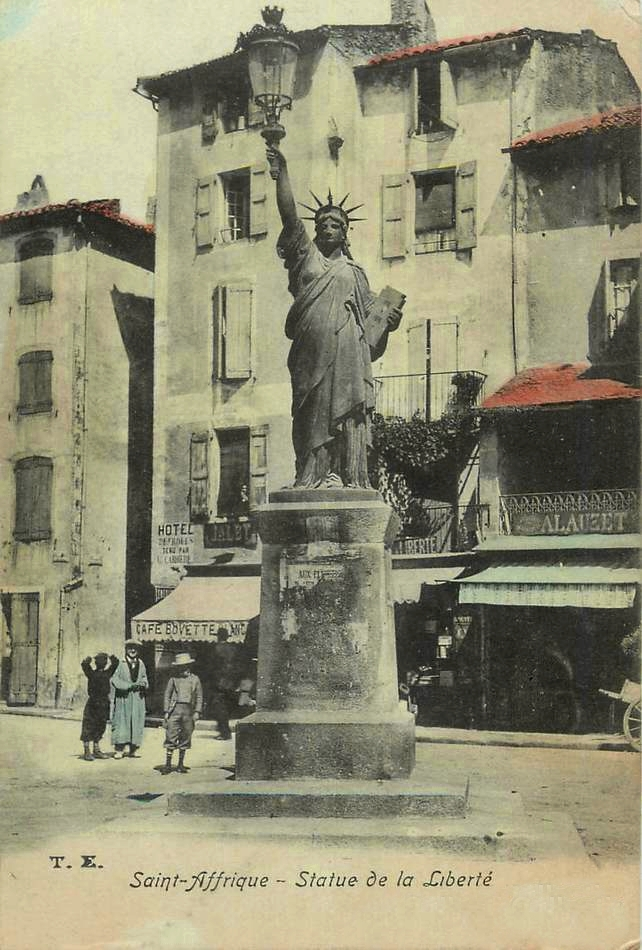
Statue de Saint-Affrique, fondue en 1942, remplacée en 2006 par une réinterprétation en métal soudé de l’artiste forgeron André Debru.

- Saint-Affrique (Aveyron) 43° 57′ 31″ N, 2° 53′ 12″ E : sur la place de la Liberté, 1889, en bronze. Fondue en 1942. Remplacée en 2006 par une réinterprétation en métal soudé de l’artiste forgeron André Debru[156].
- Saint-Cyr-sur-Mer (Var) 43° 10′ 50″ N, 5° 42′ 40″ E : statue réalisée dans les années 1900 sur la place du village.
- Saint-Étienne (Loire) 45° 25′ 27″ N, 4° 23′ 30″ E : initialement sur la place Badouillère et aujourd'hui sur la place Jules-Ferry, elle date de 1915 mais n'a jamais été inaugurée officiellement. Le flambeau est remplacé par un luminaire.
- Soulac-sur-Mer (Gironde) 45° 31′ 11″ N, 1° 07′ 16″ O : sur le front de mer. Statue inaugurée en 1989.
- Toulon (Var), la réplique est sur la place de la Liberté.

### Répliques dans le monde

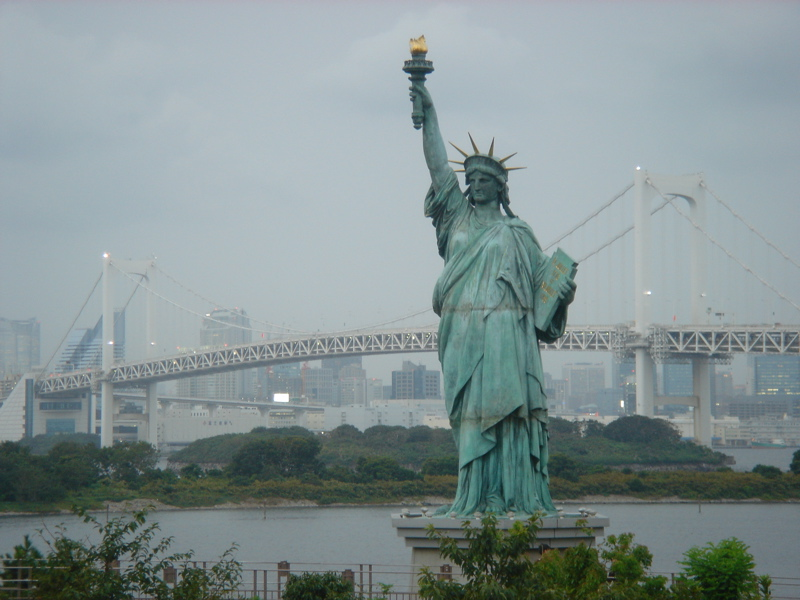
Réplique d'Odaiba dans la baie de Tokyo au Japon. On aperçoit au second plan le Rainbow Bridge.

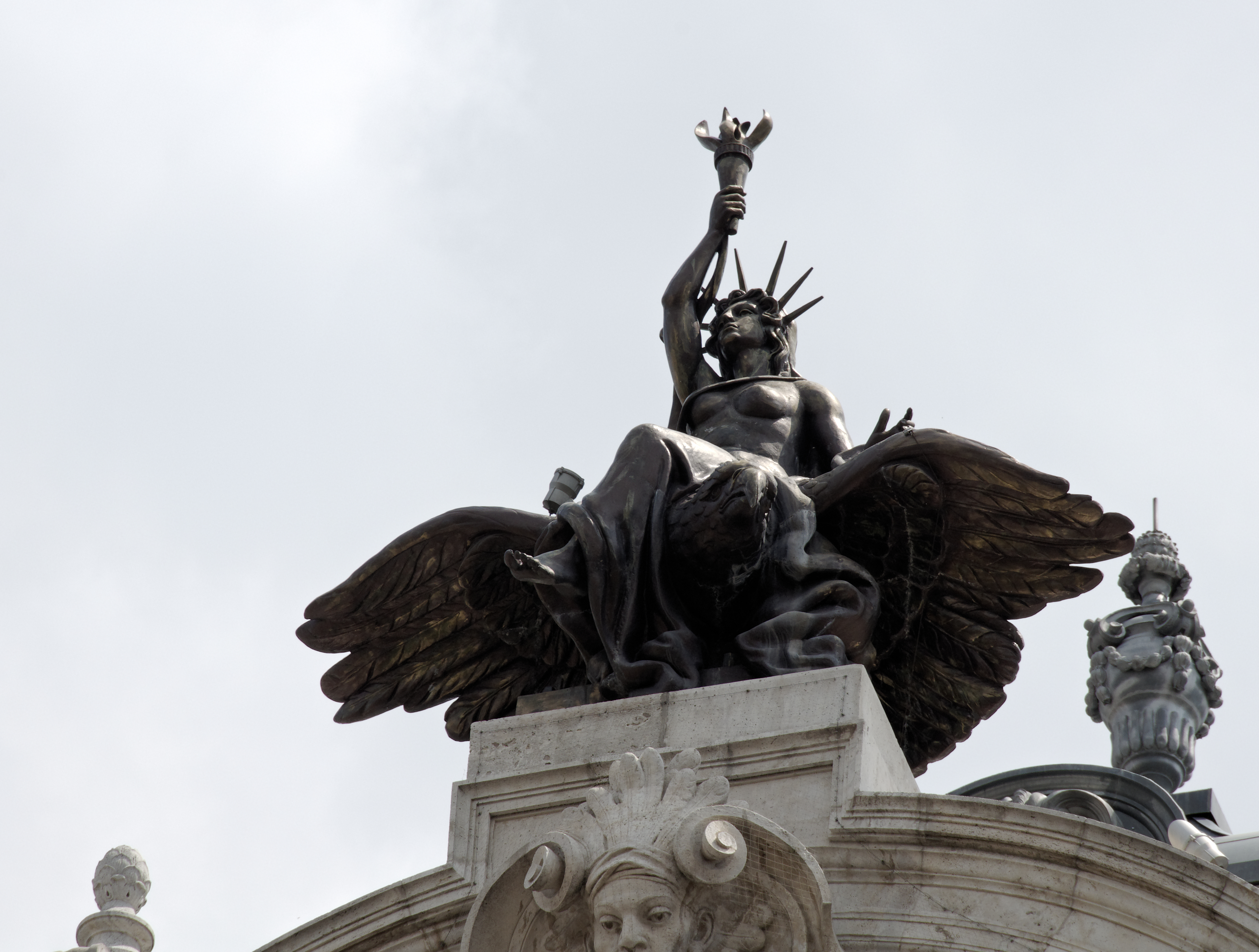
Emblème historique de la New York Life Insurance Company représentant la statue de la Liberté assise sur l'aigle américain. Située au-dessus du Palais New York (aujourd'hui Hôtel Boscolo) à Budapest en Hongrie.

Ailleurs dans le monde, les répliques les plus célèbres sont celles du casino New York-New York à Las Vegas et celle de l'Odaiba à Tokyo. Durant les manifestations de la place Tian'anmen en 1989 à Pékin, les manifestants exhibèrent une statue baptisée Déesse de la Démocratie, qui s'inspirait très largement de la statue de la Liberté ; son sculpteur, Tsao Tsing-Yuan, déclara avoir volontairement changé son apparence pour ne pas paraître trop pro-américain.
Il existe d’autres répliques de la statue de la Liberté, dont Pristina, au Kosovo. Elle symbolise la libération du pays par les Américains ; Buenos Aires (fonte du Val d'Osne) au parc Belgrano.
Une statue de la Liberté « revue et corrigée façon Salvador Dalí » est située à l'entrée du village de Cadaqués, en Espagne.

## Culture populaire
La statue est très rapidement devenue une icône populaire, figurant sur de nombreuses affiches et images, dans divers films et livres. « Icône vide » donnant une image neutre et impersonnelle de la Liberté, elle peut représenter de nombreux symboles. En 1911, l'écrivain américain O. Henry faisait dialoguer Miss Liberty avec une autre statue. En 1918, le monument figurait sur l'affiche du Victory Loan (prêt de la victoire) accordé par les États-Unis à l'Europe. Les représentations de la statue de la Liberté endommagée ou détruite constituent un thème iconographique récurrent dès la fin du XIXe siècle, que ce soit sur les affiches, les illustrations, les comics ou au cinéma, avec un gain net de popularité à partir du début du XXe siècle. Dans les années 1940 et 1950, de nombreux magazines à sensation dépeignaient la statue entourée de ruines et de sédiments. Pendant la Guerre froide, la statue était figurée sur les affiches de propagande comme symbole de la liberté ou des États-Unis. Les dessinateurs américains en ont fait l'incarnation de New York au moment des attentats du 11 septembre 2001. La publicité l'a aussi utilisée pour mettre en valeur des produits tels que le Coca-Cola ou le chewing-gum. La statue a également inspiré des peintres du XXe siècle comme Andy Warhol.
Dans le cinéma, la statue a fait de très nombreuses apparitions. La toute première remonte à 1917, dans le film de Charlie Chaplin L'Émigrant. En 1942, elle apparaît dans la scène finale du film Cinquième colonne, d'Alfred Hitchcock. À la fin de la première version de La planète des singes, elle se trouve en partie ensevelie sous le sable d'une plage. En 1969, dans Le Cerveau de Gérard Oury, une réplique tient un rôle central dans l'intrigue. (Cette copie en polyester de 13,5 m et d'un poids de 3,5 tonnes, sauvée de la destruction après le tournage du film, trône actuellement sur le rond-point de la zone d'aménagement concerté du Mesnil-Roux à Barentin, en Seine-Maritime). Dans Superman 4, elle est retirée de son socle par un ennemi de Superman, avant que celui-ci ne l'y redépose. Dans SOS Fantômes 2, Miss Liberty prend vie et s'anime pour vaincre les ennemis. Elle est également filmée dans d'autres blockbusters comme Le Cinquième Élément, Le Jour d'après, A.I. Intelligence artificielle, ainsi que dans des cut-scenes de séries télévisées comme Sex and the City ou Les Experts : Manhattan. Dans Cloverfield, film catastrophe réalisé par Matt Reeves, un monstre sème la destruction dans New York. On voit une scène où la tête de la statue de la Liberté s'écrase brutalement en pleine rue. Dans le film d'animation Ballerina (2016), la statue est encore en construction à Paris.
Dans quelques jeux vidéo en ligne notamment dans League of Legends l'un des skins de Karthus, liche, est Statue Karthus, et dans MapleStory, la statue se trouve à NLC (New Leaf City). Dans Grand Theft Auto IV, la statue de la Liberté y est parodiée sous le nom de « statue de l'Hilarité » (Statue of Happiness en anglais). Celle-ci tient un café au lieu d'une torche et le modèle ressemble grandement à Hillary Clinton. Celle-ci s'était en effet positionnée contre la série vidéoludique et Rockstar Games au moment de l'affaire du Hot Coffee et était de plus, à l'époque du jeu (en 2008), en campagne électorale pour l'investiture du parti démocrate notamment contre son homologue, Barack Obama. Liberty City, qui représente la ville de New York, parodie le fait que la métropole y est très libérale et démocrate. La statue est aussi un élément du décor dans les jeux vidéo Deus Ex (2000), à moitié détruite, et Assassin's Creed Unity (2014), alors en construction à Paris. Elle peut être construite comme merveille mondiale dans plusieurs opus de la franchise Sid Meier's Civilization (Civilization II, Civilization IV, Civilization V, Civilization VI, Civilization Revolution 2 et C-evo).
En 1978, la statue est au cœur d'un canular imaginé à l'Université du Wisconsin à Madison. Plusieurs étudiants reproduisent les parties hautes de la statue pour les placer dans un lac gelé de la région, ce qui donne l'impression qu'elle en émerge. Le monument figure en outre sur les plaques d'immatriculation de l'État de New York ainsi que sur celles du New Jersey. Dans le milieu du sport, Lady Liberty sert de logo à l'équipe de la NHL des Rangers de New York, et à l'équipe féminine de basket-ball des Liberty de New York, qui évolue en WNBA. Pour célébrer le centenaire du monument, la Poste française crée en 1986 un timbre représentant le visage de la statue et intitulé « Liberté ». En 2000, le monument fait partie des propositions pour désigner les « sept nouvelles merveilles du monde » (New7Wonders), projet lancé par le réalisateur suisse Bernard Weber. Le logo de l'Université de New York reprend la torche de la statue de la Liberté pour montrer qu'elle est au service de la ville de New York. La torche apparaît à la fois sur le sceau et sur le logo de l'université, dessiné par Ivan Chermayeff en 1965. Il existe également une torche en argent réalisée par Tiffany & Co (un don d'Helen Miller Gould en 1911).
Dans le roman postcolonial États-Unis de Banana de Giannina Braschi, les personnages principaux Hamlet, Zarathustra et Giannina prennent le ferry à partir du Ground zero pour libérer Segismundo de la Statue de la Liberté où son père, le roi des États-Unis de Banana, l'a séquestré il y a cent ans,. Dans le roman inachevé L'Amérique de Franz Kafka, Karl Rossmann débarque à New-York où s'élève la statue de la Liberté brandissant non pas une torche mais un glaive.
L'intrigue de la bande-dessinée Un cow-boy à Paris (2018) de la série Lucky Luke se base sur le transfert de la statue de France vers les États-Unis. Dans l'album de bande dessinée La Grande Traversée, le gaulois Astérix prend la pose de la statue de la Liberté avec une torche.

## Faits et événements

### Sauts en parachute
Le 2 février 1912, le réparateur de clochers Frederick R. Law réussit un saut en parachute depuis le balcon entourant la torche de la statue. L'autorisation lui avait été donnée par le capitaine d'armée chargé de Liberty Island. Selon un article du New York Times, le cascadeur « serait tombé comme un poids d'une hauteur de 23 mètres, alors que le parachute ne montrait aucune intention de s'ouvrir au départ », avant de descendre « gracieusement » mais d'atterrir durement pour enfin s'éloigner en boitillant.

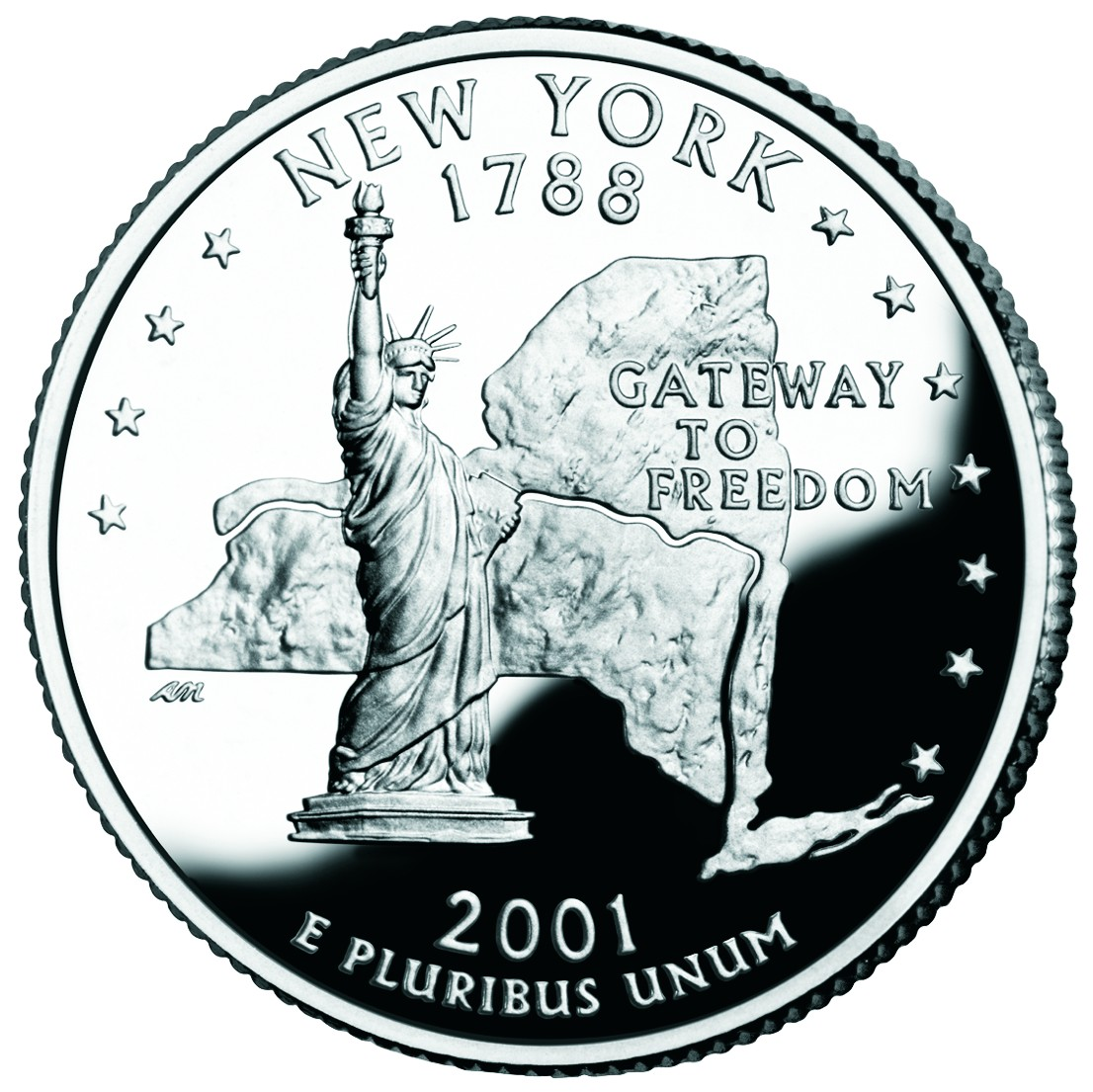
La statue sur une pièce commémorative de l'État de New York, « portail de la liberté ».

### Suicides
Le premier suicide enregistré sur la statue de la Liberté remonte au 13 mai 1929. Au Times qui l'interrogeait, un témoin expliqua que celui qu'on allait identifier comme étant Ralph Gleason, avait rampé à l'extérieur depuis l'une des fenêtres de la statue avant de se retourner, comme pour rentrer, puis avait semblé glisser avant de tomber, rebondissant sur la poitrine de la structure dans sa chute. Le corps avait atterri sur un bout de pelouse au pied de la statue, à quelques pas d'un employé en train de tondre.
Six ans plus tard, en 1935, Jeffery Magee et Theodore Benz tentèrent de se suicider mais survécurent tous les deux, malgré de graves blessures.

### Légende sur l'origine du mot «gadget»
Le jour de l'inauguration de la statue de la Liberté, le 28 octobre 1886, l'entreprise Gaget-Gauthier aurait distribué des miniatures de la statue aux personnalités présentes pour la cérémonie. Les invités se seraient ainsi demandé entre eux, et avec l'accent américain : « Do you have your Gaget? », c'est-à-dire « Avez-vous votre Gaget ? », ce qui aurait donné naissance au mot « gadget », aujourd'hui courant dans la langue française.
Cependant, si la première attestation écrite du mot date bien de 1886, dans l'ouvrage de Robert Brown intitulé Spunyarn and Spindrift, A sailor boy’s log of a voyage out and home in a China tea-clipper, d'autres étymologies sont proposées pour ce terme, même si l'origine réelle en reste inconnue. Il est de toute façon très peu probable que la véritable étymologie du mot soit liée à la miniature de Gaget-Gauthier, d'une part parce que le terme de « gadget » était déjà apparemment en usage dans certains milieux avant l'inauguration de la statue de la Liberté (peut-être dès les années 1850, selon l'Oxford English Dictionary), et d'autre part parce que le mot n'est devenu populaire aux États-Unis eux-mêmes qu'après la Seconde Guerre mondiale.

### Fonds Bartholdi
En 1907, Jeanne Émilie Bartholdi, veuve de l’artiste, a fait don au musée des Arts et Métiers (Paris, France) d’un ensemble d’épreuves photographiques et d’objets (maquettes, moulages), consacré à la statue de la Liberté. Parmi ces moulages, on retrouve les originaux ayant servi à Bartholdi pour la réalisation de la statue.

### Manifestations
En 2000, le pacifiste Tito Kayak, de son vrai nom Alberto de Jésus, escalada la statue de la Liberté et y déploya un drapeau portoricain, afin de réclamer la pleine indépendance de l'île.
En novembre 2023, des militants juifs américains progressistes et Nancy Goldin participent à l'occupation dans le calme de la statue de la Liberté à New York pour exiger d’Israël un cessez-le-feu dans la bande de Gaza dans le conflit qui oppose le Hamas et Israël.

## Chiffres
Ses principales mesures sont :
| 46,07 m         | La hauteur du sol au sommet de la base                                                             |
| 92,99 m         | La taille totale de la structure, socle compris                                                    |
| 5 m             | La taille de la main                                                                               |
| 2,44 m          | La taille de l'index                                                                               |
| 4,40 m          | La hauteur de la tête                                                                              |
| 3,05 m          | La largeur de la tête                                                                              |
| 0,76 m          | La largeur d'un œil                                                                                |
| 1,48 m          | La taille du nez                                                                                   |
| 12,8 m          | La longueur du bras droit                                                                          |
| 7,19 m          | La longueur de la tablette                                                                         |
| 4,14 m          | La largeur de la tablette                                                                          |
| 3,5 m           | La longueur du plus grand rayon de la couronne                                                     |
| 225             | En tonnes, la masse de la structure (dont 125 d'acier et 31 de cuivre)                             |
| 40              | Le nombre de personnes qui peuvent tenir dans la tête                                              |
| 3,5             | Le nombre de mois nécessaires à l'assemblage de la structure                                       |
| 2,37            | L'épaisseur en millimètres des plaques de cuivre                                                   |
| 210             | Nombre de caisses utilisées pour transporter la statue, démontée, de la France vers les États-Unis |
| 343 000         | Le coût estimé, en dollars de l'époque de sa construction                                          |
| 12 juillet 1886 | La date du premier rivet posé                                                                      |
| 4 juillet 1776  | La date inscrite en chiffres romains sur le livre                                                  |
| 46,05 m         | La taille de la statue sans le socle                                                               |

## Galerie

### Monument

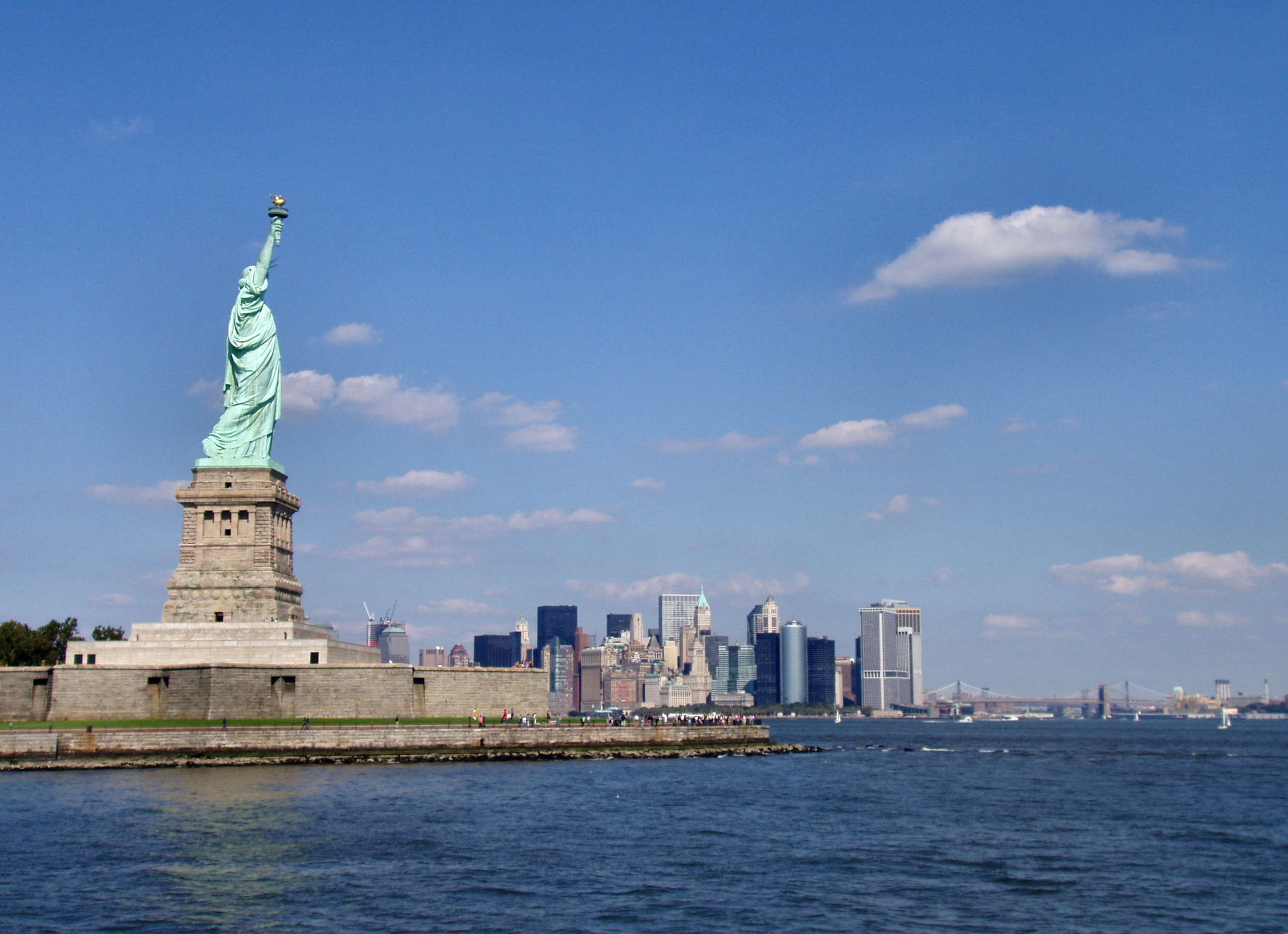
La statue, et au second plan, Manhattan.
Vue aérienne de Liberty Island.
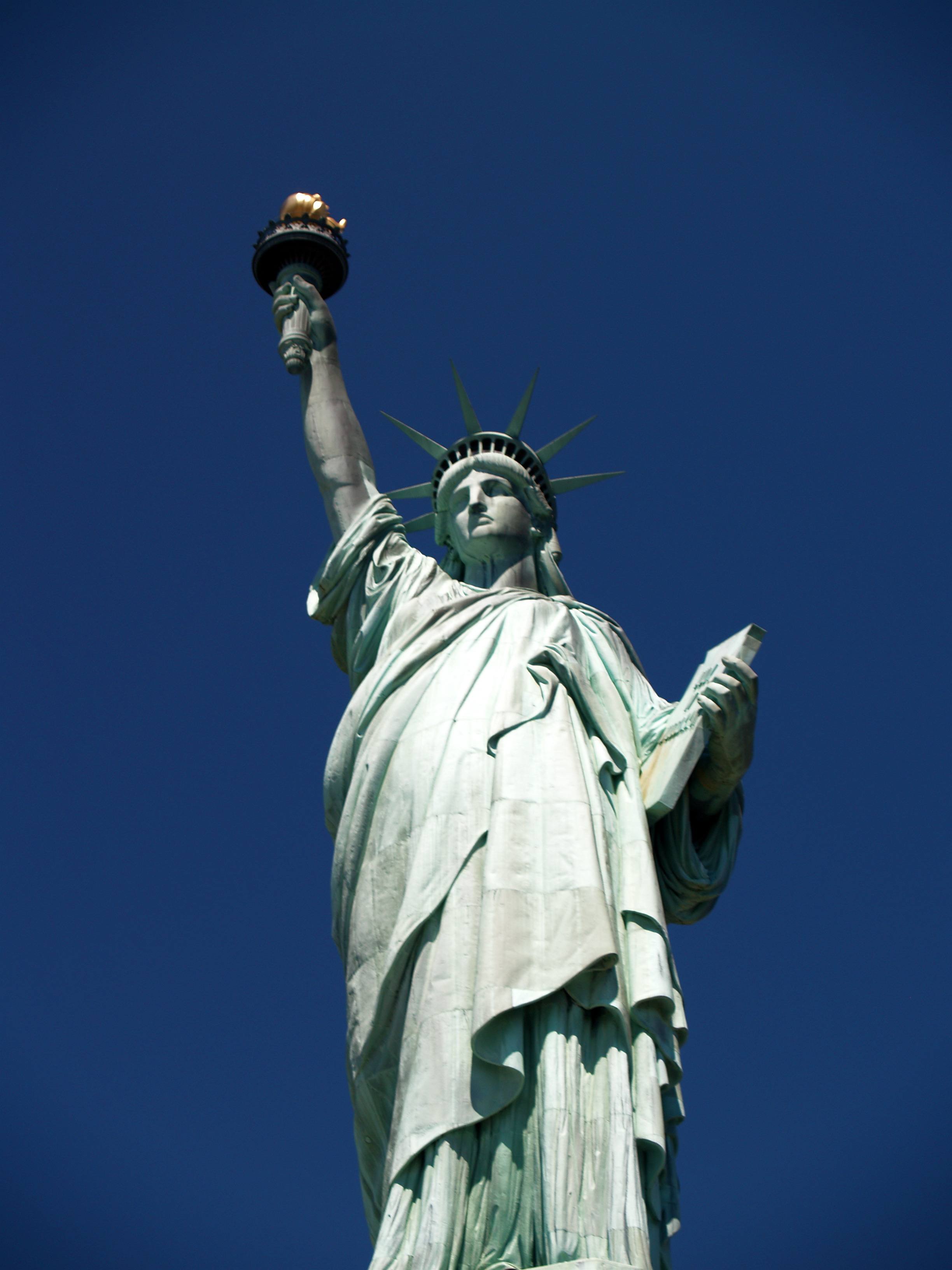
La statue de la Liberté par beau temps.
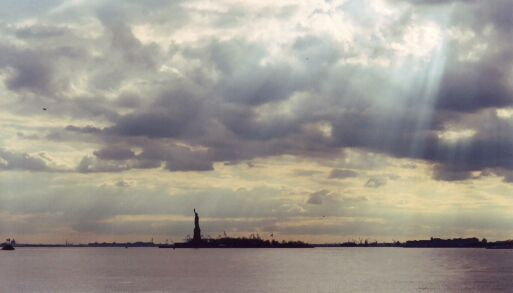
Le monument vu depuis Battery Park.
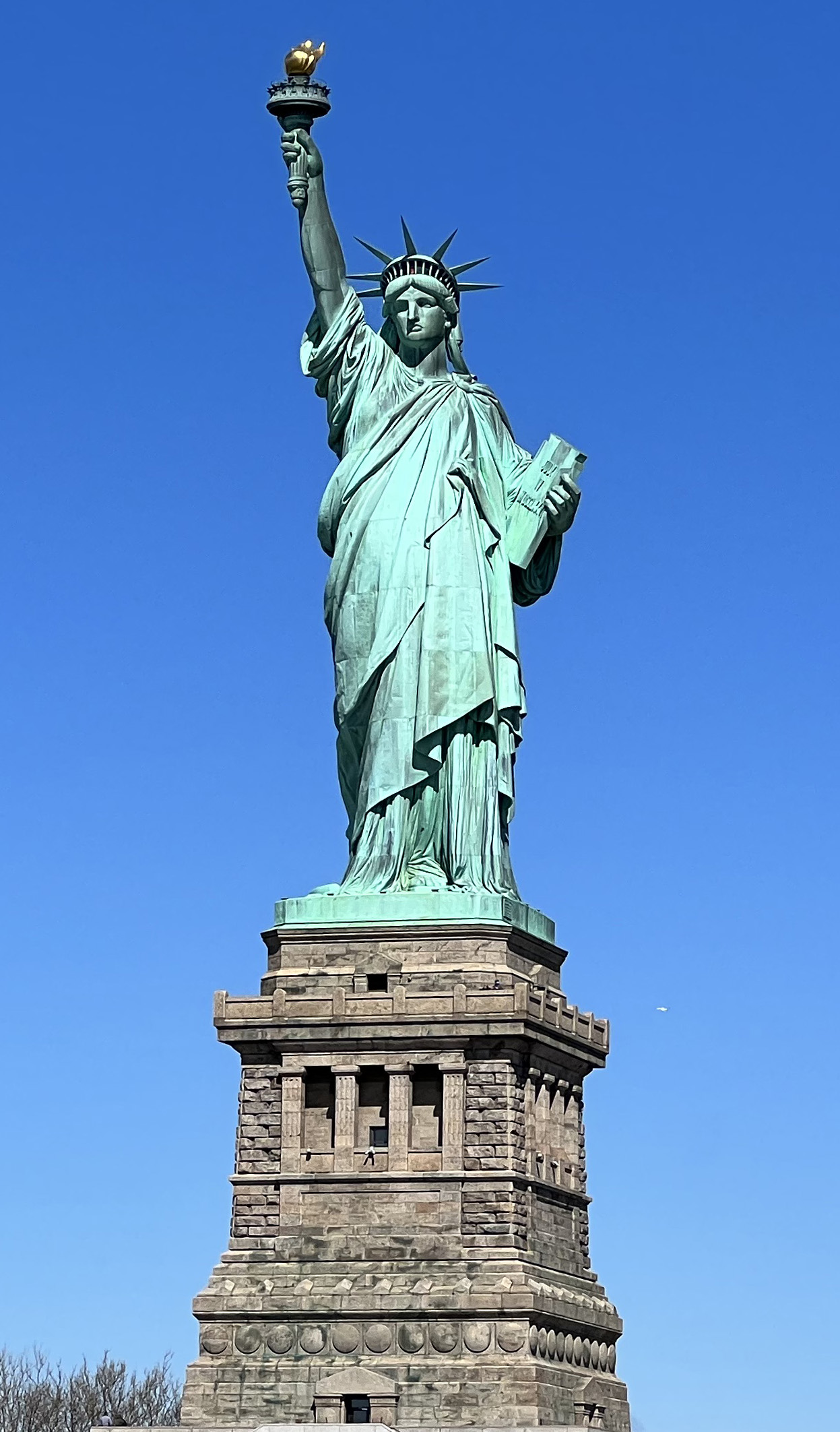
La statue prise au niveau de la base.
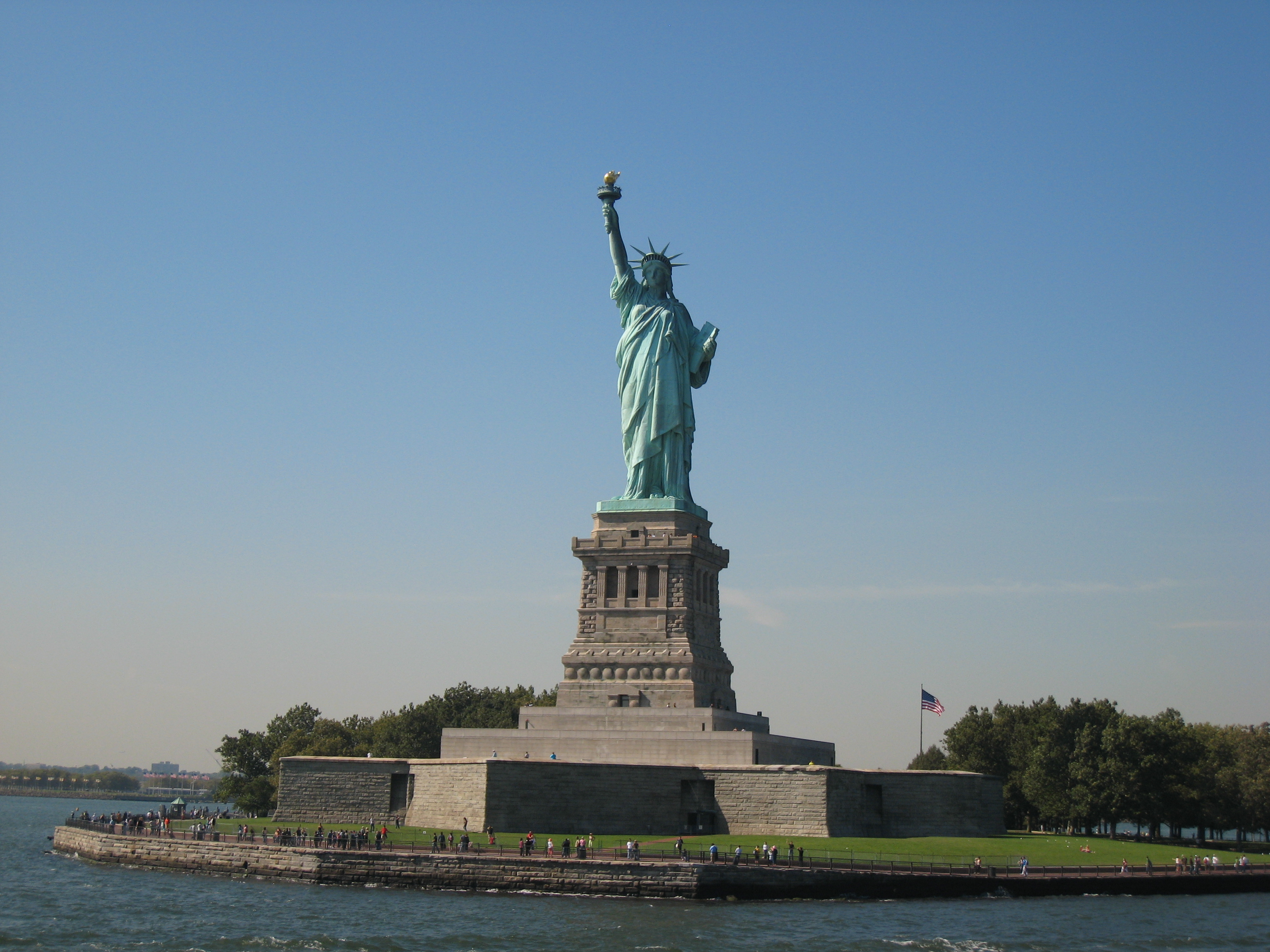
La statue de la Liberté vue de la navette touristique qui mène à la statue et à Ellis Island
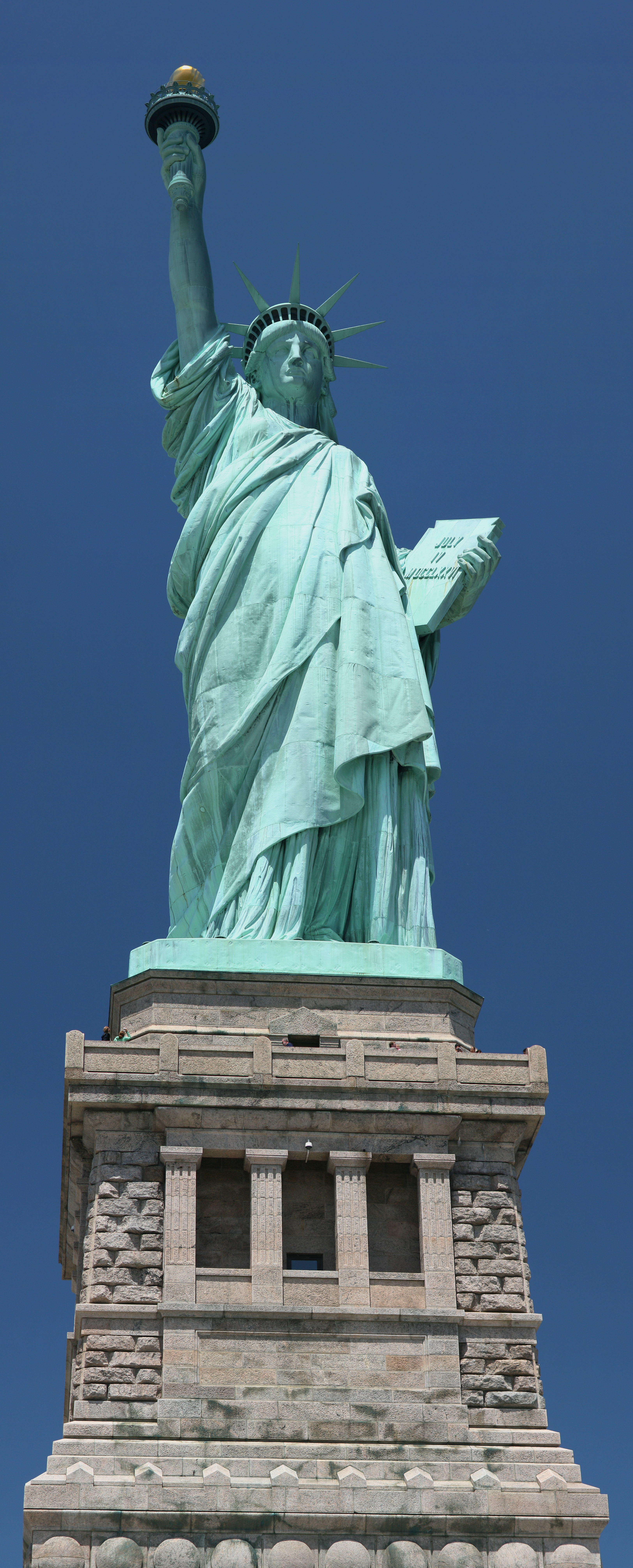
La statue de face.
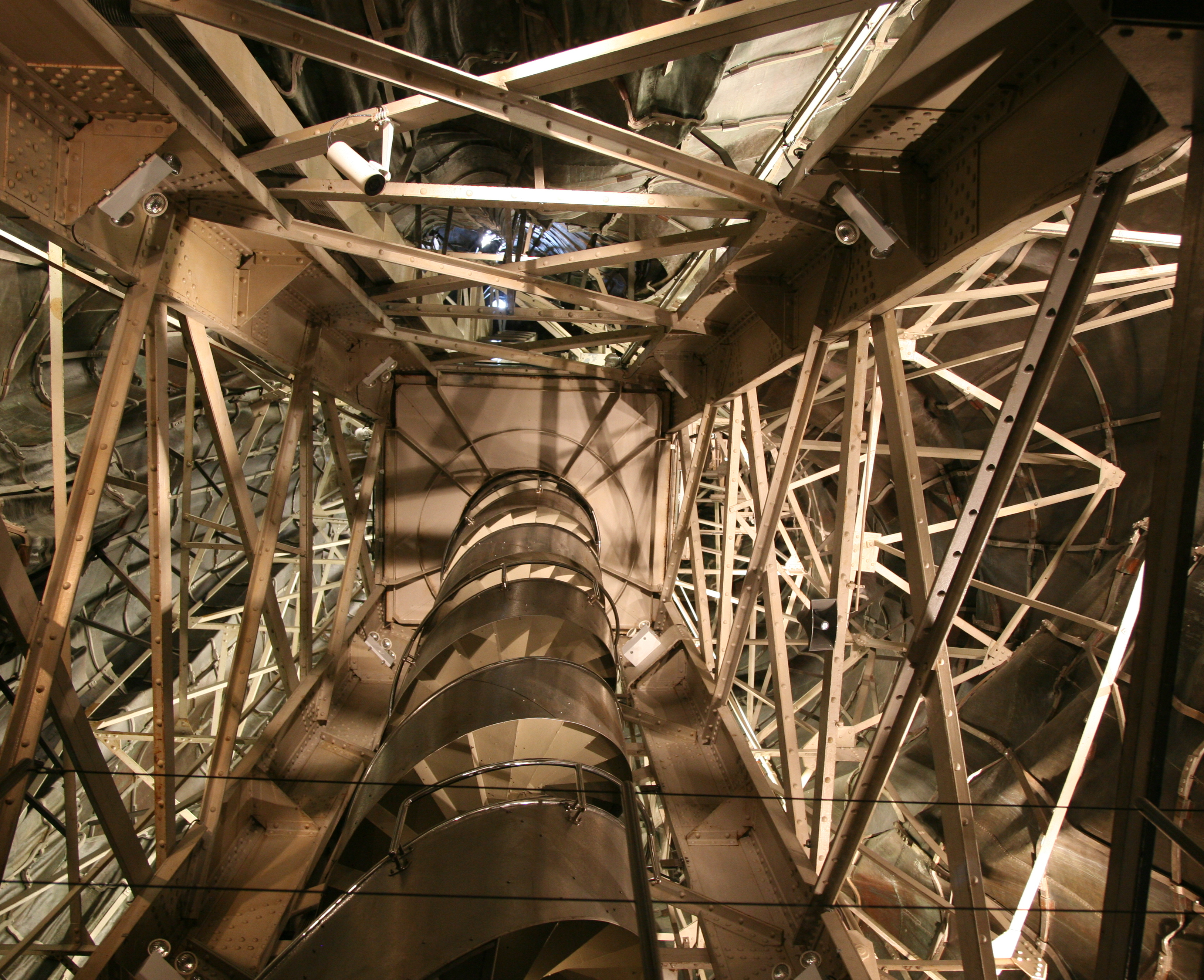
Intérieur de la statue.

### Répliques

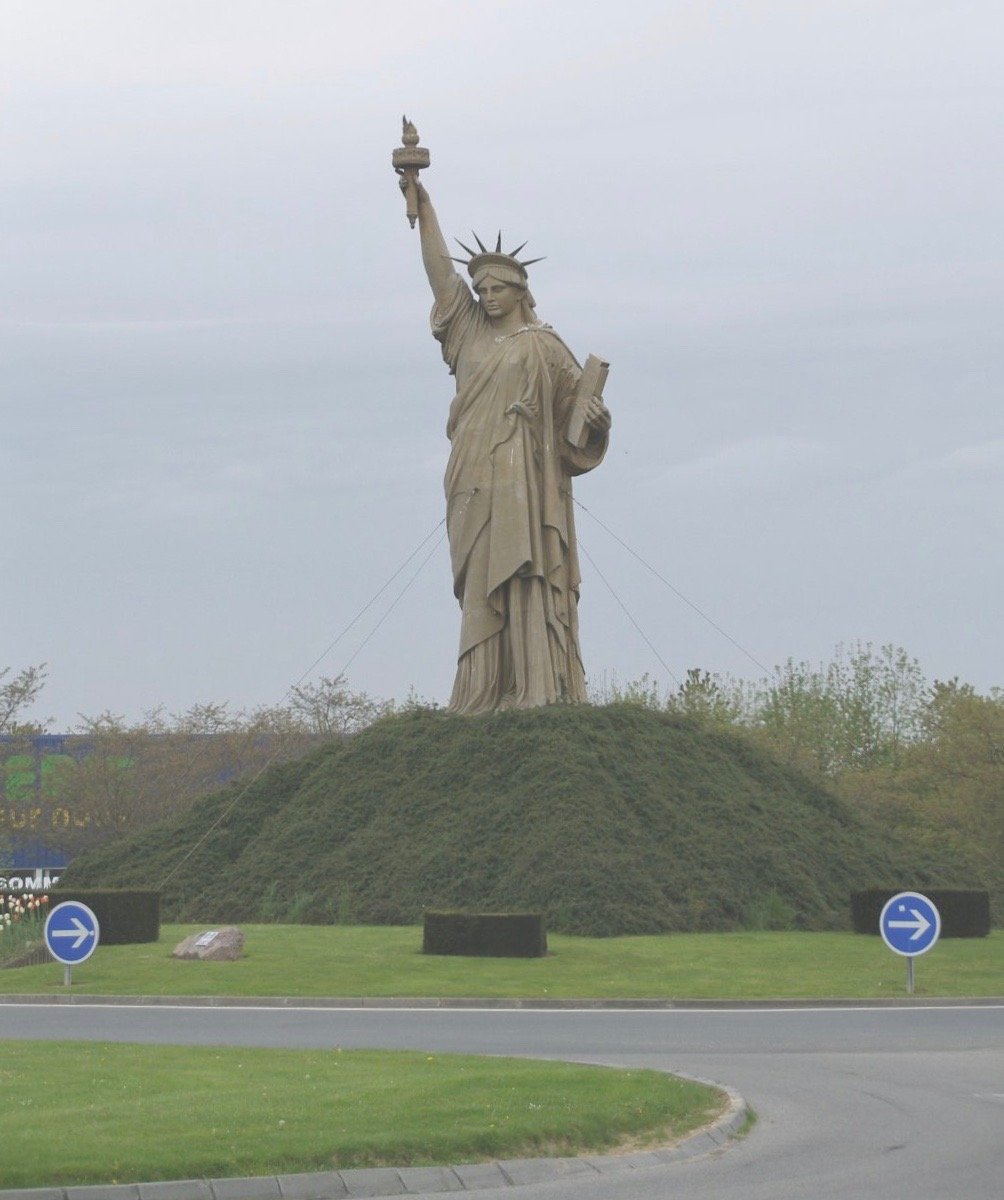
Réplique à Barentin.
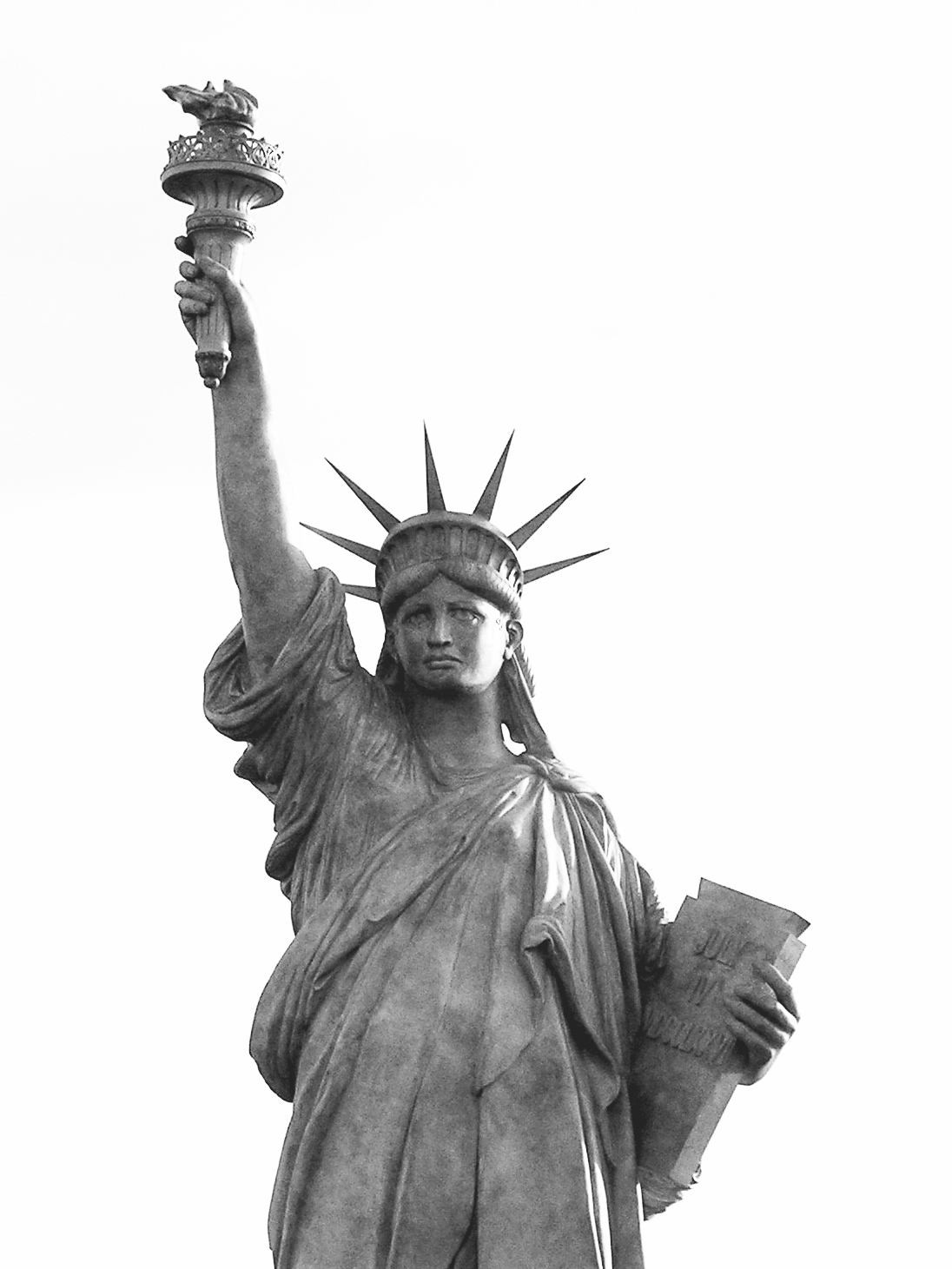
Réplique à Colmar.
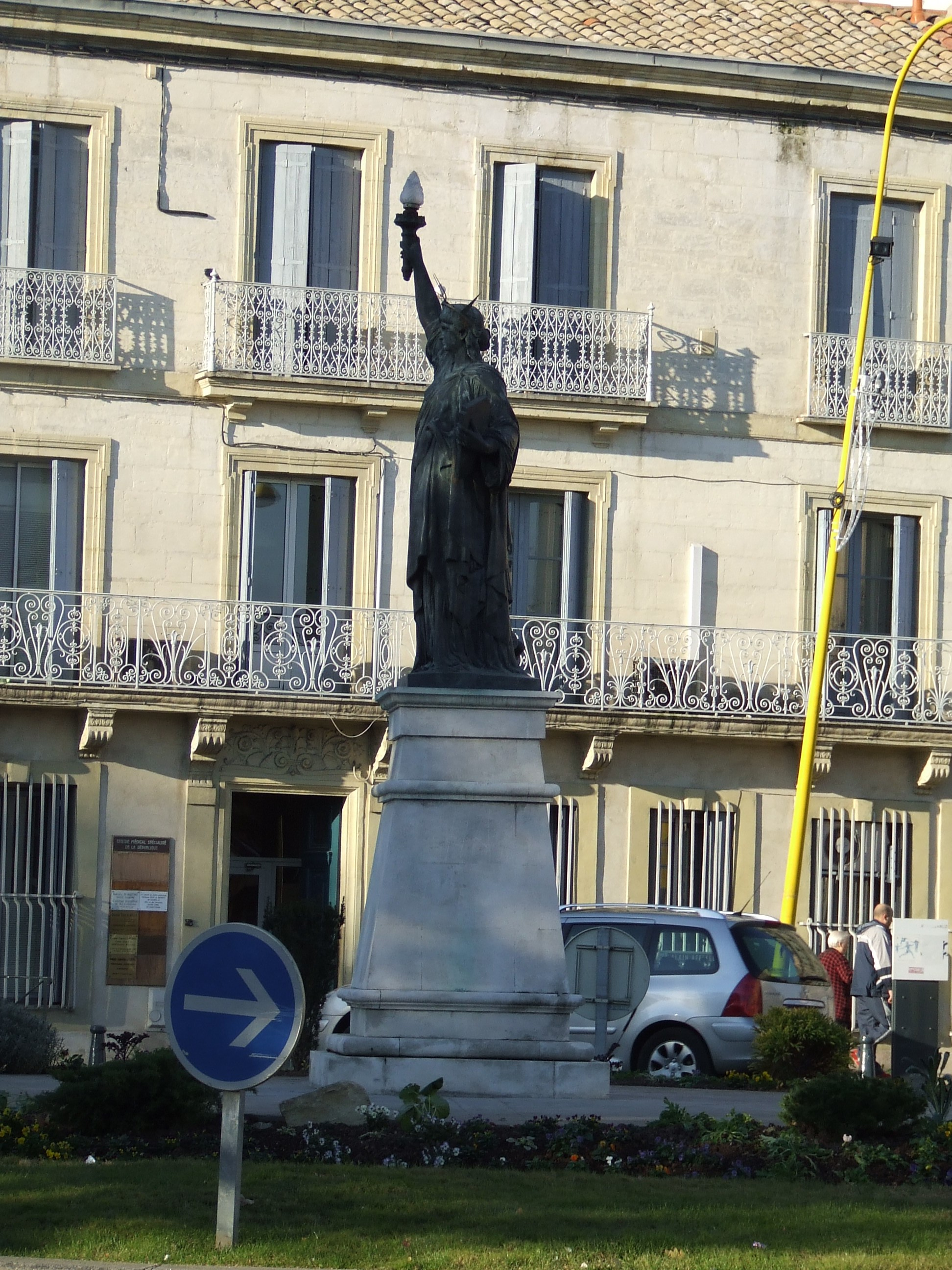
Réplique à Lunel.
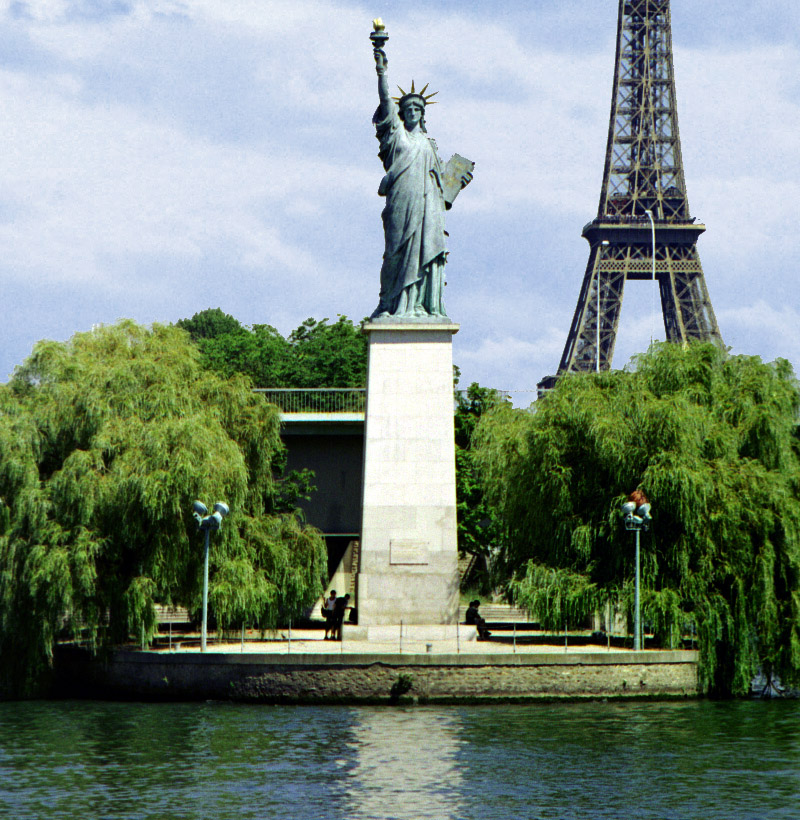
Réplique à Paris (île aux Cygnes).
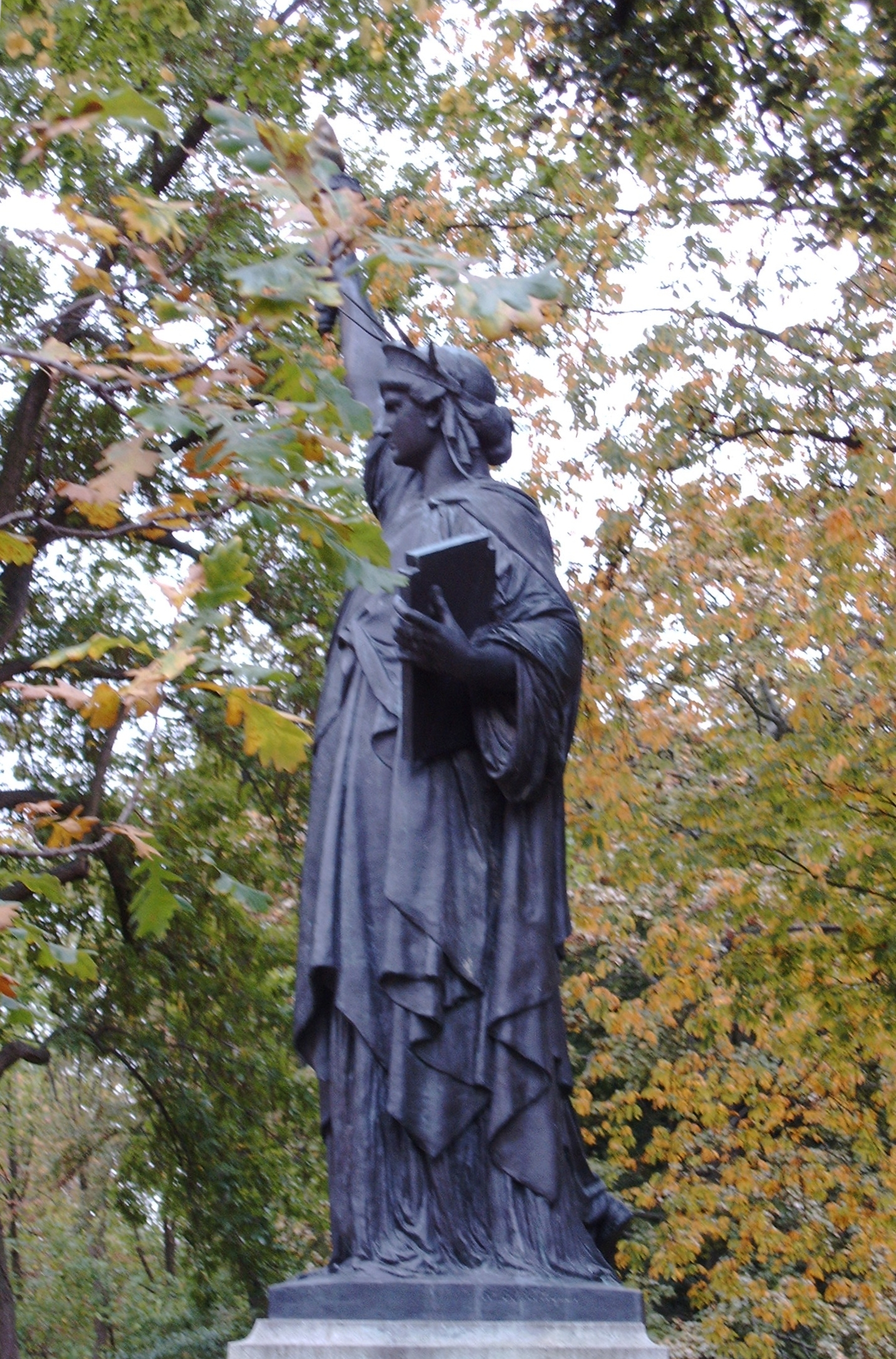
Le modèle à Paris (jardin du Luxembourg).
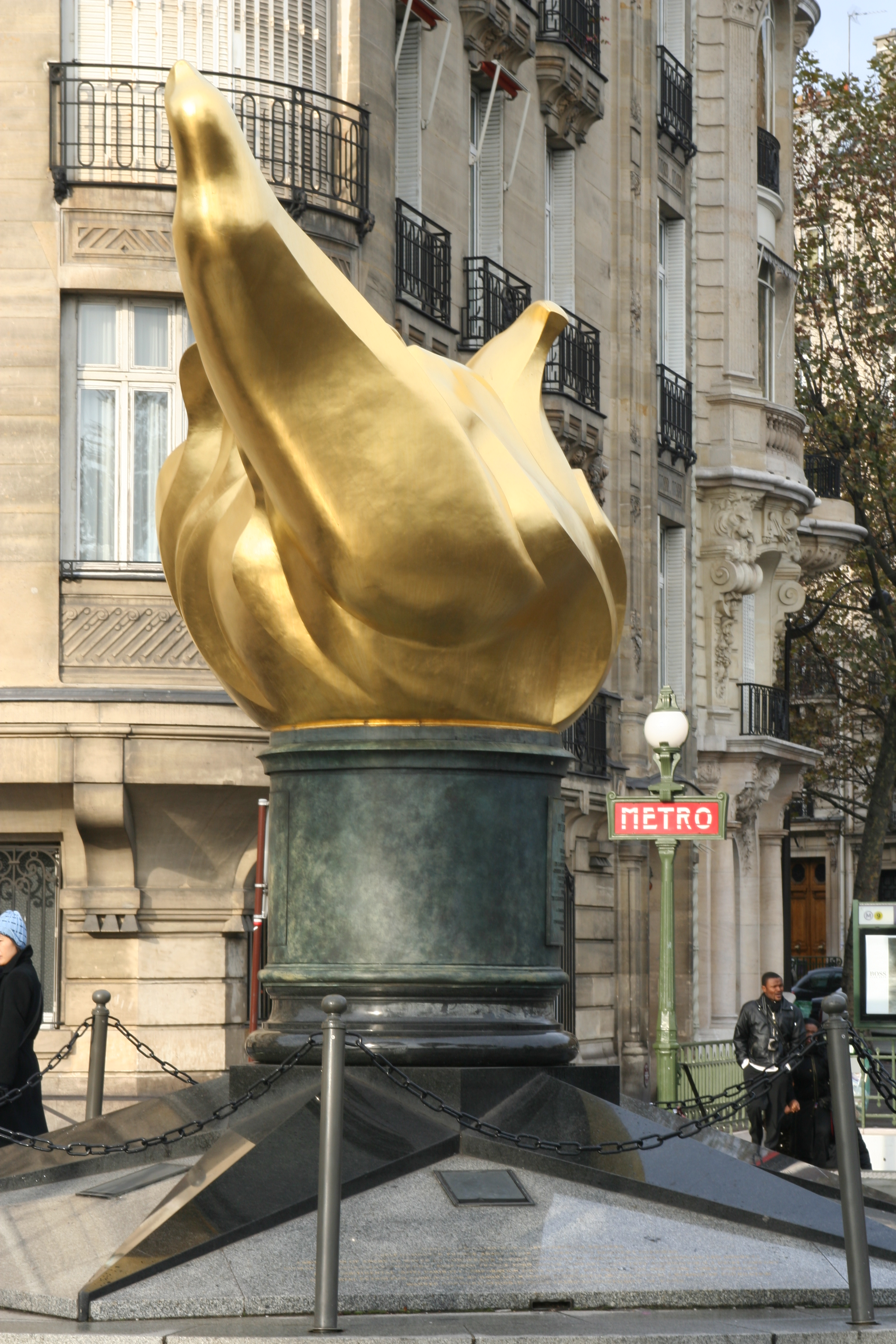
La flamme de la Liberté à Paris (place de l'Alma).
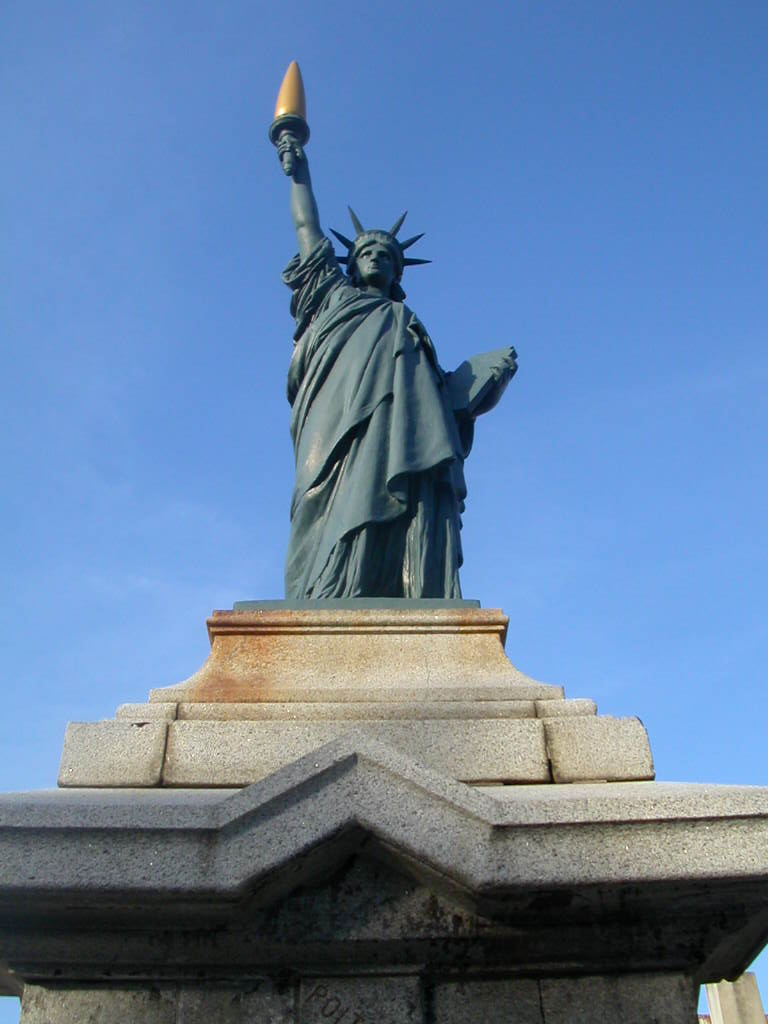
Réplique à Poitiers.
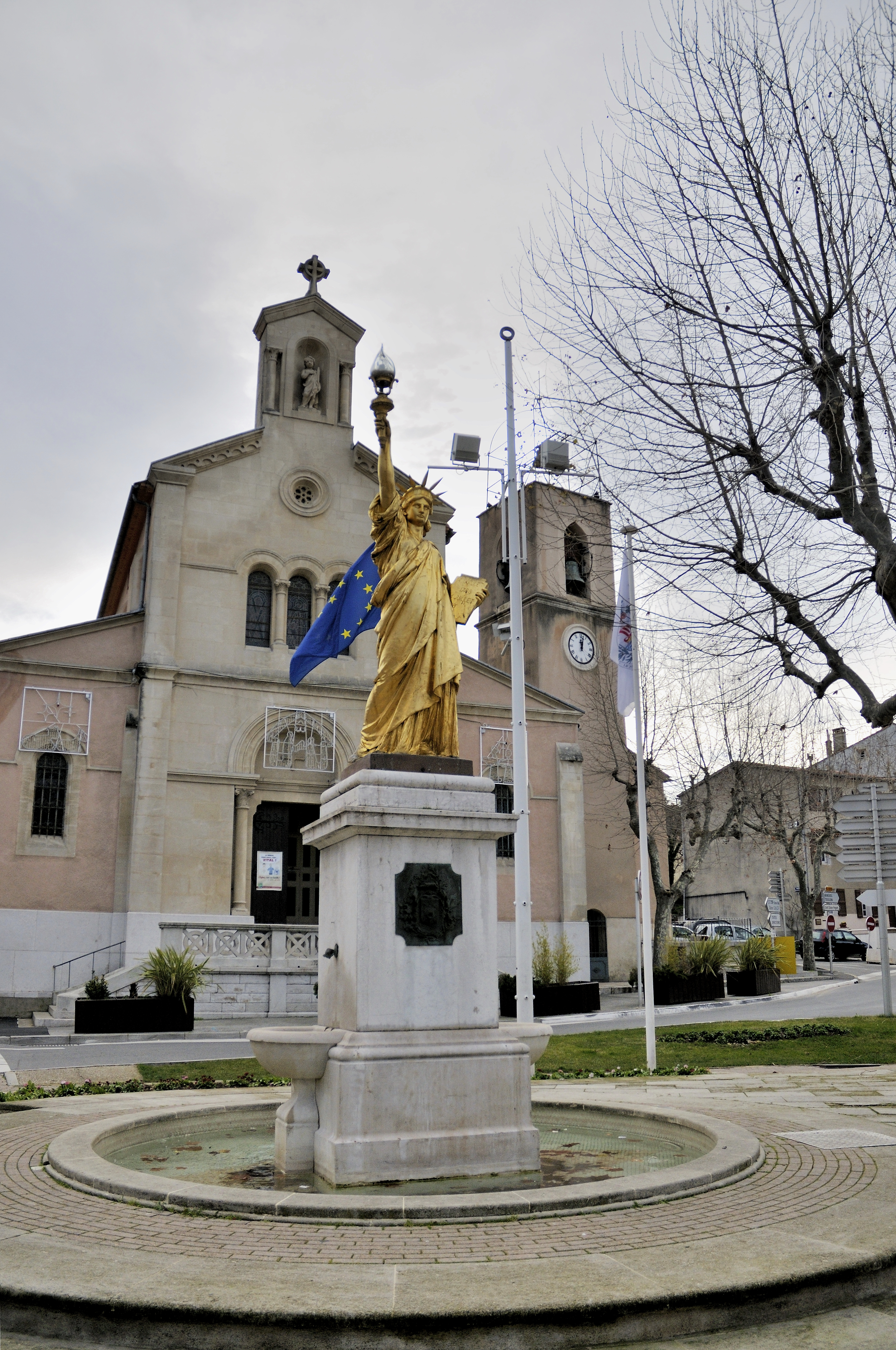
Réplique à Saint-Cyr-sur-Mer.
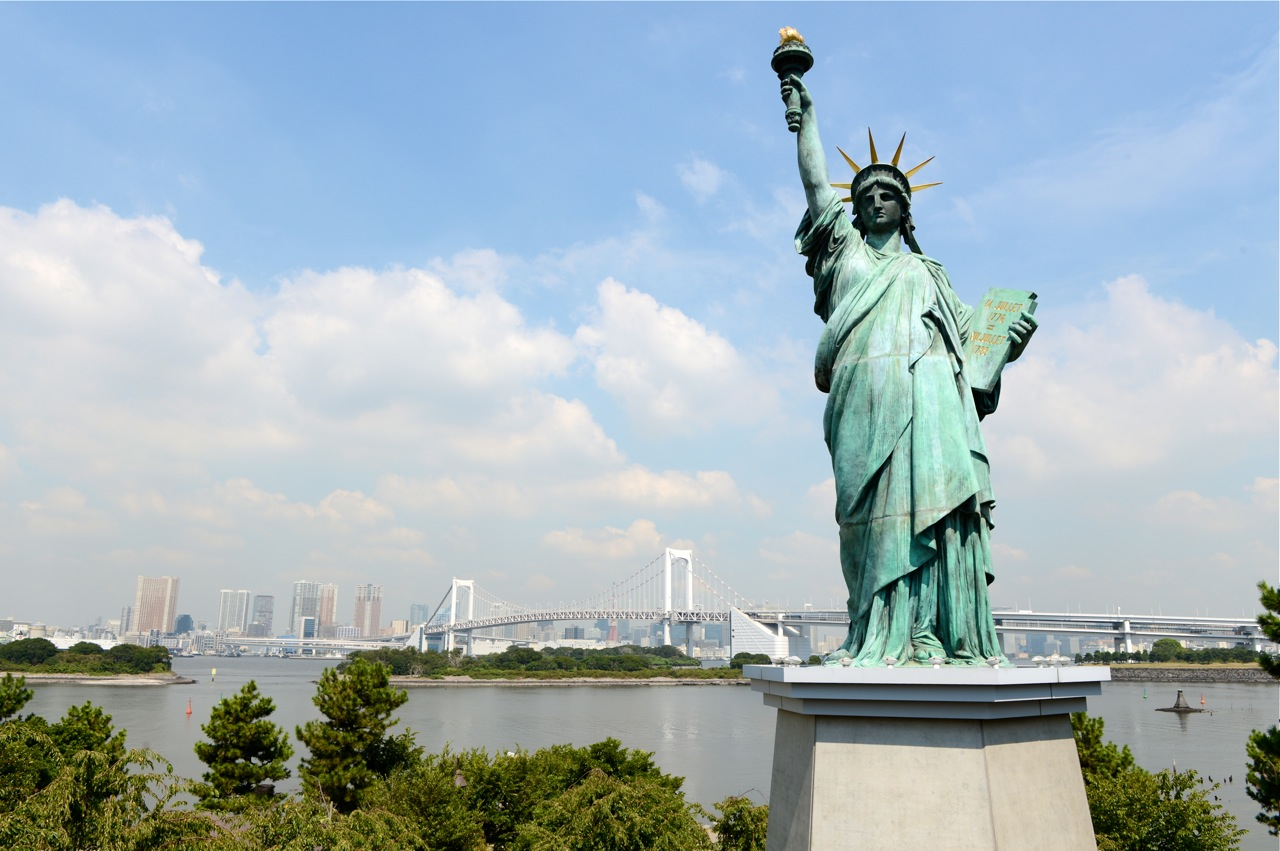
Réplique à Tokyo.
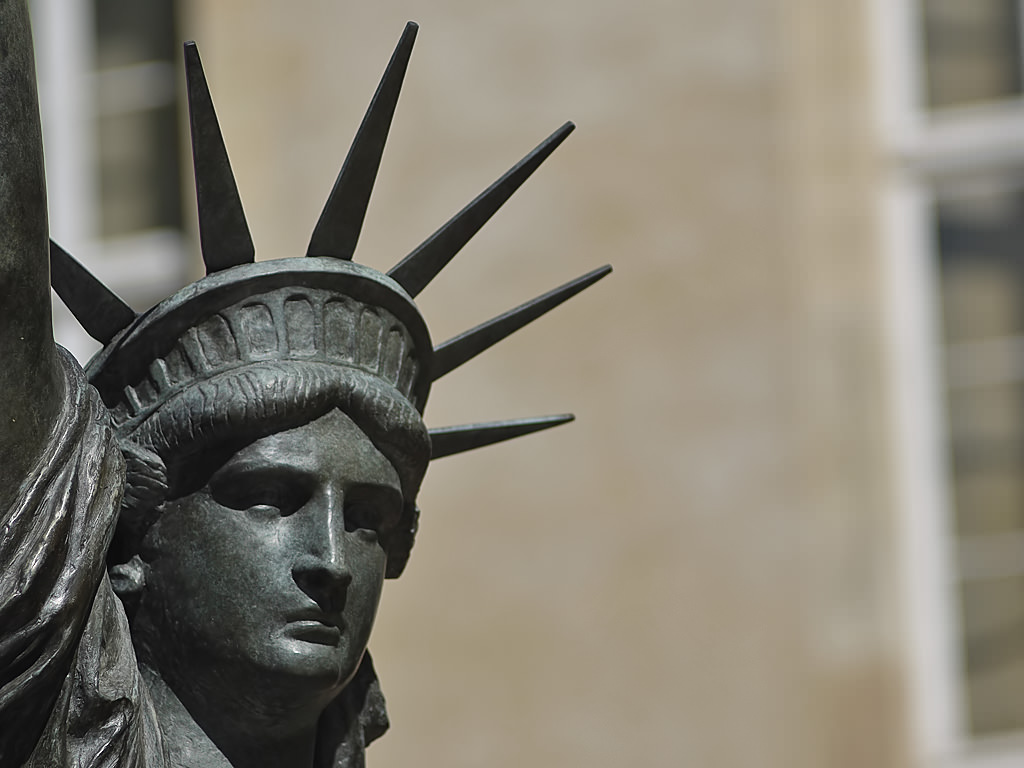
Réplique du jardin des Arts et Métiers, Paris (détail).